# Hexental
Hexental – dolinny obszar krajobrazowy w południowo-zachodniej części landu Badenia-Wirtembergia (Niemcy), leżący pomiędzy masywem Schönbergu na zachodzie a podnóżem południowego Schwarzwaldu na wschodzie. W sensie geomorfologicznym nie jest doliną, lecz formą powstałą w obrębie schodów uskokowych kształtowanych w trakcie obniżania się rowu tektonicznego Górnego Renu. Powszechne określanie tego obszaru jako doliny ma wielowiekową tradycję, odzwierciedloną w nazwie – Tal, niem. ‘dolina’, i opartą na wrażeniu wizualnym. Na mapie nazwa Hexental pojawiła się po raz pierwszy w 1872 r. Północny wylot Hexental z gminą Merzhausen znajduje się w bezpośrednim sąsiedztwie południowej granicy Fryburga Bryzgowijskiego, a południowo-zachodnie ujście doliny leży w obrębie gminy Ehrenkirchen. Biegnąca wzdłuż głównej osi doliny droga L 122 ma na odcinku od północnej granicy Merzhausen do skrzyżowania z drogą do Schlierberghof długość prawie 10 km. Najwyższe wzniesie, na odcinku między Wittnau a Sölden, osiąga wysokość ok. 370 m n.p.m. i tworzy dział wodny cieków wodnych spływających do potoku Dorfbach na północy i potoków zasilających Möhlin na południu. Gminy leżące na obszarze uznawanym zwyczajowo za należący do Hexental to: Merzhausen, Horben, Au, Wittnau i Sölden tworzące związek gmin o nazwie Hexental (Verwaltungsgemeinschaft Hexental), oraz gmina Bollschweil z przynależnym do niej St. Ulrich. Wcześniej gospodarka na ich terenie opierała się na rozległych terenach rolniczych (także na sadownictwie, leśnictwie, uprawie winorośli i hodowli zwierząt), natomiast od lat 60. XX w. stosunkowo niewielkie miejscowości w Hexental nabierały coraz bardziej podmiejskiego charakteru gmin satelitów Fryburga. Łagodny klimat i dogodna komunikacja autobusowa przyczyniają się co prawda do wzrostu popularności tego obszaru i wzmożenia budownictwa jednorodzinnego, jest ono jednak do pewnego stopnia regulowane obowiązującym w Badenii-Wirtembergii prawem ochrony krajobrazu. Regionalne znaczenie ma także turystyczna atrakcyjność całego obszaru Hexental, na którą składają się zarówno zabytki kultury materialnej (np. odrestaurowana zagroda młyńską w Wittnau, zabudowania kluniackiego klasztoru w Sölden, romańska misa fontanny w St. Ulrich i in.), jak i obszary chronione ze względu na walory przyrodnicze (dwa rezerwaty przyrody) i krajobrazowe (cztery tereny ochrony krajobrazowej); przez cały teren Hexental prowadzą oznakowane szlaki turystyczne, w tym historyczna Bettlerpfad. Szczególną popularnością cieszy się Bollschweil i jego barokowy pałacyk, ponieważ stąd wywodziła się niemiecka pisarka i poetka Marie Luise Kaschnitz, która swym rodzinnym stronom poświęciła utwór Beschreibung eines Dorfes (1966).

## Nazewnictwo
Dzisiejsza wersja nazwy może sugerować znaczenie 'dolina wiedźm' (ein Tal der Hexen). W XIX-wiecznym zbiorze legend i podań ludowych z Badenii Badisches Sagenbuch (1898) Augusta Schnezlera jest opowieść o czarownicy Annele z leżącej między Fryburgiem a Staufen doliny Hagsthal, ale nie istnieją, bądź nie zachowały się, żadne dokumenty czy inne wskazówki historyczne, które wspominałyby o procesach czy praktykach czarownic w tej okolicy. Wyjaśnienie, powszechnie przyjęte w literaturze dotyczącej tego regionu, wywodzi nazwę Hexental od celtyckiego słowa ‘hags’, które oznaczało pole otoczone przez hag, czyli pas zarośli, żywopłot. Pisarka i poetka Marie Luise Kaschnitz, związana rodzinnie z Bollschweilem, łączyła pochodzenie nazwy Hexental właśnie z dawną formą słowa odnoszącego się do żywopłotu – niemieckie ‘Hecke’ to w staro-wysoko-niemieckim ‘hegga’, etymologicznie powiązana z ‘hag’. Celtycki źródłosłów obecny jest, jak się przypuszcza, w znanych od XIV w. nazwach Hagestal i Hagstal, które, pojawiwszy się po raz pierwszy w 1344 r., odnosiły się grupy zagród w pobliżu miejscowości Au. Z czasem nazwa ta zaczęła odnosić się do coraz większej liczby zagród i na mapach pojawiła się jako Hagsenthal, a w 1872 r. jako Hexental, by wkrótce objąć dalsze części terenu między Schönbergiem a Schwarzwaldem. Uznaje się, że wymowa w potocznej, lokalnej wersji Hagschdel lub Haschg(e)l dała w XIX w. początek ludowym skojarzeniom z Hexen – z czarownicami – i doprowadziła do utrwalenia się popularnej, acz nieprawdziwej, etymologii nazwy.

## Geografia

### Położenie

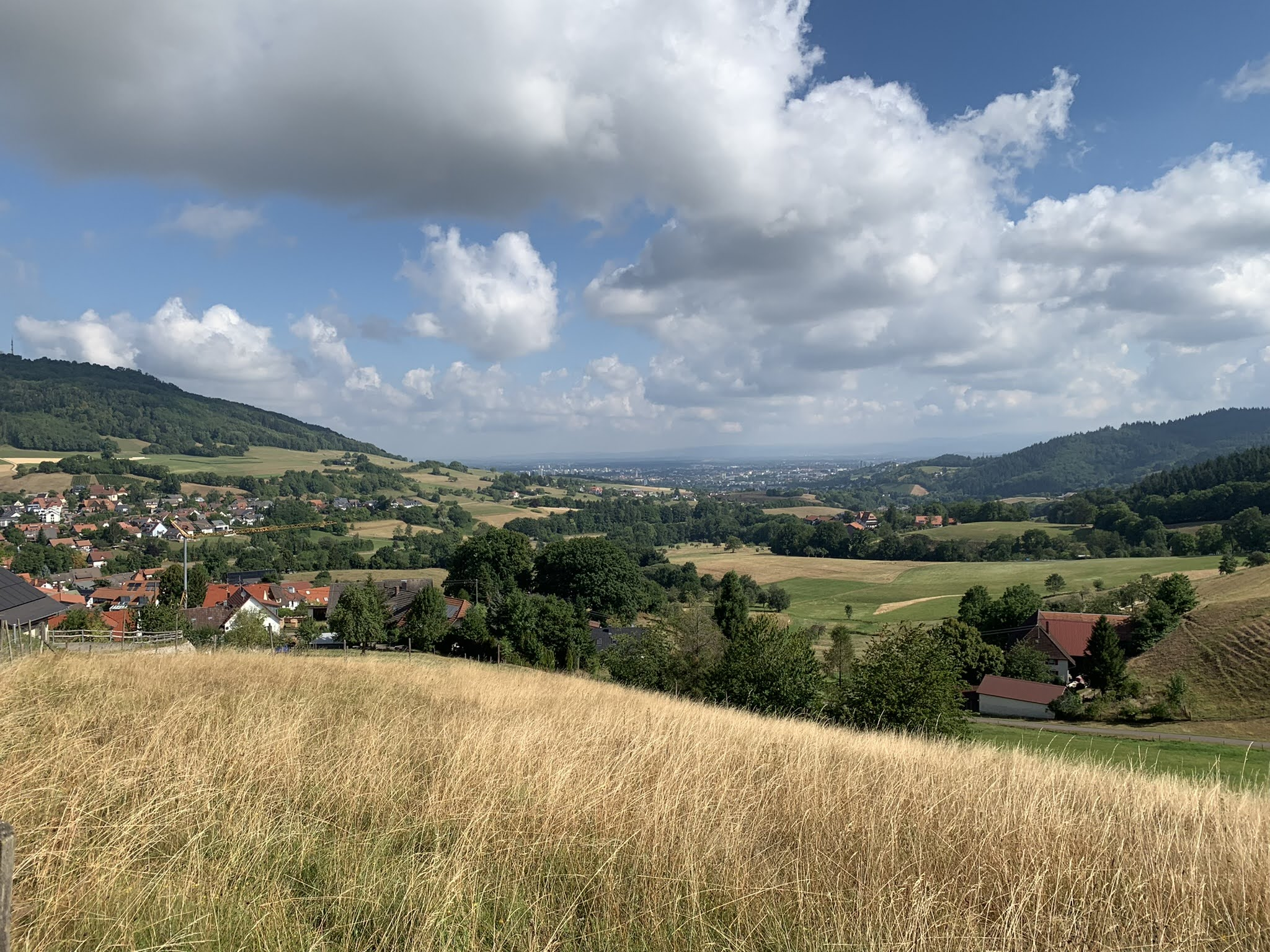
Północny wylot Hexental – w kierunku Fryburga

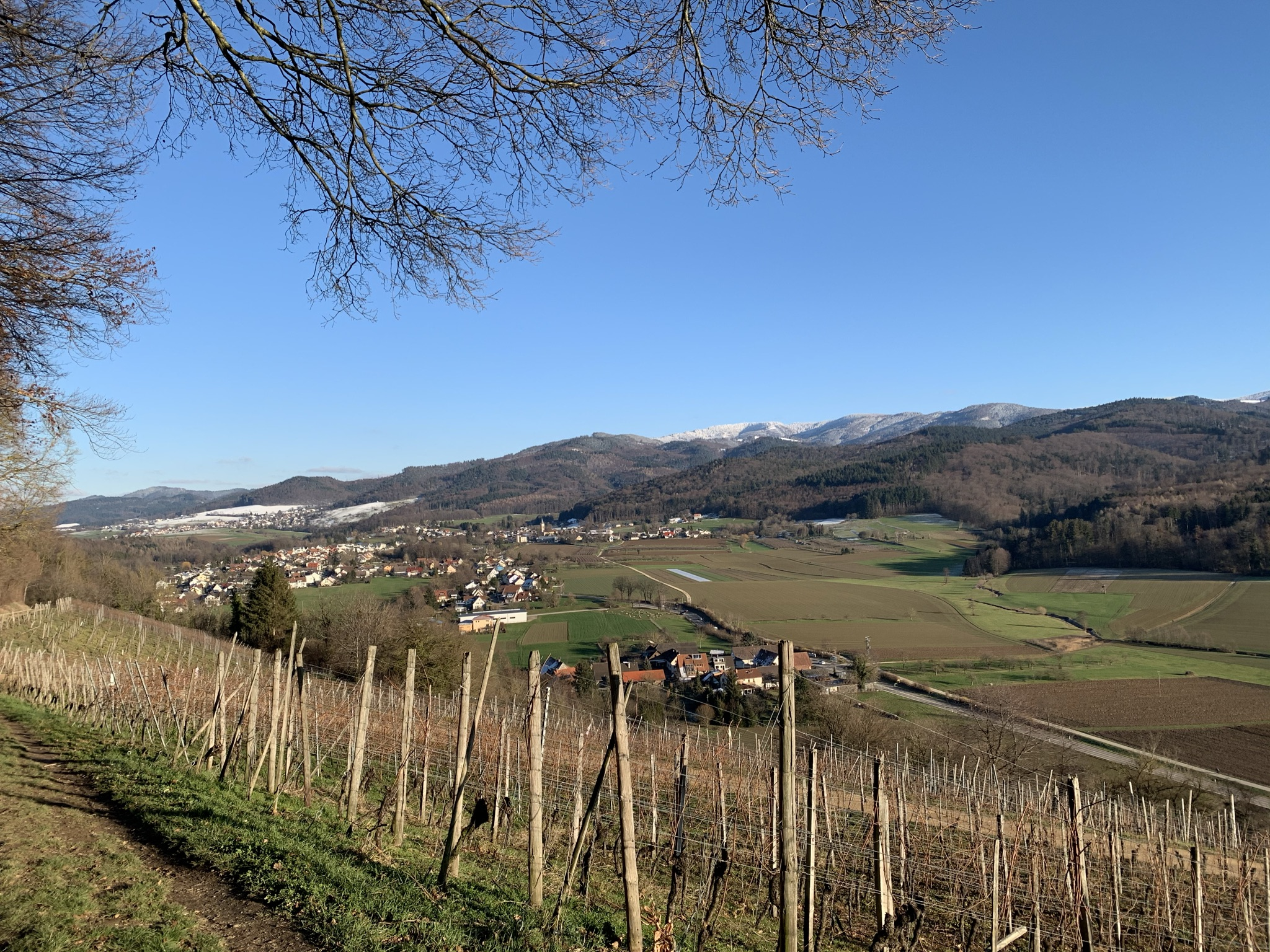
Szwarcwaldzka (wschodnia) strona Hexental – widok ku północy

Obszar tak zwanej doliny Hexental rozciąga się południkowo pomiędzy zachodnim skrajem Schwarzwaldu Wysokiego (masyw Schauinslandu) a wschodnimi skłonami masywu Schönbergu, należącego do górzystej strefy szwarcwaldzkiego przedgórza (Vorbergzone między Schwarzwaldem Wysokim o Niziną Górnoreńską). Zakres obszaru geograficznego obejmowanego nazwą Hexental nie jest precyzyjne określony. Choć leżącą na południu dolinę rzeczki Eckbach (w Bollschweilu wpływającej do Möhlin) oddziela od leżącej na północy ścisłej (właściwej) Hexental (czyli doliny rzeczki Dorfbach) wzniesienie działu wodnego, to jest ona powszechnie uważana za jej kontynuację. Na mapie w skali 1:25 000 wydanej przez Landesmat für Geoinformation und Landentwicklung Baden-Württemberg nazwa Hexental odnosi się do obszaru między gminami Au a Wittnau, podobnie jak na oficjalnej mapie portalu internetowego powiatu Bryzgowia-Schwarzwald Wysoki (Geoportal Landkreis Breisgau-Hochschwarzwald). Natomiast na turystycznej mapie wydawnictwa Kompass w tej samej skali Hexental sięga na południu aż po Bollschweil. Odpowiada to powszechnemu w tym rejonie uzusowi językowemu, który znajduje potwierdzenie w praktyce administracyjnej gmin leżących na tym obszarze (por. Podział administracyjny). Wydana w 1983 r. pod redakcją fotografa Leifa Geigesa monografia Das Hexental poświęcona jest obszarowi od miejscowości Merzhausen na północy po Bollschweil-St. Ulrich na południu. Natomiast album pod redakcją Josefa Dienera Das Hexental auf alten Ansichtskarten (wyd. 1987), prezentujący Hexental na dawnych kartkach widokowych, obejmuje uwagą obszar od wzgórza Lorettoberg – wzniesienie u północnego wylotu doliny Günterstal, leżące całkowicie w obrębie administracyjnym Fryburga – po miejscowości Ehrenstetten i Kirchhofen (tworzące gminę Ehrenkirchen). Ehrenstetten opiera się co prawda o południowe podnóża Ölbergu, przy południowo-zachodnim wylocie Hexental, ale niemal cały jej obszar leży już na terenie o równinnym charakterze o nazwie Staufener Bucht. Na autorytatywnej mapie (Blatt 185), sporządzonej z inicjatywy Bundesforschungsanstalt für Landeskunde und Raumordnung (obecnie w ramach Bundesamt für Bauwesen und Raumordnung), Hexental widoczna jest jako teren na obszarze Freiburger Bucht, wyraźnie oddzielony od południowej części Schwarzwaldu (Südlicher Kammschwarzwald) na wschodzie i masywu Schönbergu na zachodzie. Hexental nie jest jednak osobną jednostką w regionalizacji fizycznogeograficznej, a według Landesanstalt für Umwelt, Messungen und Naturschutz Baden-Württemberg omawiane w niniejszym artykule gminy Merzhausen, Au, Wittnau, Sölden i Bollschweil leżą w częściowo w obrębie Schwarzwaldu Wysokiego (Hochschwarzwald) i częściowo w obrębie Markgräfler Hügelland.

### Ukształtowanie terenu

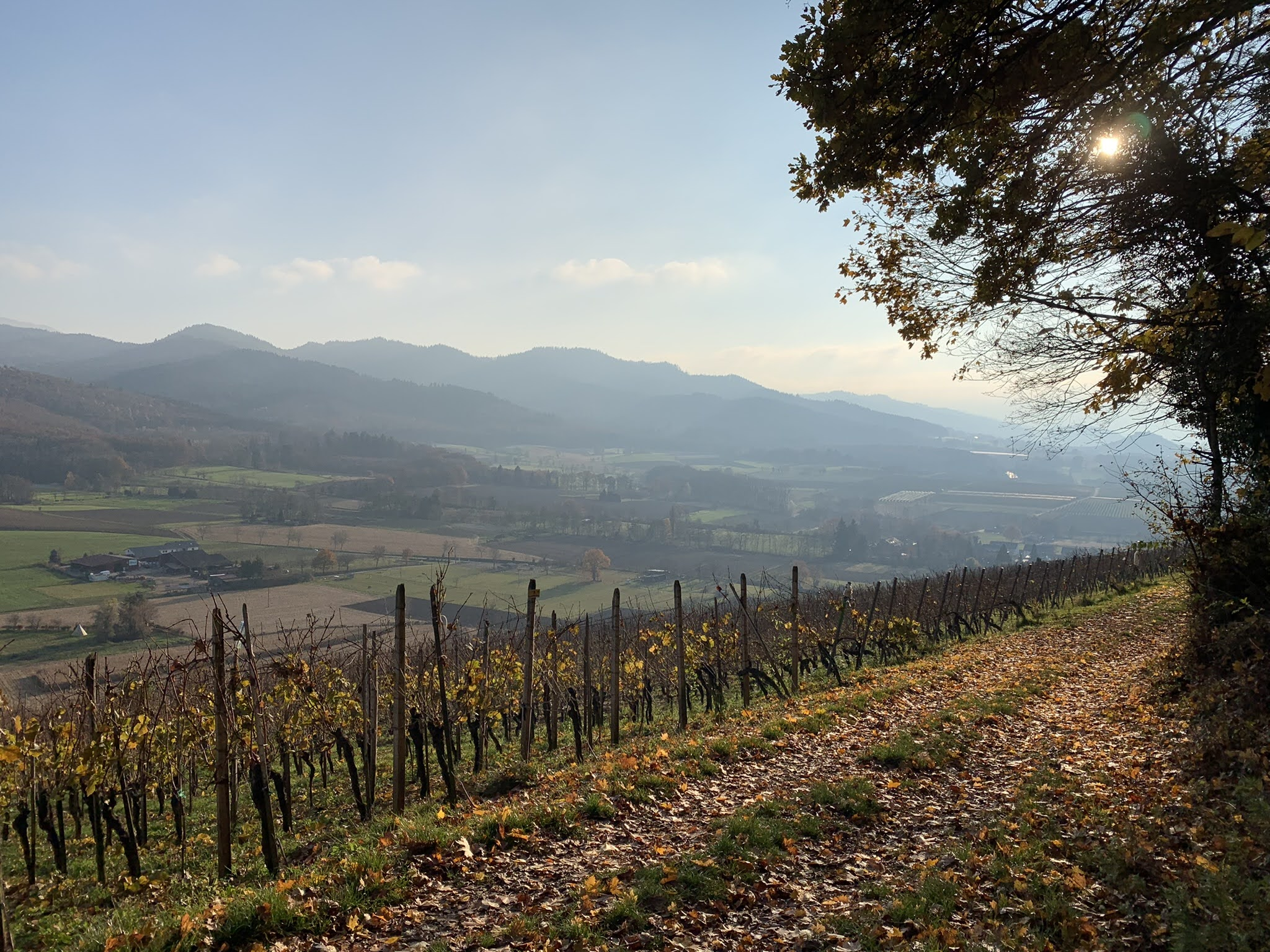
Wschodnia strona Hexental – jej południowy wylot

Dolinami tworzącymi Hexental w sensie geomorfologicznym są na północy zlewisko potoku Dorfbach (w górnym biegu zwanym Reichenbach) (źródła na pn.-zach. stoku góry Hörnle) i jego lewostronnego dopływu o nazwie Hexental (źródła nad Biezighofen, pł.-wsch. częścią Wittnau), a na południu zlewisko rzeki Möhlin (źródła na zach. stokach Schauinslandu). Dział wodny rozdzielający te dwie zlewnie leży na wysokości ok. 370 m n.p.m. na granicy między gminami Sölden na południu i Wittnau-Biezighofen na północy. Po stronie szwarcwaldzkiej schodzą do Hexental dwie większe doliny: Katzental z wylotem między Au a Biezighofen, którą płynie potok Setzenbächle, i dolina prowadząca do St. Ulrich, którą płynie Möhlin, niemająca na oficjalnych mapach osobnej nazwy. Określenie „Möhlintal” odnośnie tej drugiej doliny występuje opisowo (nie jako nazwa własna) w lokalnym użyciu i tekstach turystycznych. Ponadto schodzą ku Hexental mniejsze doliny, w dialekcie alamańskim zwane „Dobel”, np. Sägendobel, Dagdendobel. Masywu Schönbergu nie rozdzielają znaczniejsze doliny, w zachodniej grani Hexental leży natomiast przełęcz zwana (popularnie) Kienbergsattel, przez którą biegnie droga z Wittnau do Ebringen. Dolinka Allental między wzniesieniami Steinberg i Urberg całkowicie zmieniła wygląd i charakter wskutek rozbudowy na jej terenie kamieniołomu.
| Położenie (w m n.p.m.)  | Merzhausen | Au  | Wittnau | Horben | Sölden | Bollschweil | St. Ulrich |
| najwyższego wzniesienia | 538        | 663 | 850     | 900    | 732    | 916         | 1128       |
| ratusza                 | 272        | 300 | 402     | 610    | 382    | 270         | 270        |
| najniższego wzniesienia | 254        | 290 | 340     | 380    | 318    | 284         | 500        |

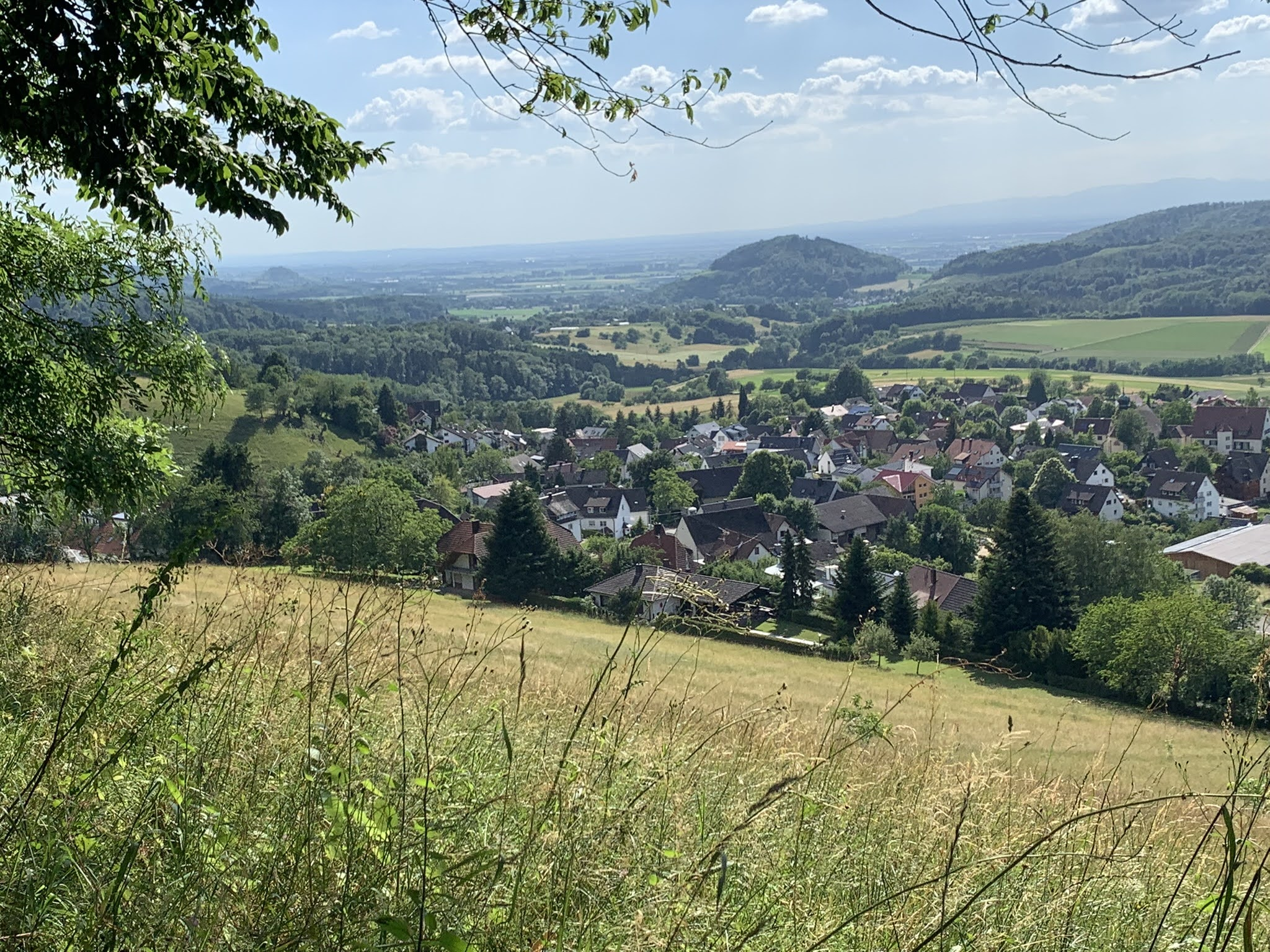
Zachodnia strona Hexental – jej południowy wylot

Najwyższe wzniesienia otaczające Hexental, zaczynając od skraju pn.-wsch.: Kreuzkopf (525 m), Illenberg (643 m), Galgenkopf (781 m), Hörnle (886), Streitbanner Kopf (698 m), Hohfirst (494 m) i Schönberg (645 m).

### Geologia

#### Powstanie
Obszar Hexental powstał pod koniec trzeciorzędu, przed ok. 45 milionami lat, w rezultacie procesów tektonicznych, które rozpoczęły się przed ok. 50 milionami lat. Wraz z zapadaniem się na osi północ-południe olbrzymiego rowu tektonicznego, podnosiły się równocześnie po obu jego stronach progi uskokowe, które dały początek górom zrębowym – Wogezom na zachodzie i Schwarzwaldowi na wschodzie. Między Schwarzwaldem a doliną ryftową, w której obecnie płynie Ren, leży pasmo niższych schodów uskokowych, tworzących strefę przedgórza zwaną Vorbergzone z Schönbergiem jako jej najwyższym wzniesieniem (645 m). Wschodni skraj uskoku górnoreńskiego rowu tektonicznego (w postaci kilku linii uskokowych, jak np. Hohfirst-Verwerfung) przebiega mniej więcej południkowo na wschód od Schönbergu w obrębie szeroko rozumianej Hexental. Jednakże stwierdzenie, że skraj progu uskokowego pokrywa się z przebiegiem Hexental jest uproszczeniem nie tylko ze względu na umowny przebieg samej „doliny”, jak i dlatego, że skały krystaliczne głównego zrębu Schwarzwaldu występują także na wschodnich stokach Schönbergu, a zatem po zachodniej stronie Hexental.

#### Budowa geologiczna
Wschodnia strefa uskokowa rowu górnoreńskiego oddziela krystaliczny zrąb Schwarzwaldu od strefy sedymentacyjnej, tj. starsze skały metamorficzne (gnejsy) i młodsze granity na wschodzie od przedgórza na zachodzie pokrytego warstwami mezozoicznymi i neozoicznymi. Ta dwudzielna budowa geologiczna Hexental wykazuje większe zróżnicowanie po zachodniej stronie tego obszaru i pokrywa się z geologiczna strukturą wschodniego skłonu masywu Schönbergu. Na linii głównego progu uskokowego na północnym i południowym skraju Hexental oraz wokół Sölden występuje piaskowiec pstry, z którym sąsiaduje w Bollschweilu i Merzhausen wapień muszlowy. Powyżej, wzdłuż niemal całej Hexental, występują formacje jurajskie i w mniejszym zakresie kajper.

#### Gleby
Procesy glebotwórcze rozpoczęły się wraz z końcem ostatniej epoki lodowcowej przed 10–20 tys. lat i przebiegały odmiennie po wschodniej i zachodniej stronie Hexental ze względu na odmienną geologiczną strukturę terenu. Po stronie Schönbergu gleby powstawały na bazie skał wapiennych okresu jurajskiego i trzeciorzędu. Produktem tych procesów były płytkie rędziny o znacznej zawartości humusu zawierającego wapń, magnez i azot. Ze względu na niewielką miąższość (powodującą szybkie wysychanie i podatność na erozję) oraz jednostronną podaż minerałów, tereny pokryte rędzinami nie są wykorzystywane rolniczo. W obrębie Hexental na rędzinach rosną buczyny lub pokrywają je murawy. Na niektórych obszarach w wyniku brunatnienia wykształciły się żyźniejsze gleby brunatne (Braunerden). Ponadto na skałach iłowcowych, powstałych w triasie (kajper), w jurze wczesnej (lias) i jurze środkowej (brunatnej), utworzyły się zasobne w glinę pelosole. Pokrywają one znaczny obszar w środkowej części Hexental – od Wittnau po wypłaszczenie terenu między Schönbergiem a północnymi stokami Hohfirst – wykorzystywany jako pastwiska i łąki kośne; ponadto pokrywają teren w obrębie rezerwatu przyrody Berghauser Matten. Po stronie wschodniej, szwarcwaldzkiej, jako skały wyjściowe przeważały gnejsy, na których utworzyły się mezotroficzne gleby brunatne (mesotrophe Braunerden). Czynnikiem sprzyjającym powstawaniu gleb była też większa ilość opadów po wschodniej stronie Hexental, wzrastająca też z wysokością.

### Klimat

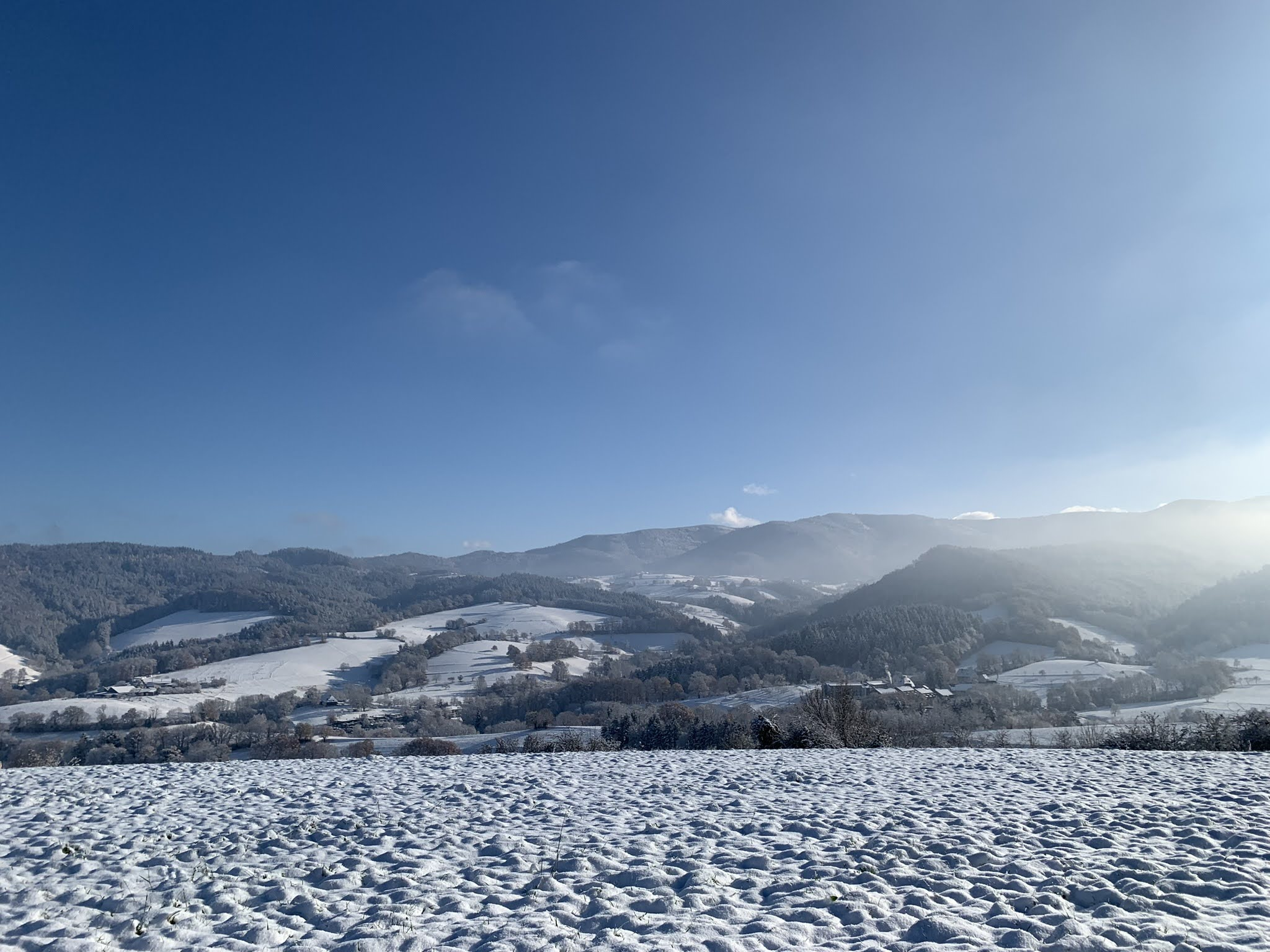
Hexental w śniegu – widok w stronę Horben, w tle Schwarzwald

Obszar przedgórza Schwarzwaldu leży w klimacie klasyfikowanym jako łagodny oceaniczny, wg systemu Köppena Cfb, wspólnym dla całego obszaru wzdłuż rowu górnoreńskiego i Fryburga Bryzgowijskiego. Charakterystyczne są: słoneczne i ciepłe lato, łagodne i niemal bezśnieżne zimy oraz wcześnie rozpoczynający się i długi okres wegetacyjny.
Klimatyczne średnie wartości roczne w okresie 1971-2000 (w nawiasach przewidywane średnie wartości na okres 2021-2050):

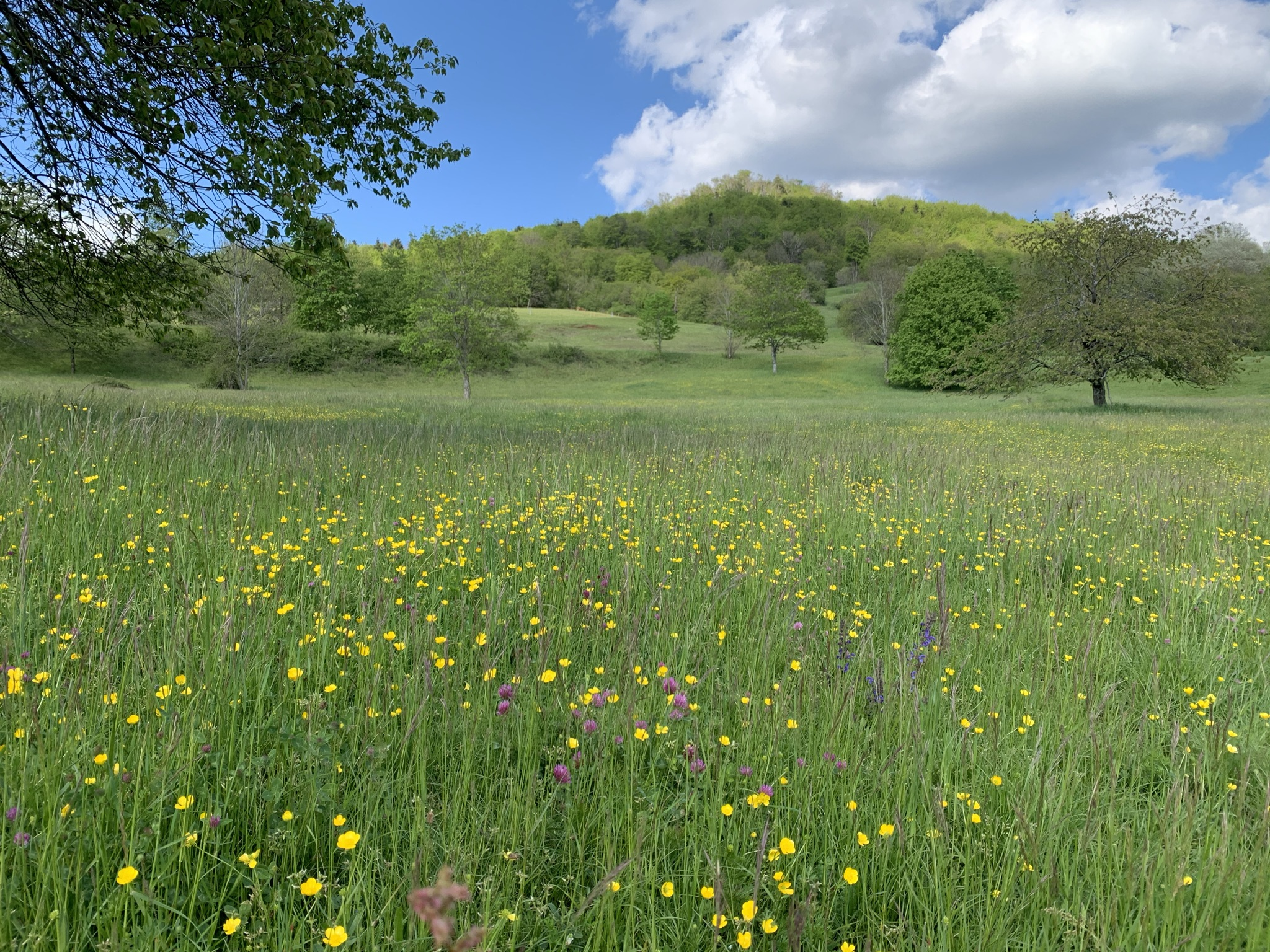
Łąki i sady na Berghauser Matten, Schönberg

|             | śr. temp. roczna (°C) | dnie mroźne * | dnie upalne ** | okres wegetacyjny *** | opady zimowe **** | opady letnie ***** | okresy suszy ****** |
| Merzhausen  | 9,6 (10,6)            | 75 (57)       | 6 (13)         | 262 (287)             | 203 (223)         | 299 (280)          | 34 (36)             |
| Au          | 9 (10,3)              | 83 (64)       | 4 (10)         | 254 (278)             | 240 (260)         | 322 (302)          | 34 (38)             |
| Wittnau     | 8,9 (10,2)            | 84 (66)       | 4 (10)         | 252 (277)             | 259 (279)         | 330 (305)          | 34 (36)             |
| Horben      | 8 (9,4)               | 100 (77)      | 3 (7)          | 237 (261)             | 312 (331)         | 356 (329)          | 33 (37)             |
| Sölden      | 8,9 (10,2)            | 84 (66)       | 4 (10)         | 252 (277)             | 259 (279)         | 330 (305)          | 34 (36)             |
| Bollschweil | 8,8 (10,2)            | 90 (68)       | 6 (12)         | 251 (272)             | 262 (280)         | 325 (304)          | 34 (36)             |

- liczba dni z min. temp. < 0 °C; ** liczba dni z maks. temp. ≥30 °C ***; liczba dni między pierwszym okresem co najmniej 6 dni ze średnią temp. > 5 °C a pierwszym okresem co najmniej 6 dni ze średnią temperaturą < 5 °C; **** (w mm) w grudniu, styczniu i lutym; ***** (w mm) w czerwcu, lipcu i sierpniu; ****** co najmniej 4 kolejne dni bez opadów (tj. < 1mm).

### Środowisko naturalne

#### Roślinność

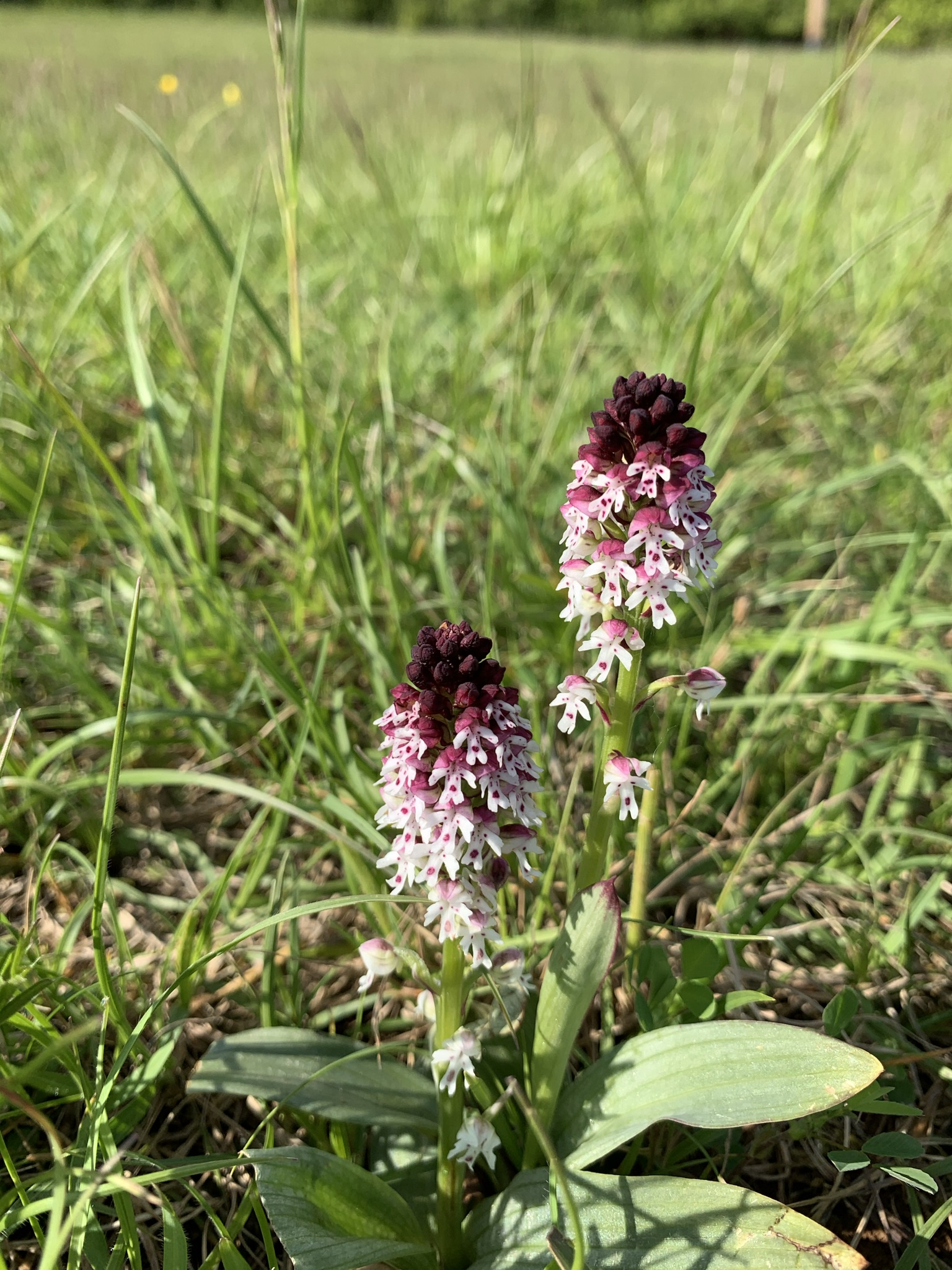
Storczyk drobnokwiatowy (Neotinea ustulata) w rezerwacie Berghauser Matten

Warunki klimatyczne, pozwalające na długi okres wegetacyjny, w połączeniu z łagodnymi zimami stwarzają warunki dla rozwoju w Hexental, a szczególnie na stokach Schönbergu, gatunków roślinności typowych dla europejskich obszarów śródziemnomorskich i atlantyckich. Przykładami takich roślin dzikorosnących mogą być: takie cebulowe jak szafirek groniasty (Muscari racemosum) i śniedek baldaszkowaty (Ornithogalum umbellatum), występujące głównie w winnicach; pnącze typowe dla obrzeży lasów liściastych, należące do rodziny tropikalnych pochrzynowatych Tamus communis; gatunek drzewa ze słonecznych i suchych stanowisk – jarząb brekinia (Sorbus torminalis). Na suchych i półsuchych murawach zachowały się stanowiska wielu gatunków orchidei, np. storczyk samczy (Anacamptis morio), Aceras anthropophorum, koślaczek stożkowaty (Anacamptis pyramidalis), dwulistnik pszczeli (Ophrys apifera). Po zachodniej stronie Hexental pierwotne lasy dębowe są od stuleci wskutek interwencji człowieka wypierane przez dominujące obecnie buki (Fagus sylvatica), wycinane następnie, głównie na cele budowlane, a w niedawnym okresie także przez sadzone w celach zarobowych drzewa iglaste. Na niskowapiennych glebach po stronie szwarcwaldzkiej (do ok. 500 m n.p.m.) przeważają mieszane lasy bukowe, w których na nasłonecznionych stanowiskach o bardziej piaszczystej glebie występują też sosny. Wraz z wysokością (do ok. 1000 m n.p.m.) wzrasta udział jodeł i wprowadzonych w celach gospodarczych daglezji. Ponadto po obu stronach Hexental znaczny obszar zajmują łąki i pastwiska, a wzdłuż zachodniej strony także winnice i sady (por. „użytki rolne” w tabeli Struktura użytkowania ziemi poniżej). Charakterystycznym elementem krajobrazu, głównie na stokach Schönbergu, są łąki porośnięte tradycyjnymi sadami (Streuobstwiesen), niejednokrotnie bardzo starymi, w których dominują drzewa czereśniowe.

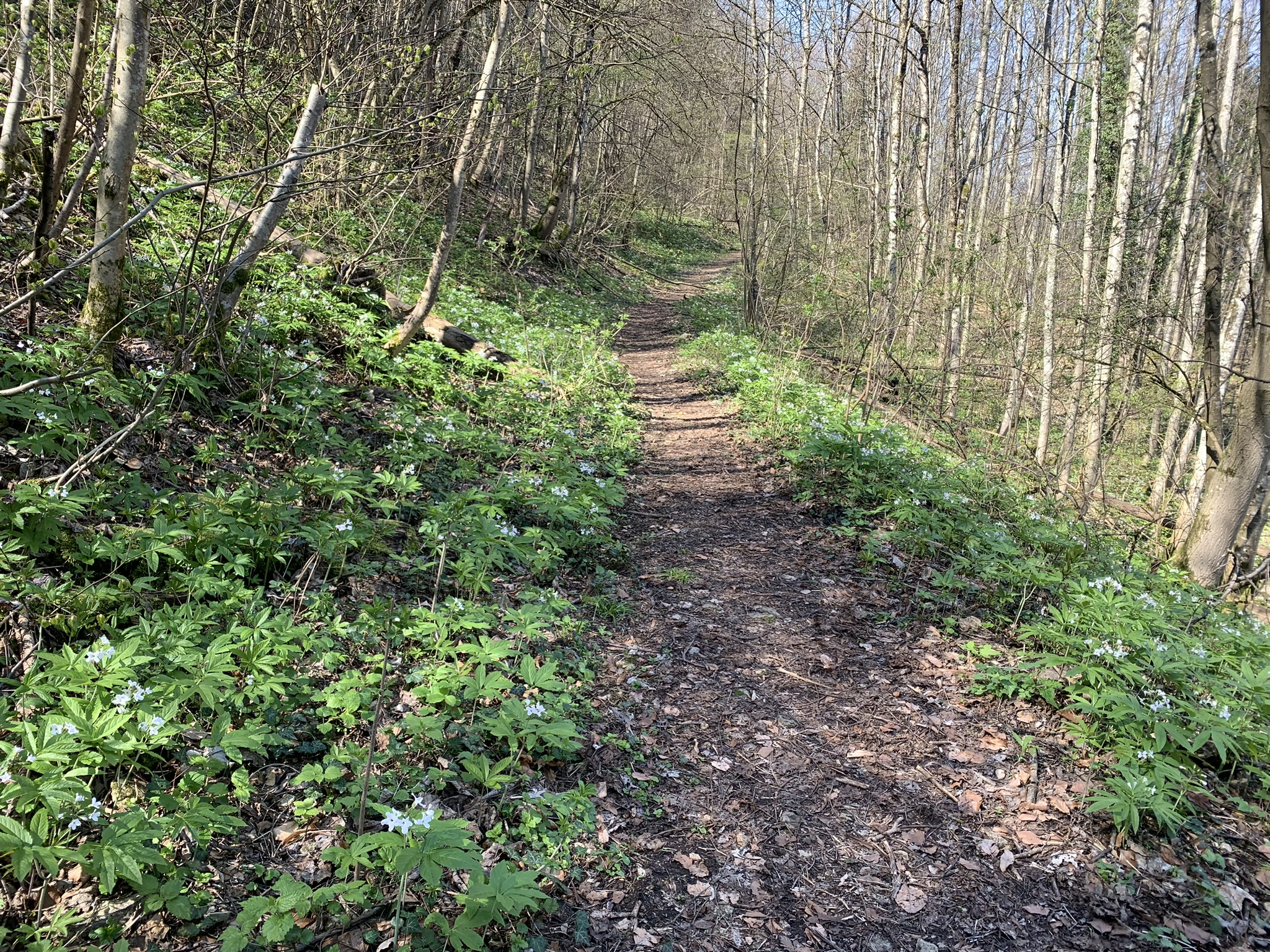
Cardamine heptaphylla w poszyciu bukowego lasu na wschodnim stoku Schönbergu

#### Ochrona przyrody

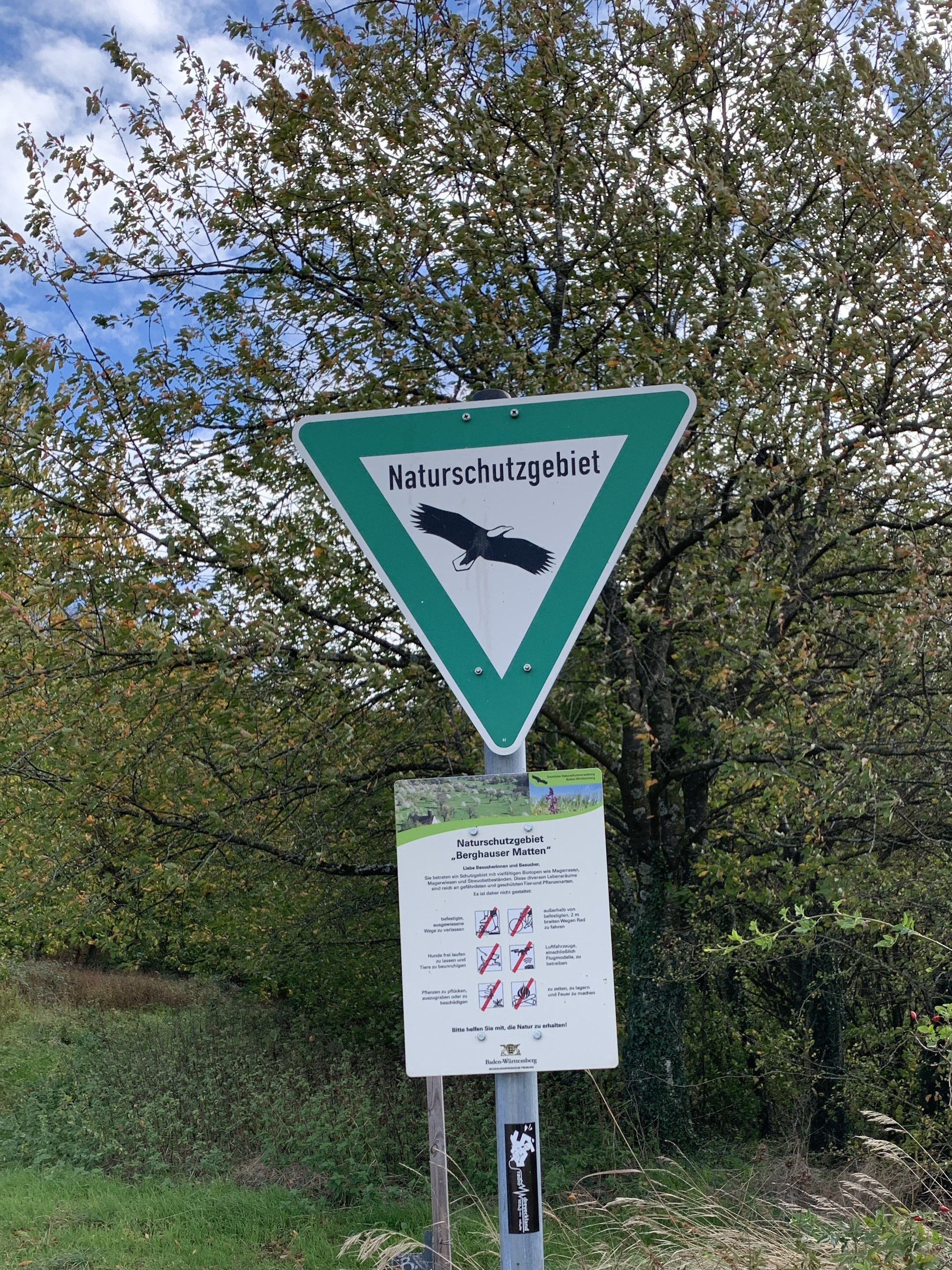
Znak na granicy rezerwatu przyrody Berghauser Matten

W obrębie Hexental leżą w całości lub znacznej części cztery tereny objęte prawami ochrony krajobrazu (teren Landschaftsschutzgebiet sprecyzowany w § 15 ustawy federalnej o ochronie przyrody Bundesnaturschutzgesetz z 1976 r.) i dwa objęte prawem ochrony przyrody (teren Naturschutzgebiet sprecyzowany w § 23 Bundesnaturschutzgesetz z 1976 r). Hexental i jej najbliższe otoczenie należą do obszaru chronionego krajobrazu o nazwie Naturpark Südschwarzwald.

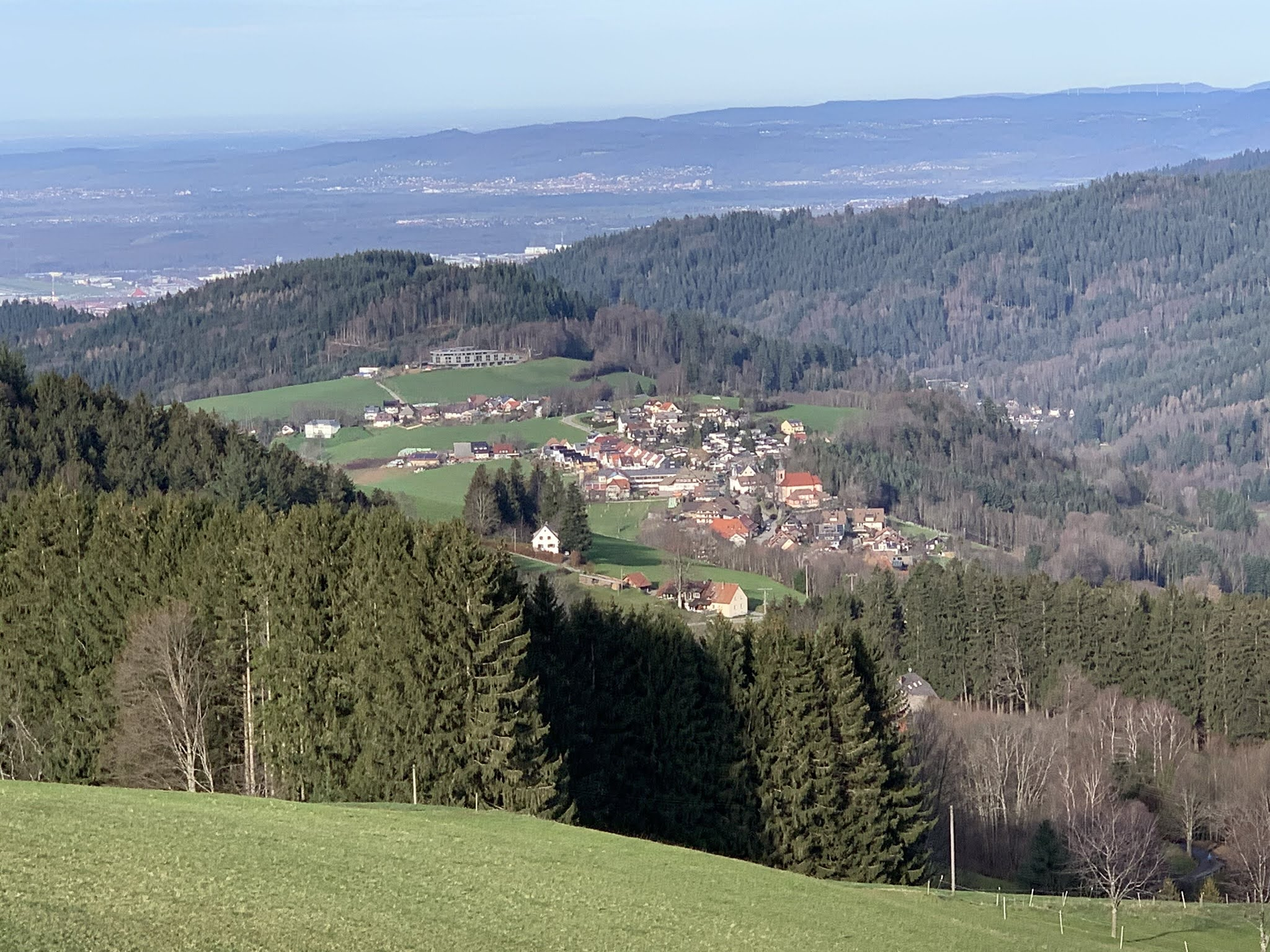
Horben na grani między Hexental (tu po lewej) a doliną Günterstal

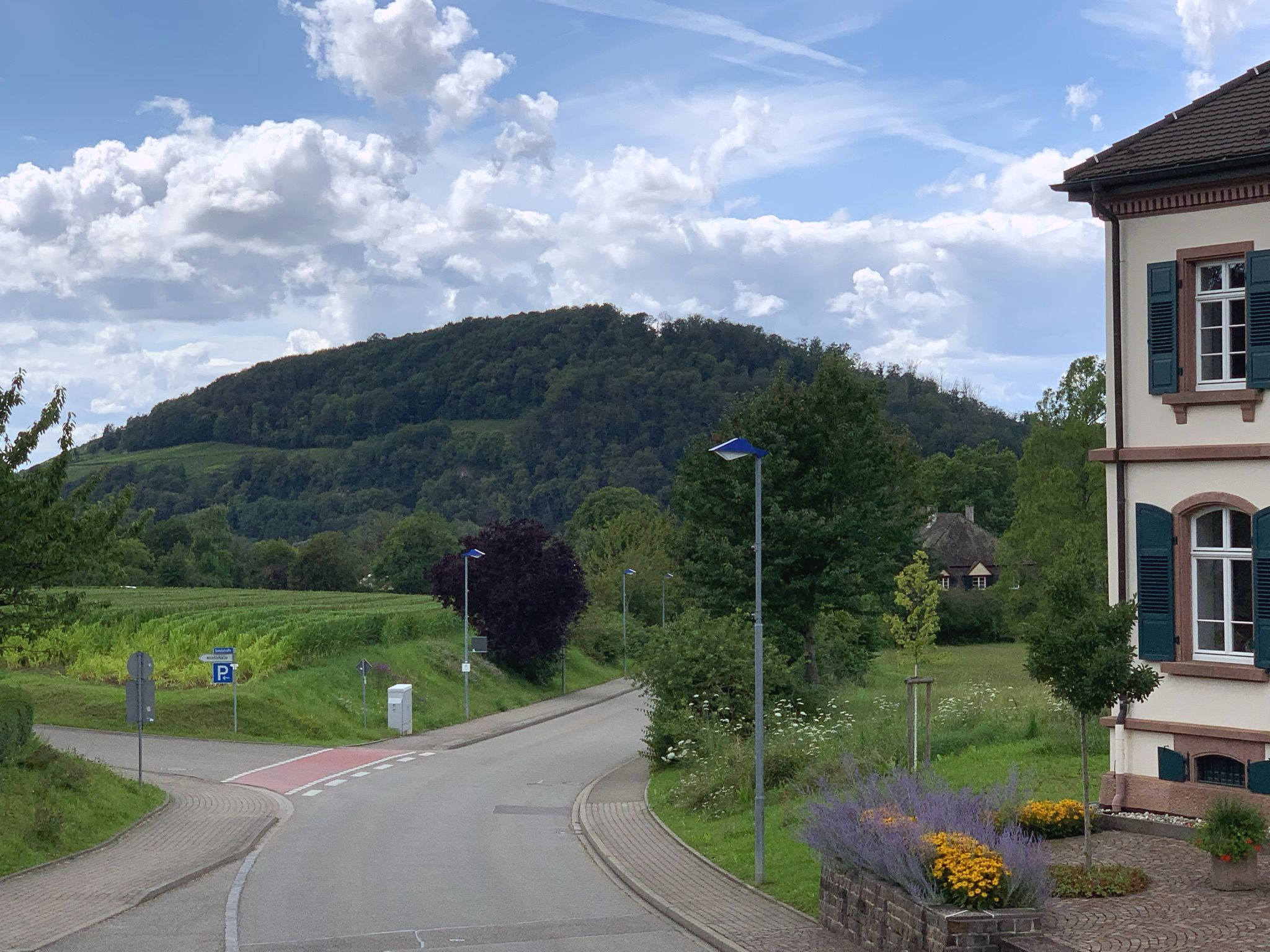
Ölberg widziany z Bollschweilu

Ze względu na rolniczo-hodowlany charakter terenów użytkowych w Hexental i istnienie na jej terenie kilku przedsiębiorstw opartych na wydobyciu złóż naturalnych (np. kamieniołom w Bollschweilu, do drugiej dekady XX w. zakłady gipsowe w Au czy wydobycie rudy żelaza na Schönbergu), ochrona przyrody w sensie ochrony naturalnych habitatów przed dziesięciolecia ustępowała interesom gospodarczym. Mimo wysiłków kilku zaangażowanych osób już od lat 30. XX w., aby zwrócić publiczną uwagę na wyjątkowe walory przyrodnicze Schönbergu, trwałe i szersze sukcesy nastąpiły dopiero w połowie lat 90. XX w. wraz z korzystnymi przemianami politycznymi i gospodarczymi, przy równoczesnym wzroście świadomości ekologicznej.

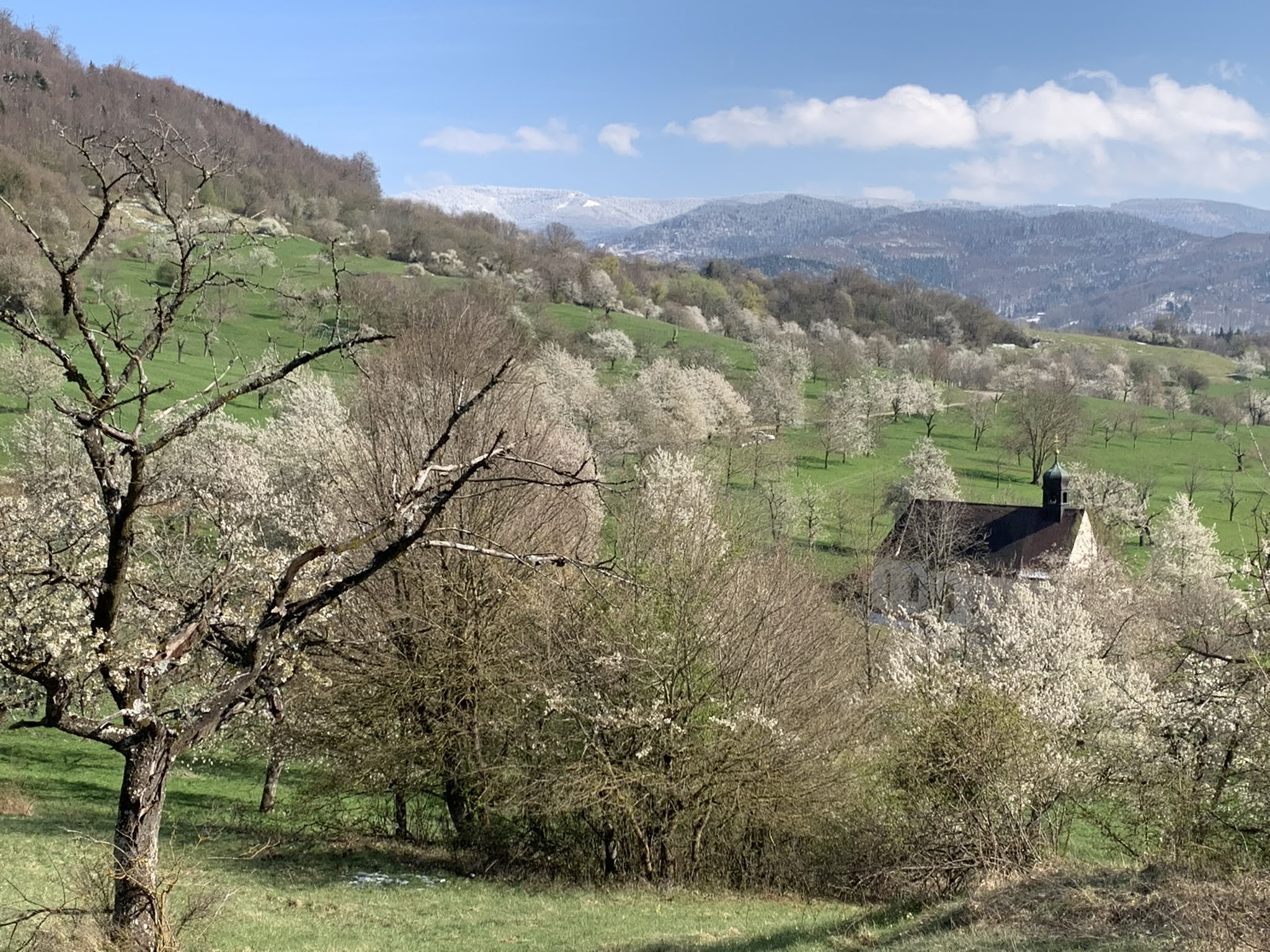
Berghauser Matten w kwietniu, w tle ośnieżony Schwarzwald

| Nazwa:                                                    | WDPA*, SGNr.**   | Gminy:                                | Powierzchnia | Walory krajobrazowe | Data ustanowienia |
| Horben                                                    | 322465, 3.15.002 | Bollschweil, Horben, Wittnau          | 843,8 ha     | Typowy krajobraz wzdłuż grani górskiej, pomiędzy wzniesieniami przedgórza a wyższymi partiami Schwarzwaldu, charakteryzujący się rozległymi pastwiskami i łąkami, sąsiadującymi ze zróżnicowanymi terenami leśnymi. | 14. 08. 1995      |
| Landschaftsteile (Wycinek krajobrazu) Horben – St. Ulrich | 322465, 3.15.006 | Bollschweil, Horben                   | 461,0 ha     | Krajobraz turystyczno-rekreacyjny na skraju Schwarzwaldu, w pobliżu aglomeracji miejskiej (Fryburga Bryzgowijskiego). | 18. 10. 1962      |
| Schönberg                                                 | 324240, 3.15.015 | Au, Bollschweil, Ebringen, Merzhausen | 1310,2 ha    | Przedgórze Schwarzwaldu o wyjątkowej rozmaitości form i zjawisk geologicznych oraz unikatowej różnorodności botanicznej. | 23. 08. 1982      |
| Östliches (Wschodnia) Hexental                            | 390331, 3,15.045 | Au, Sölden, Wittnau                   | 525,9 ha     | Celem ochrony tego obszaru jest zachowanie zarówno naturalnych, jak i ukształtowanych przez człowieka form krajobrazowych pomiędzy podnóżem Schönbergu a południową granią Schwarzwaldu, w których obok lasów i znacznych obszarów łąkowo-pastwiskowych zachowały się potoki o naturalnym przebiegu i nadbrzeżnej roślinności oraz stare sady owocowe i naturalne mniejsze biotopy. | 18. 01. 2008      |

*WDPA, World Base on Protected Areas – największa światowa baza danych nt. morskich i lądowych terenów chronionych, prowadzona m.in. przez Międzynarodową Unię Ochrony Przyrody
**SGNr., Schutzgebietnummer – numer terenu objętego ochroną prawną wg Landesanstalt für Umwelt, Messungen und Naturschutz Baden-Württemberg, instytucji podległej Ministerstwu Środowiska Badenii-Wirtembergii
| Nazwa               | WDPA*, SGNr.** | Gminy                     | Powierzchnia | Walory przyrodnicze i krajobrazowe | Data ustanowienia |
| Ölberg Ehrenstetten | 164938, 3.216  | Ehrenkirchen              | 23,8 ha      | Płd. i płd.-wsch. stoki Ölbergu o znacznych walorach krajobrazowych i wielkiej rozmaitości form ukształtowania terenu, sprzyjającej ekologicznej różnorodności – rzadkie skupiska roślin ciepłolubnych, rzadkie gatunki (w kilku przypadkach zagrożone) ciepłolubnych roślin i zwierząt. Groty wapienne, w których pobliżu znaleziono ślady bytności człowieka w górnym paleolicie. | 14. 01. 1996      |
| Berghauser Matten   | 162382, 3.225  | Ebringen, Sölden, Wittnau | 151,3 ha     | Krajobraz turystyczno-rekreacyjny w górzystej strefie przedgórza Schwarzwaldu, w pobliżu aglomeracji miejskiej (Fryburga Bryzgowijskiego). | 24. 09. 1996      |

## Podział administracyjny

Verwaltungsgemeinschaft Hexental – związek gmin o nazwie Hexental (czerwony)

Na obszarze szeroko rozumianej Hexental leżą następujące gminy (Gemeinden): Merzhausen (częściowo), Au, Wittnau, Horben, Sölden, Bollschweil i Ehrenkirchen (częściowo). Pięć pierwszych tworzy od 1970 r. związek gmin o nazwie Hexental (Verwaltungsgemeinschaft Hexental), z siedzibą w Merzhausen (por. Historia najnowsza poniżej), przy czym poszczególne gminy zachowały polityczną niezależność. Z geomorfologicznego punktu widzenia w północnej części Hexental położona jest jedynie południowa część Merzhausen, ograniczona na zachodzie stokami Schönbergu, a na wschodzie stokami wzniesienia Kreuzkopf. Bollschweil i St. Ulrich tworzą od 1974 r. jedną gminę, niezrzeszoną w związku gmin Hexental, tworzącą natomiast od 1975 r. wspólnotę administracyjną (vereinbarte Verwaltungsgemeinschaft) z gminą Ehrenkirchen. W stronę południowego wylotu Hexental leży przysiółek Gütighofen, należący w połowie do gminy Bollschweil i w połowie do Ehrenkirchen. U samego wylotu doliny, od podnóża Ölbergu rozciąga się dzielnica tej gminy – Ehrenstetten. Wszystkie siedem gmin należy do powiatu Bryzgowia-Schwarzwald Wysoki (Landkreis Breisgau-Hochschwarzwald), w kraju związkowym (landzie) Badenia-Wirtembergia (Land Baden-Württemberg).

## Demografia
Dane demograficzne dotyczące poszczególnych gmin w przeciągu drugiej dekady XXI w., od 2016 do 2021, nie wykazują większych wahań. Najwyżej położone Horben ma najniższą gęstość zaludnienia, a sąsiadujące z Fryburgiem Merzhausen najwyższą. Poniższe tabele prezentują orientacyjne dane, oparte na informacjach podanych przez portale internetowe gmin, wydawnictwa związku gmin VG Hexental i portal urzędu statystycznego Badenii Wirtembergii (różnice wynikają m.in. z różnych dat uwzględnianych jako obliczeniowe).
|                        |              |                  |                  |                  | Struktura wiekowa w 2021 | Struktura wiekowa w 2021 | Gęstość zaludnienia w 2021 |
|                        | Powierzchnia | Ludność w latach | Ludność w latach | Ludność w latach | osoby >18 lat            | osoby <65 lat            | Gęstość zaludnienia w 2021 |
|                        |              | 2016-17          | 2018-19          | 2021             |                          |                          |                            |
| Merzhausen             | 276 ha       | 5332             | 5318             | 5347             | 878                      | 1407                     | 1937 os./km²               |
| Au                     | 399 ha       | 1452             | 1465             | 1458             | 308                      | 302                      | 365 os./km²                |
| Wittnau                | 504 ha       | 1459             | 1528             | 1530             | 293                      | 357                      | 304 os./km²                |
| Horben                 | 875 ha       | 1128             | 1186             | 1192             | 275                      | 227                      | 136 os./km²                |
| Sölden                 | 380 ha       | 1259             | 1265             | 1280             | 230                      | 309                      | 337 os./km²                |
| Bollschweil            | 1642 ha      | 2337             | 2330             | 2307             | 412                      | 540                      | 140 os./km²                |
|                        |              |                  |                  |                  |                          |                          |                            |
| Gminy w całej Hexental | 4076 ha      | 12967            | 13092            | 13114            | 2396                     | 3142                     | 322 os./km²                |

|             | 1989   | 1989   | 1999   | 1999   | 2009   | 2009   | 2019   | 2019   | 2021   | 2021   |
|             | *niem. | **obc. | *niem. | **obc. | *niem. | **obc. | *niem. | **obc. | *niem. | **obc. |
| Merzhausen  | 4257   |        | 4139   | 417    | 4449   | 355    | 4762   | 526    | 4800   | 484    |
| Au          | 1087   |        | 1278   |        | 1464   |        | 1373   | 107    | 1386   | 93     |
| Wittnau     | 1289   |        | 1342   |        | 1436   |        | 1399   | 117    | 1397   | 114    |
| Horben      | 854    |        | 955    |        | 1091   |        | 1074   | 92     | 1107   | 85     |
| Sölden      | 994    |        | 1171   |        | 1167   |        | 1189   | 86     | 1203   | 85     |
| Bollschweil | 2117   |        | 2162   | 137    | 2161   | 91     | 2136   | 202    | 2098   | 197    |

- narodowości niemieckiej; **obcokrajowcy

## Gospodarka

### Struktura użytkowania ziemi
Gospodarka rolniczo-hodowlana, oparta na użytkowaniu dogodnie leżących terenów jako pola uprawne, łąki i pastwiska, oraz na wykorzystywaniu gospodarczym lasów, utrzymywała się jako dominująca w Hexental aż do I wojny światowej. W następnym okresie postępowało stopniowo scalanie niewielkich terenów w gospodarstwa średniej wielkości, przy czym jego zakres zależał od położenia gruntów: te niżej położone były przeważnie bardziej rozdrobnione, natomiast gospodarstwa szwarcwaldzkie były zgodnie z ówcześnie panującym w Badenii prawem (zwanym Badisches Hofgütergesetz) z pokolenia na pokolenie dziedziczone w całości. Takie tradycyjne gospodarstwa (Schwarzwaldhof) zachowały się m.in. w St. Ulrich i Horben. Od okresu przed II wojną światową rysowała się tendencja do przekształcania gruntów ornych na łąki i pastwiska, te drugie głównie na terenach wyżej położonych, oraz wprowadzania upraw warzyw i owoców. Od lat 50. XX w., szczególnie w Bollschweilu, poświęcono na uprawę jabłoni znaczne obszary gruntów, ale od początku lat 80. tereny sadownicze zaczęły zanikać. W porównaniu z początkiem XX w. znacznie zmniejszyła się powierzchnia winnic, dając w produkcji win pierwszeństwo jakości nad ilością, winiarstwo pozostaje niemniej jednak znaczącą formą gospodarki w Hexental. Największym producentem win pozostaje gmina Bollschweil, z jej sprzyjającymi uprawie winorośli południowymi stokami wzgórza Steinberg. Skomplikowe stosunki własnościowe na terenach leśnych w Hexental wynikają z uwarunkowań historycznych, które przetrwały do czasów obecnych. Właścicielami terenów leśnych są: gminy (także spoza Hexental, jak np. Fryburg w Horben, Schallstadt w Sölden, Biengen w Bollschweilu), kraj związkowy Badenia-Wirtembergia (w Bollschweil-St. Ulrich) i prywatni właściciele. Procentowy udział terenów leśnych w gminach leżących w całości w Hexental jest znaczący: Wittnau 46%, Horben 41%, Au 39%, Sölden 45% i Bollschweil 63%.

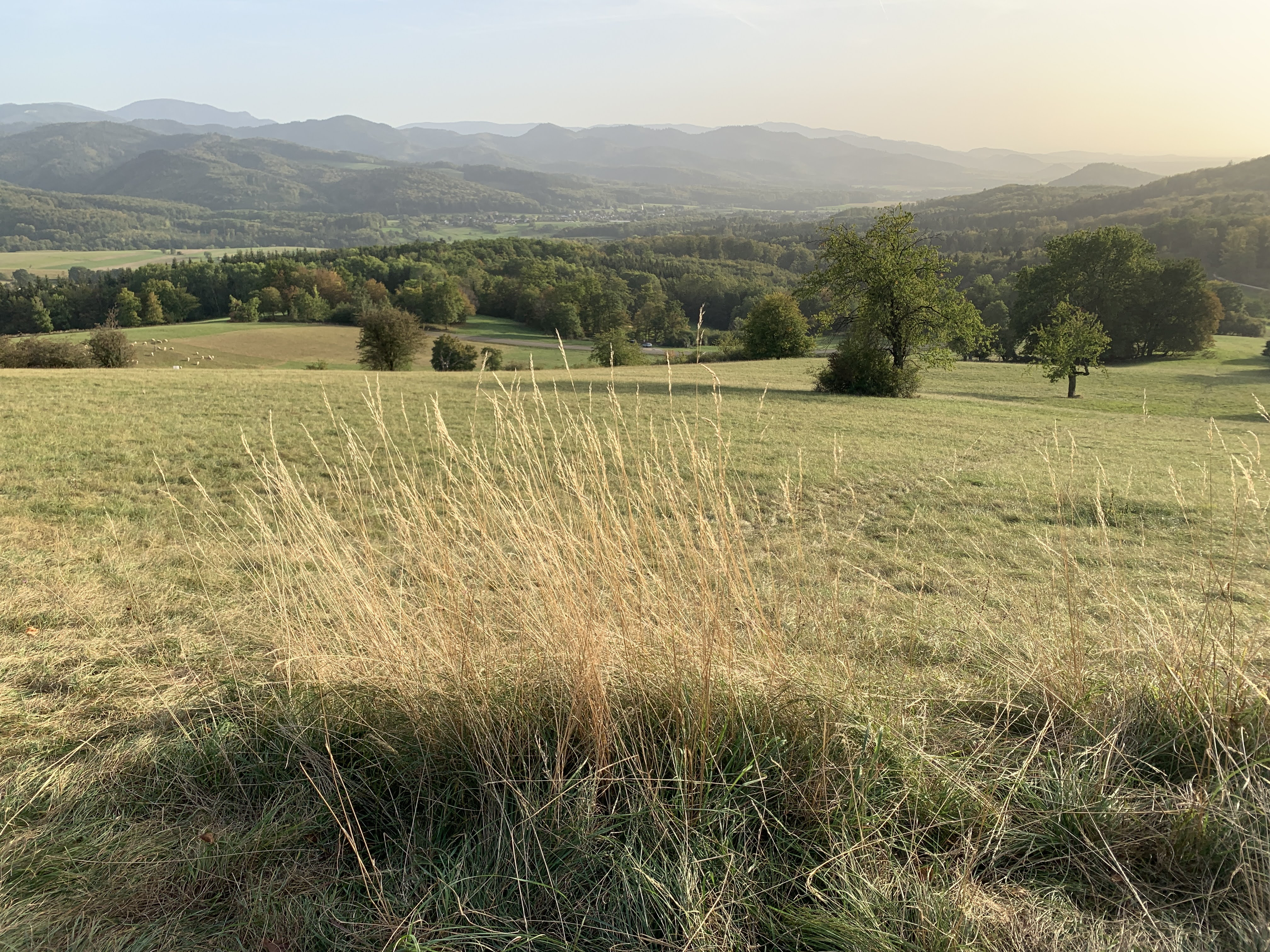
Łąki i pastwiska na zboczach Schönbergu
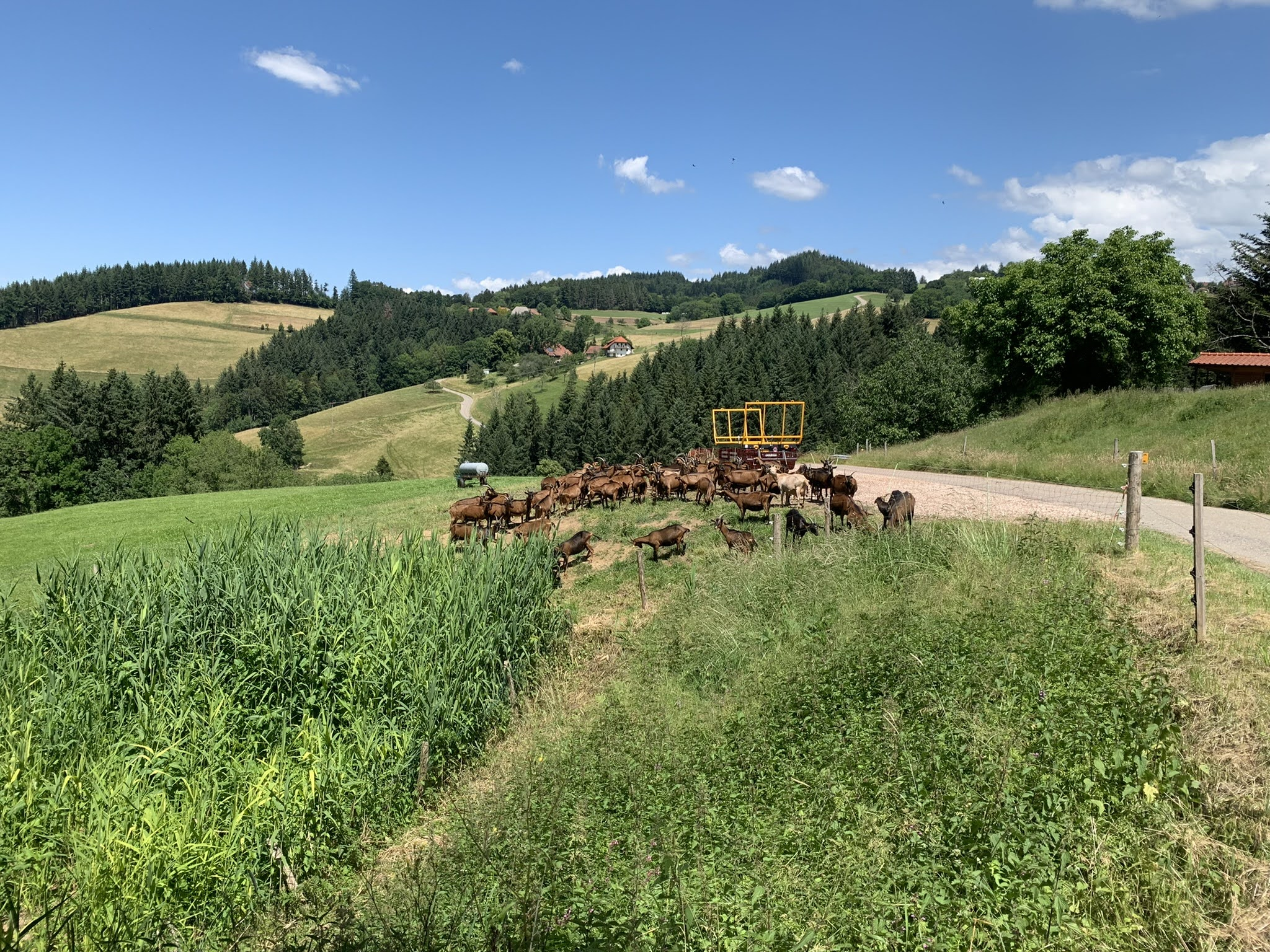
Wypas kóz w pobliżu gospodarstwa poniżej Horben
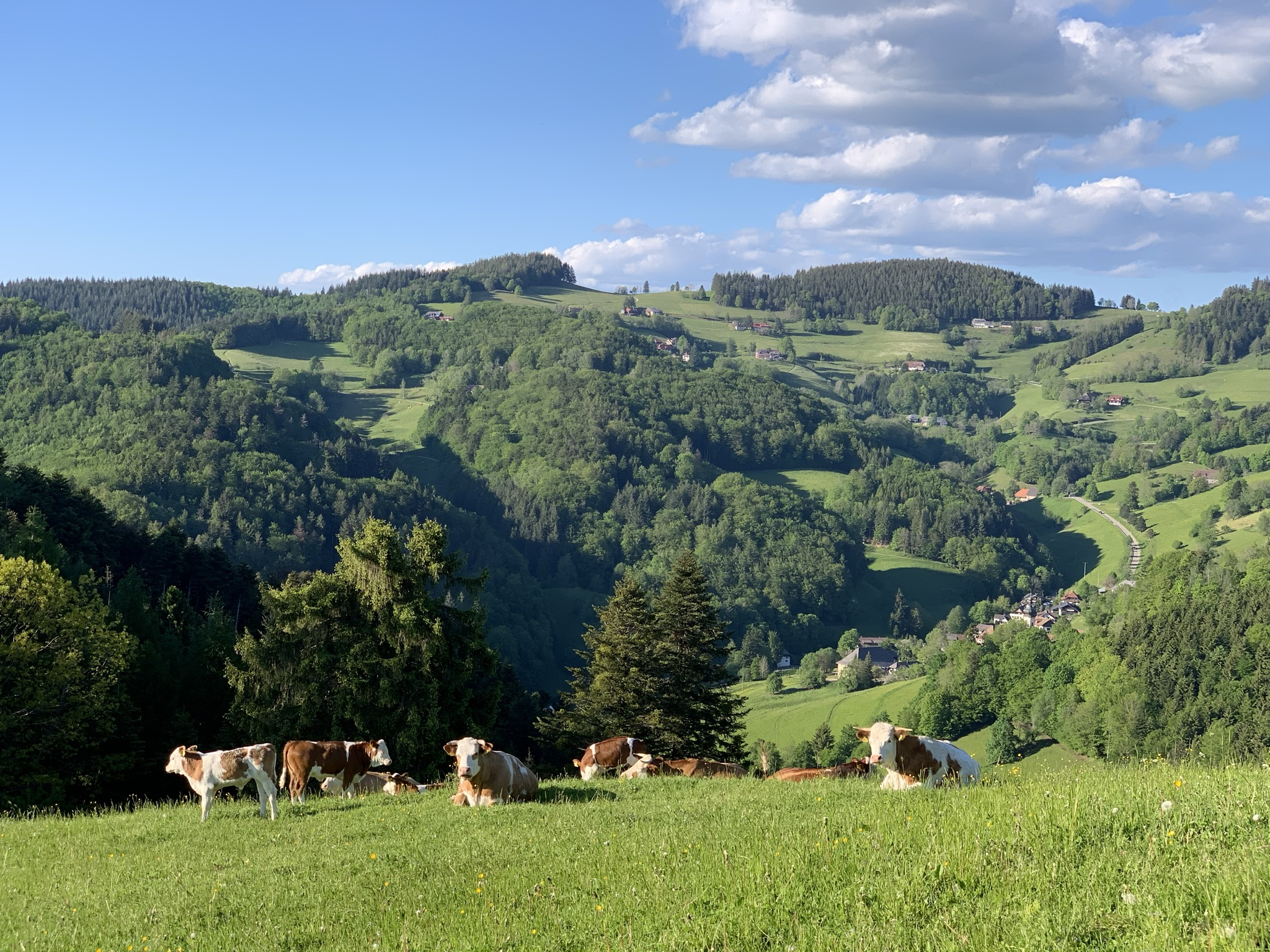
Pastwiska w górnych partiach doliny rzeki Möhlin
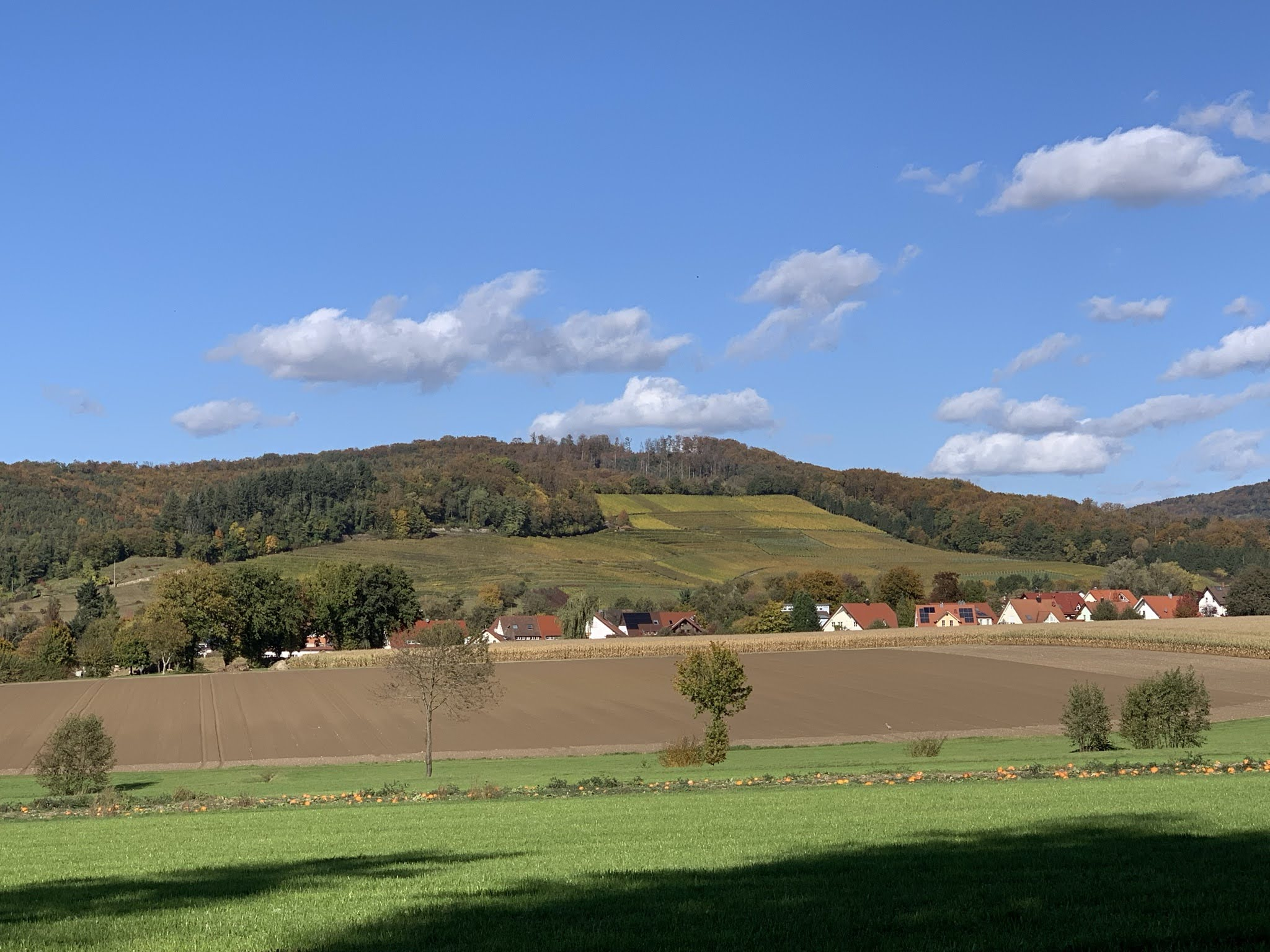
Pola uprawne i łąki na wschód od Bollschweilu
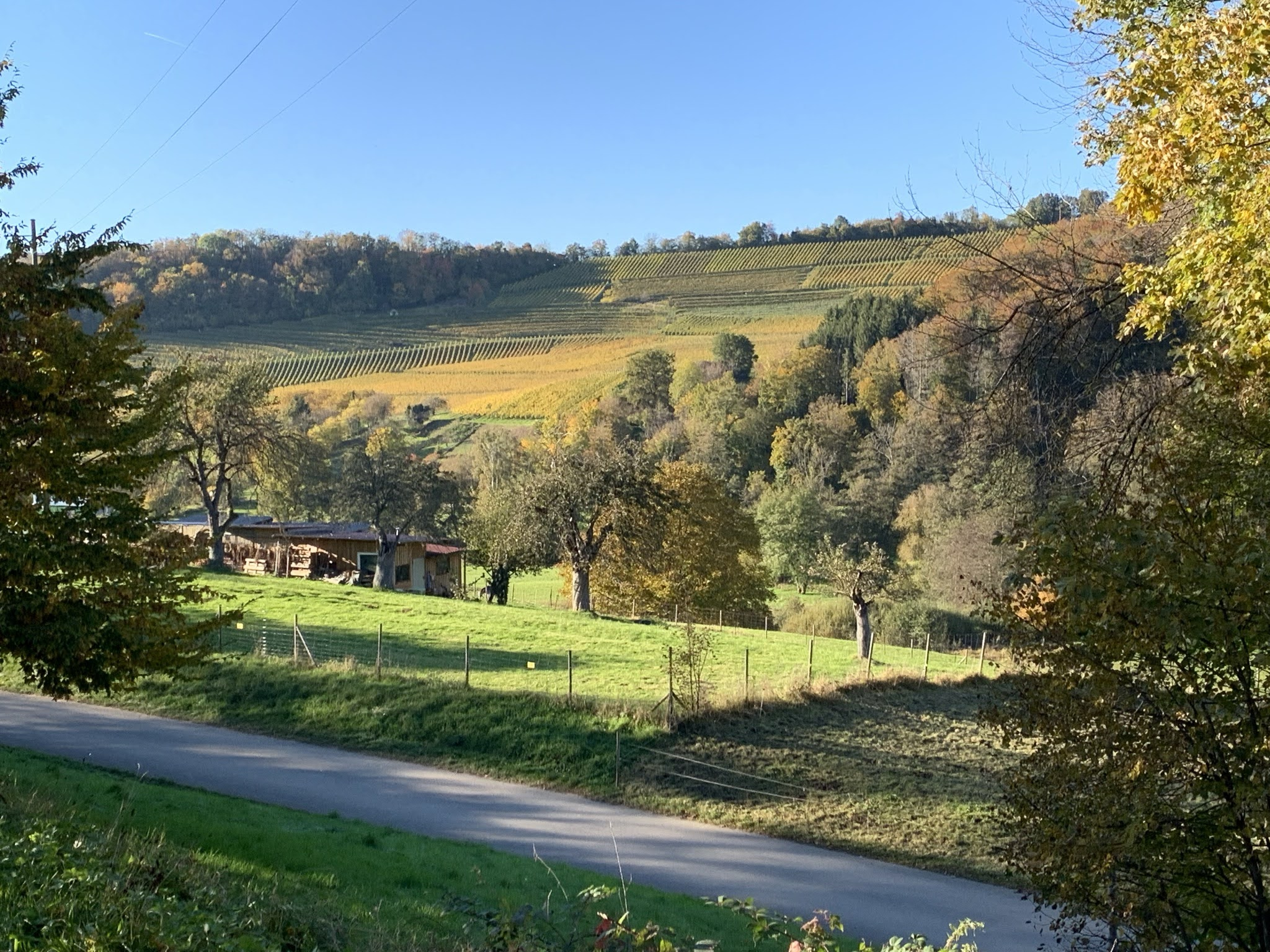
Winnice na wzgórzu Steinberg nad Bollschweilem
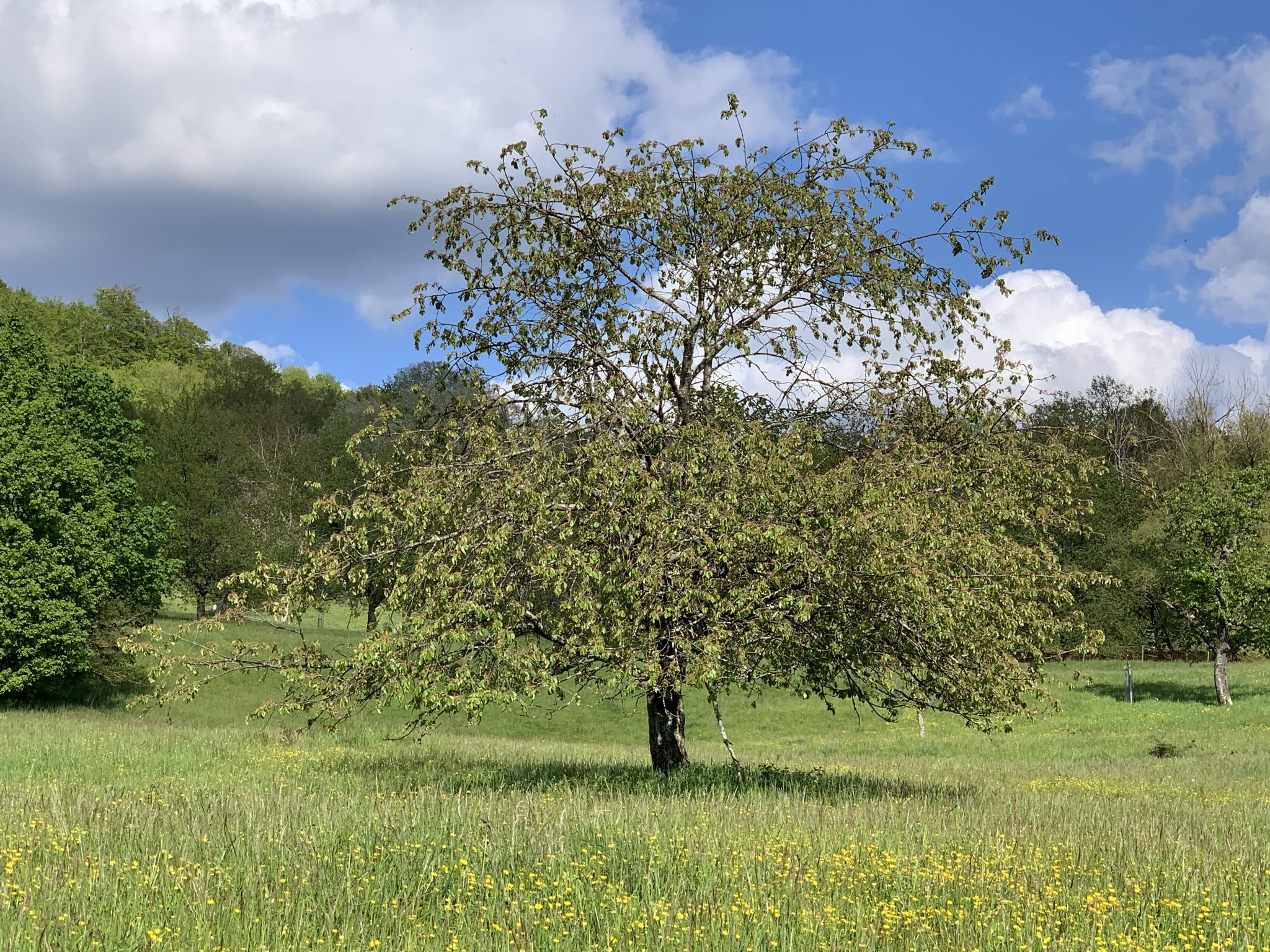
Tradycyjne sady na łąkach (Steuobstwiesen) na Berghauser Matten
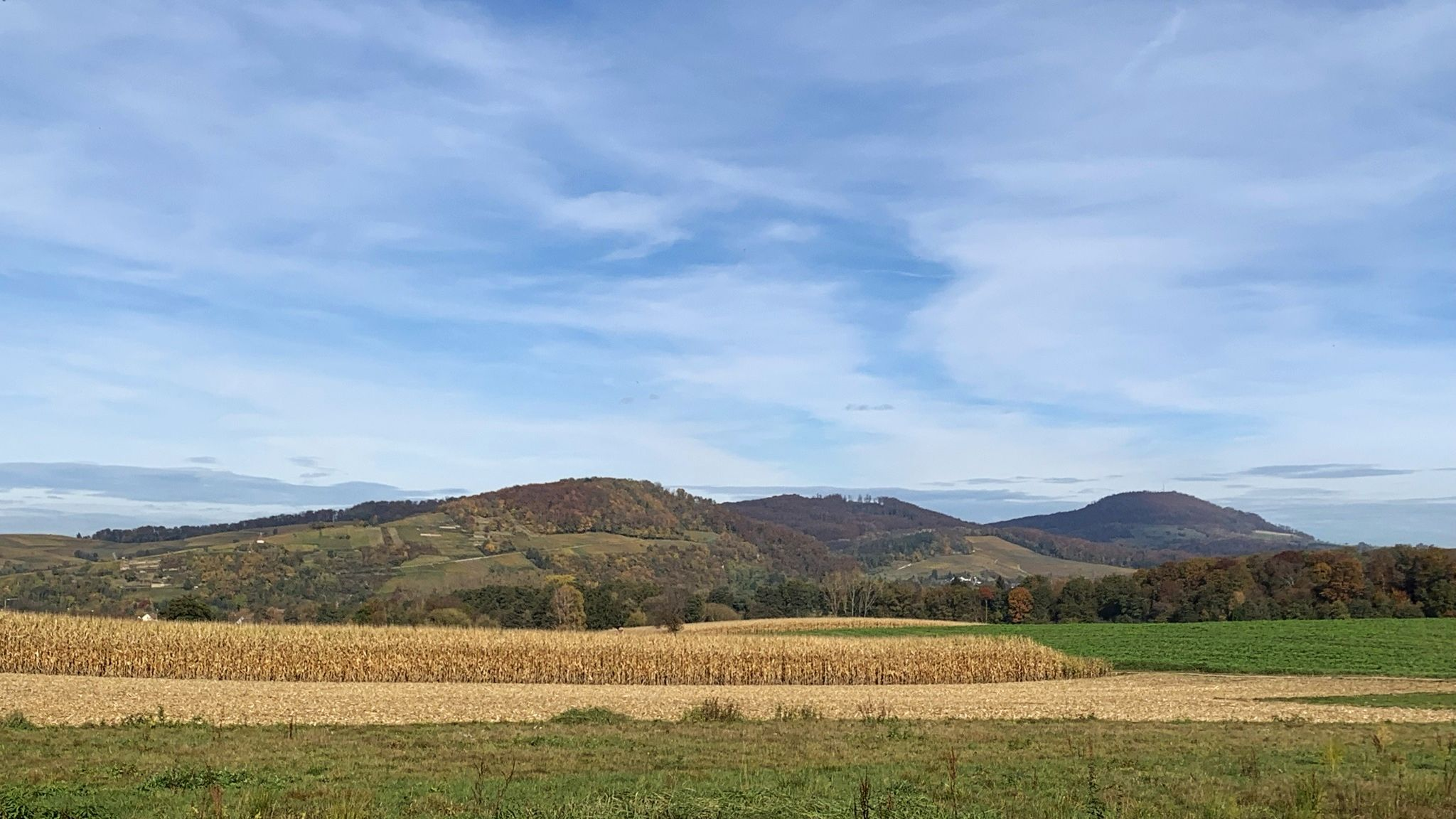
Południowy kraniec Hexental: pola na równinie, winnice na nasłonecznionych zboczach, łąki i lasy w wyższych partiach
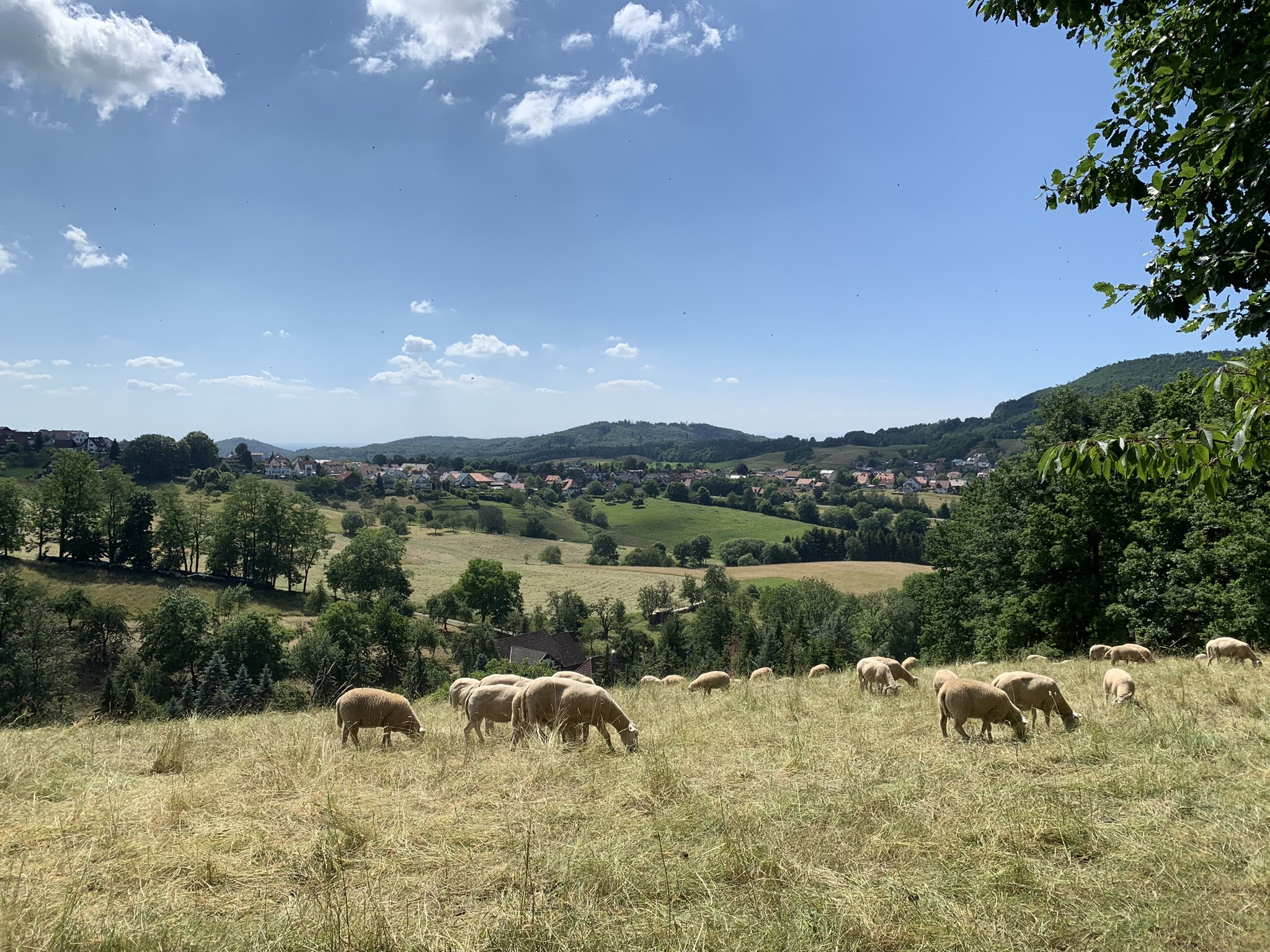
Wypas owiec na łąkach powyżej Wittnau

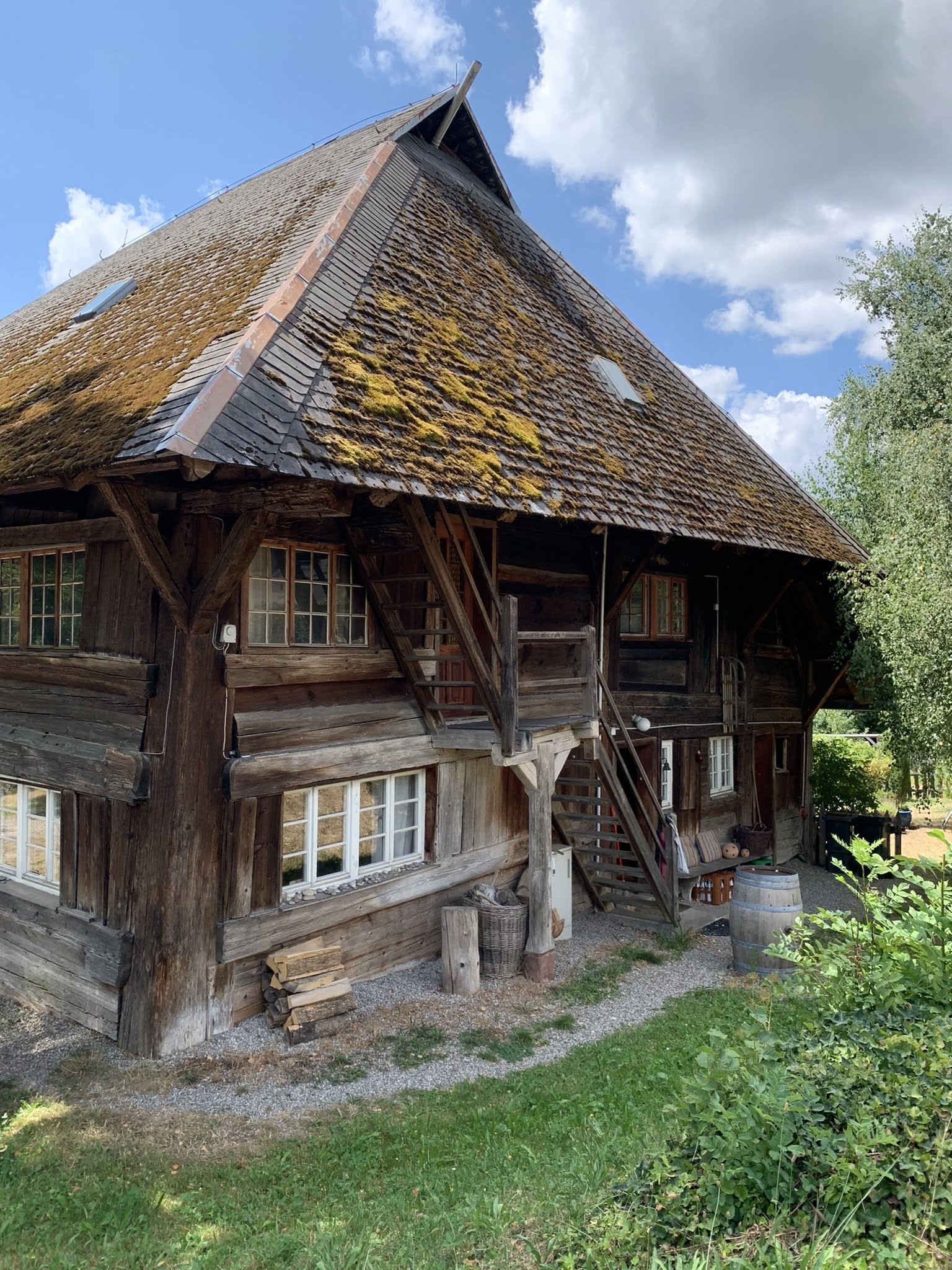
Althäusle – jeden z najstarszych domów w Horben (ok. 1600 r.), typowy Schwarzwaldhaus

|                                          | Merzhausen | Au  | Wittnau | Horben | Sölden | Bollschweil | razem wszystkie gminy |
| Powierzchnia (w ha):                     | 276        | 399 | 504     | 875    | 380    | 1642        | 4076                  |
| grunty zabudowane i tereny komunikacyjne | 99         | 50  |         | 54     | 42     | 118         | 363                   |
| użytki rolne                             | 117        | 190 | 208     | 457    | 167    | 440         | 1579                  |
| grunty leśne                             | 58         | 157 | 234     | 358    | 170    | 1038        | 2015                  |
| grunty pod wodami                        | 1          | 1   |         | 2      |        |             | 4                     |
| pozostałe                                | 2          | 2   | 62      | 4      | 2      | 46          | 118                   |

### Infrastruktura techniczna i transportowa

#### Drogi i transport publiczny

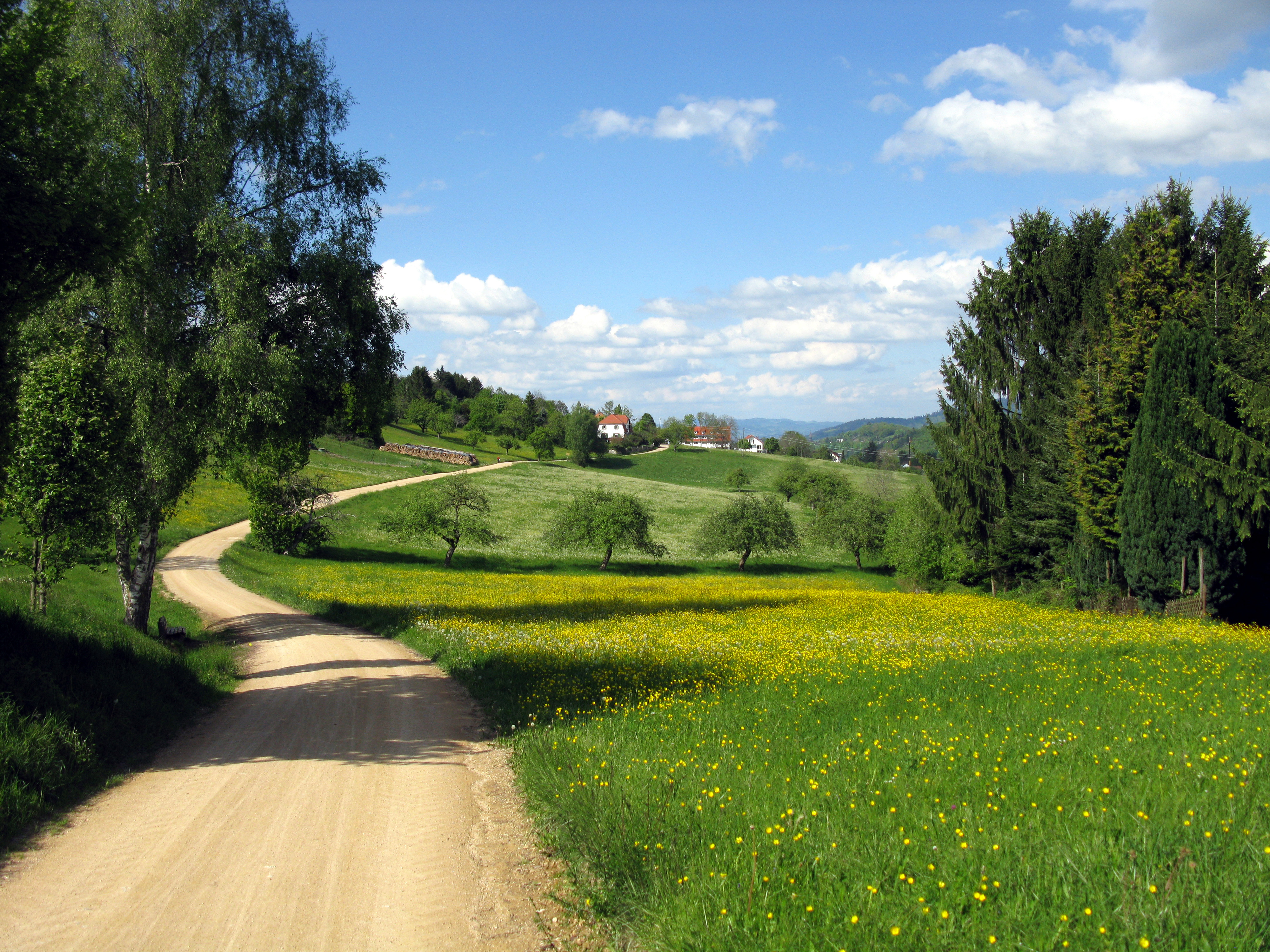
Szlak turystyczny Bettlerpfad wiedzie częściowo wzdłuż dawnych dróg łączących wioski w Hexental – tutaj między Wittnau i Au

##### Szlaki drogowe w Hexental do połowy XX w.
W pierwszym stuleciu naszej ery, w czasach rzymskiej obecności w Bryzgowii, najbliższa Hexental główna rzymska droga na prawym brzegu Renu przebiegała na osi północ–południe i dzisiejsza B3 pokrywa się częściowo z jej szlakiem. Natomiast Schwarzwald pozostawał niezamieszkały i przez Hexental prawdopodobnie nie prowadziła żadna droga. Pierwsze skupiska gospodarstw rolniczych powstały we wczesnym średniowieczu (np. pierwsze wzmianki o Wittnau pochodzą z VIII w., o Au z IX w.; por. Historia poniżej), ale jeszcze na początku XIX w. łączyły je prymitywne, wąskie i kręte drogi, wiodące przez wzniesienia o zmieniającej się różnicy wysokości, czasem w głębocznicach i przez tereny zalewane przez przepływające obok potoki. Co prawda w 1771 r. polepszono stan drogi od Bollschweilu w stronę Sölden, w 1820 r. od Bollschweilu do Ehrenstetten, ale prace nad kolejnymi odcinkami drogi przez Hexental, mającej usprawnić przejazd między Fryburgiem a Staufen, podjęto dopiero w latach 60. XIX w. Jej przebieg znacznie odbiegał od tras współczesnych dróg: w Merzhausen wiódł wzdłuż obecnej ulicy Alte Straße, dalej u podnóża Kreuzkopf na południe, przez Gaisbühl do Bollschweilu, przy czym do Wittnau, Biezighofen i Sölden prowadziły osobne, boczne drogi. Aż do lat 60. XX w. większość z nich, a i częściowo sama główna droga, były nadal wąskie, kręte i nie asfaltowe.

##### Obecna sieć drogowa

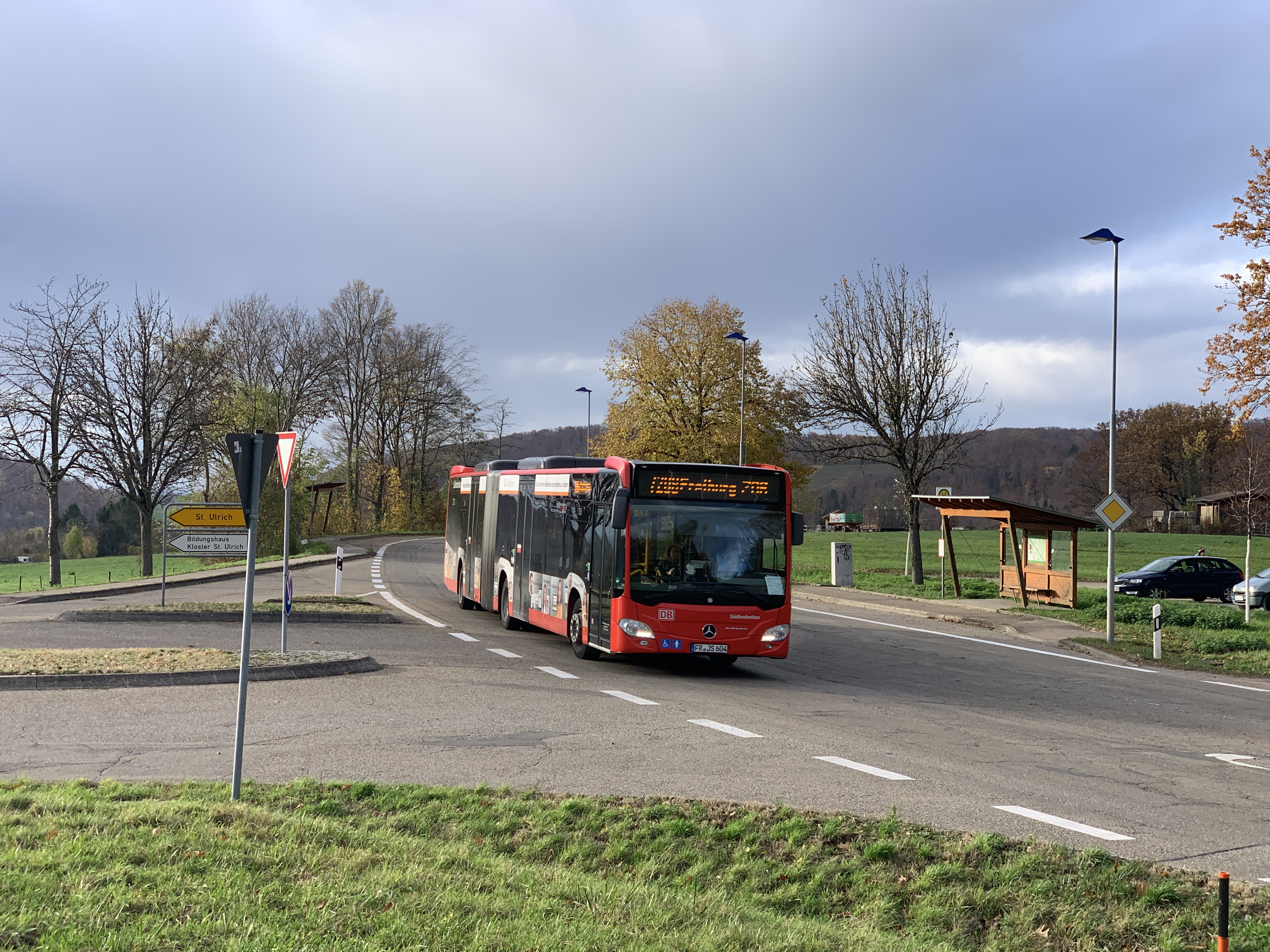
Droga L122 w kierunku Bollschweilu przy skrzyżowaniu z drogą K4956 do St. Ulrich

W wyniku przyjętych w latach 50. i 60. XX w. regulacji prawnych, dotyczących rozbudowy i utrzymania dróg w całym kraju związkowym Badenia Wirtembergia, także w Hexental przystąpiono nie tylko do polepszenia jakości istniejących dróg, ale przede wszystkim do wytyczenia nowego przebiegu głównej drogi – Landesstraße L122. Jej ostatni, południowy odcinek poniżej Oberdorf w Bollschweilu ukończono, po wielu sporach co do jej przebiegu, w 1998 r. Droga L122 wkracza na północy do Hexental w Merzhausen jako Hexentalstraße, biegnie przez Au jako Dorfstraße, omija na wschodzie Wittnau, by jako Staufener Straße przebiec przez Sölden, a dalej jako Hexentalstraße przez Bollschweil, i od Gütighofen jako Wentzinger Straße opuścić Hexental w Ehrenstetten. W ostatnich dekadach XX w. zbudowano w Hexental kilka zupełnie nowych dróg i ulic (np. Gewerbestraße w Bollschweilu w 1988 r.) i odnowiono wcześniejsze (np. Seltzenstraße przez Katzental – połączenie drogowe między Au a Horben), natomiast dawne szlaki komunikacyjne, jak np. pierwsza droga z Bollschweilu do Fryburga przez dolinkę potoku Heidenbächle, są nadal wykorzystywane przez miejscowych rolników, wiodą też nimi szlaki spacerowe i turystyczne (np. Bettlerpfad).

##### Transport publiczny

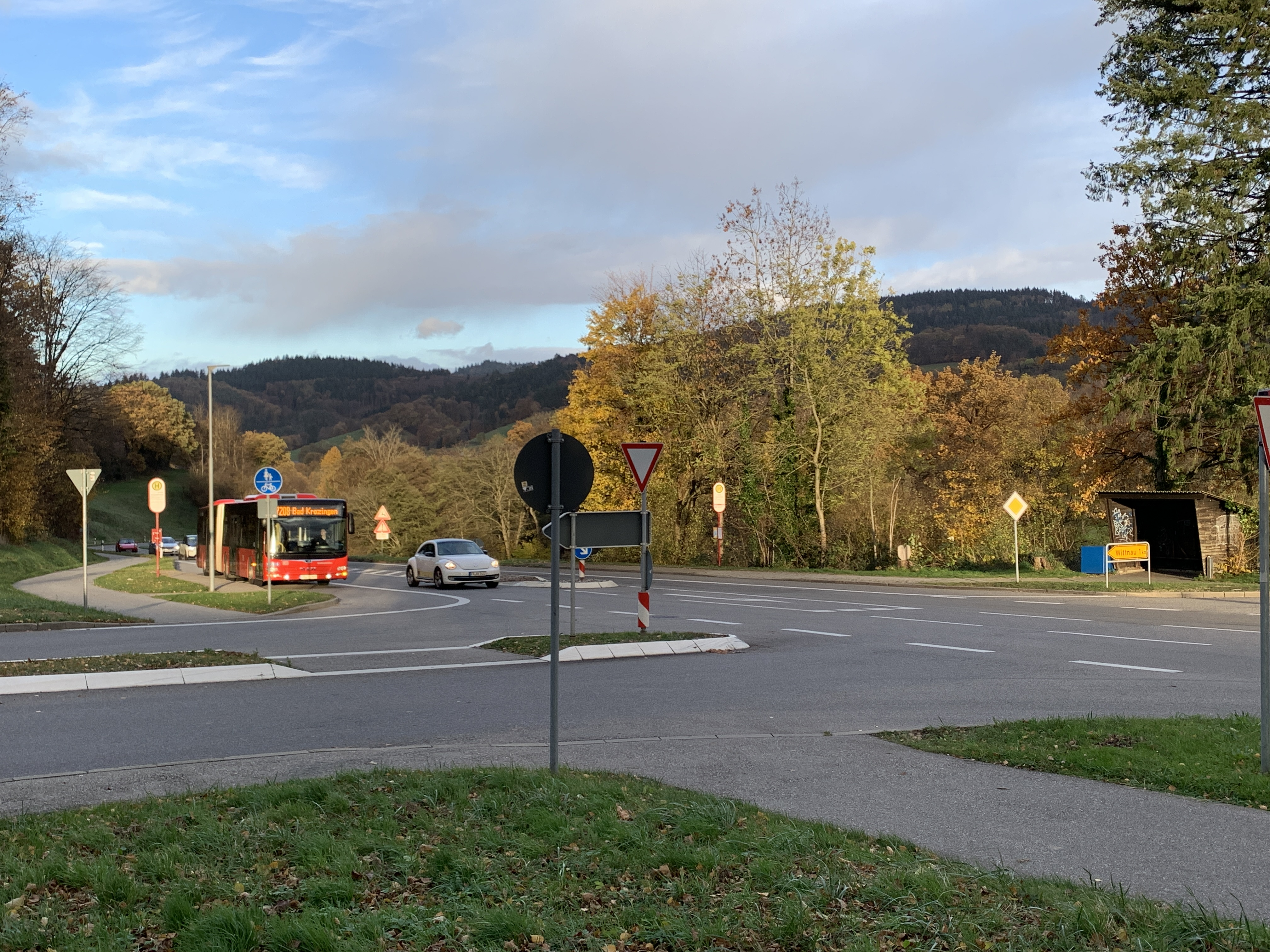
Skrzyżowanie L122 z drogą do Stöckenhöfen w prawo i do Wittnau w lewo. Równolegle do szosy – droga dla rowerów

Miejscowości w Hexental i St. Ulrich łączy z Fryburgiem linia autobusowa 7208, z możliwościami połączeń autobusowych do Ehrenkirchen, Staufen i Bad Krozingen. W tygodniu w ciągu dnia częstotliwość kursów to dwa na godzinę, w weekendy co godzinę. Horben obsługuje linia autobusowa 21, zaczynająca kurs w Günterstal, którą z Fryburgiem łączy linia tramwajowa. Wszystkie te trasy obsługiwane są przez przedsiębiorstwo transportowe Regio-Verkehrsverbund Freiburg (RVF). Częste połączenia autobusowe między Bollschweilem i Fryburgiem stały się możliwe dopiero po rozbudowie drogi L122, na początku lat 60. XX w. oferowano tylko dwa lub trzy kursy dziennie.

##### Niedoszła linia kolejowa

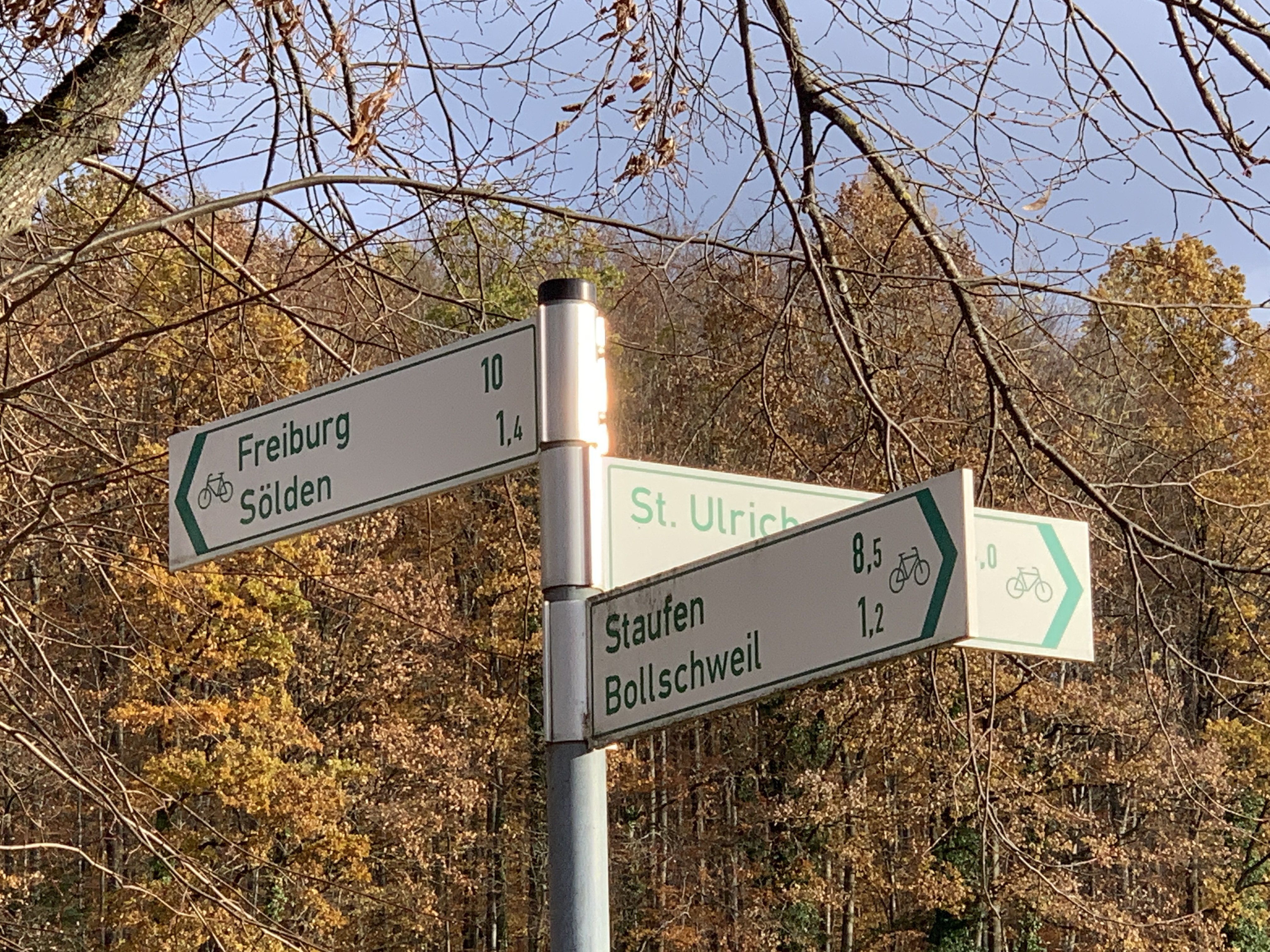
Kierunkowskazy przy drodze dla rowerów

Uprzemysłowienie i ogólny rozwój gospodarczy, postępujące w tej części Europy od lat 60. XIX w., nabrały tempa w Wielkim Księstwie Badenii po zjednoczeniu niemieckim w 1871 r. i opierały się w znacznej mierze na rozbudowie sieci połączeń kolejowych. Obok podstawowej dla regionu linii Rheintalbahn, łączącej Mannheim i Bazyleę, za istotne dla dalszego rozwoju uznano zbudowanie połączeń kolejowych przez Schwarzwald Południowy: badeńskiej Schwarzwaldbahn między Offenburgiem a Singen i Höllentalbahn łączącej Fryburg Bryzgowijski z Donaueschingen. Na samym początku lat 90. XIX w. zespół niemieckich i szwajcarskich inżynierów opracował plan budowy linii kolejowej przez Hexental, która miała biec od Fryburga przez Merzhausen, Au, Wittnau, Geisbühl (omijając Sölden), Bollschweil i Kirchhofen do Staufen, a po dalszej rozbudowie do Münstertal, a nawet Schopfheim. Każda z gmin w Hexental miała oddać za darmo tereny pod budowę i zapłacić 5 000 marek niemieckich za każdy bieżący kilometr linii kolejowej. Wobec braku konkretnych działań ze strony władz Księstwa gminy w Hexental wystosowały w sierpniu 1901 r. petycję do Fryderyka Badeńskiego, argumentując za budową Hexentalbahn i powołując się nie tylko na możliwości rozwoju lokalnego drobnego przemysłu i zwiększenie obrotu handlowego własnymi produktami rolnymi, ale i na szanse rozkwitu ruchu turystycznego. Jednak wkrótce potem przeważyły argumenty finansowe i projekt linii kolejowej przez Hexental odłożono definitywnie ad acta.

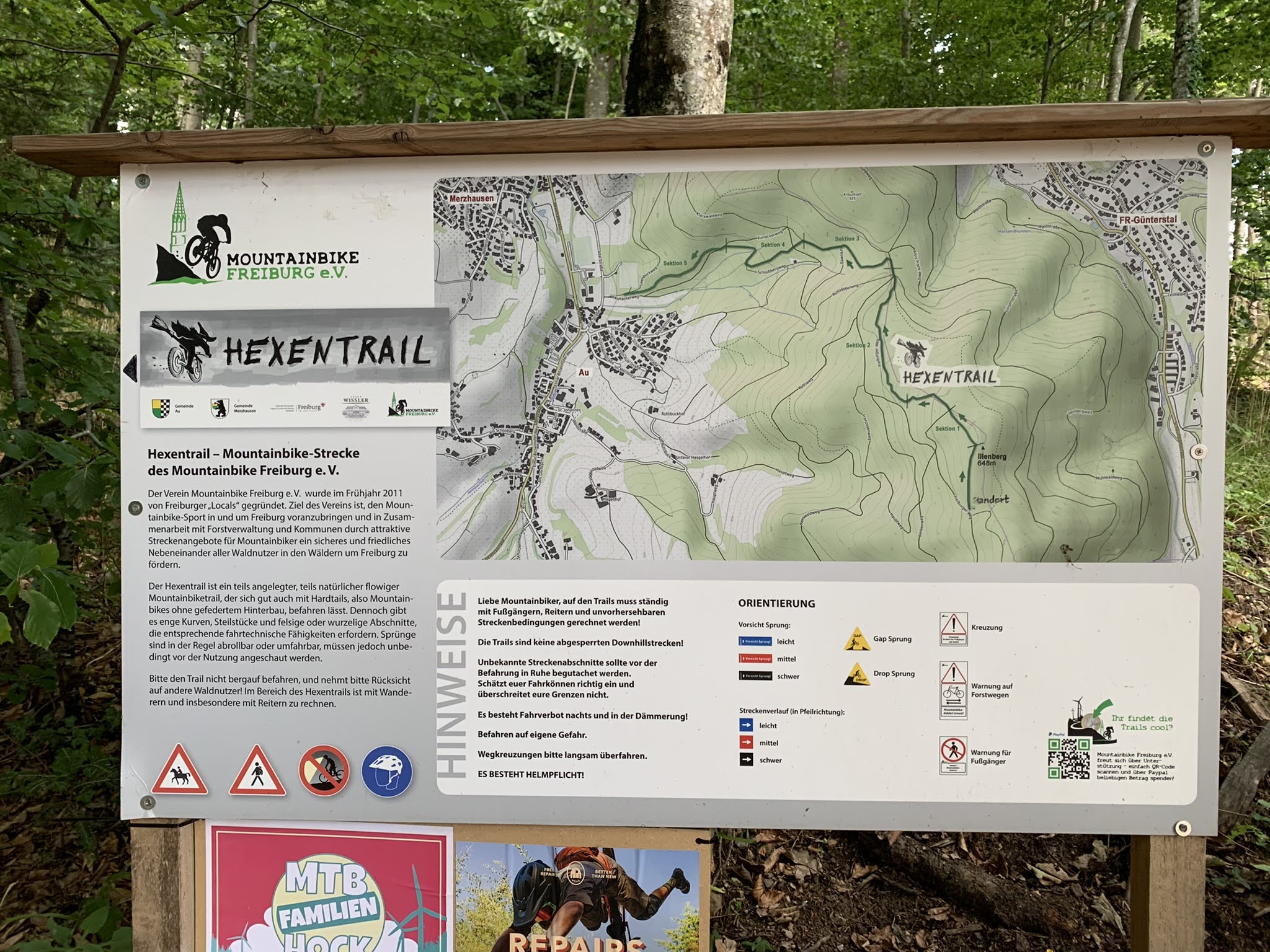
Tablica przy trasie dla rowerów górskich Hexentrail

##### Trasy rowerowe
Od Ehrenstetten do Merzhausen biegnie wzdłuż drogi L122 (w Bollschweilu, Sölden i Au częściowo obok głównej ulicy) wydzielona droga dla rowerów, z oznaczeniami przejazdu na skrzyżowaniach. Trasy rowerowe wzdłuż szlaków turystycznych, wiodących polnymi i leśnymi drogami, mają własne oznaczenia i tablice kierunkowe. Obok szlaków rowerowych różnej trudności, tworzących dobrze rozwiniętą sieć, popularne są także szerokie drogi gruntowe w lasach. Po wschodniej stronie Hexental istnieje też kilka szlaków dla rowerów górskich, np. Hexentrail w pobliżu grani Kreuzkopf–Illenberg.

#### Zaopatrzenie w wodę
Zaopatrzenie danej gminy w wodę pitną zależy od jej położenia w terenie, tj. od dostępnych ujęć wodnych, i należy – tak samo jak odprowadzanie ścieków – do kompetencji danej gminy. Hexental, jeśli idzie o zaopatrzenie w wodę, podzielona jest na części północną i południową. Gminy Merzhausen, Au, Wittnau i Sölden, wobec narastających problemów z zaopatrzeniem w wodę ze źródeł na Schönbergu, zrzeszyły się w 1970 r. w jedną organizację Zweckverband Wasserversorgung Hexental, która uzdatnia wodę przede wszystkim ze źródeł położonych po szwarcwaldzkiej stronie Hexental. Także Horben zaopatrywane jest w wodę z dwóch ujęć źródlanych przez okręgowe przedsiębiorstwo bnNETZE. Zrzeszona w tym przedsiębiorstwie jest także Wasserversorgungsverbands Möhlingruppe odpowiedzialna za zaopatrzenie w wodę Bollschweilu i Ehrenkirchen. Dostarczana przez nią woda pochodzi z wysoko położonych ujęć źródlanych w rejonie Kaltwasser (St. Ulrich).

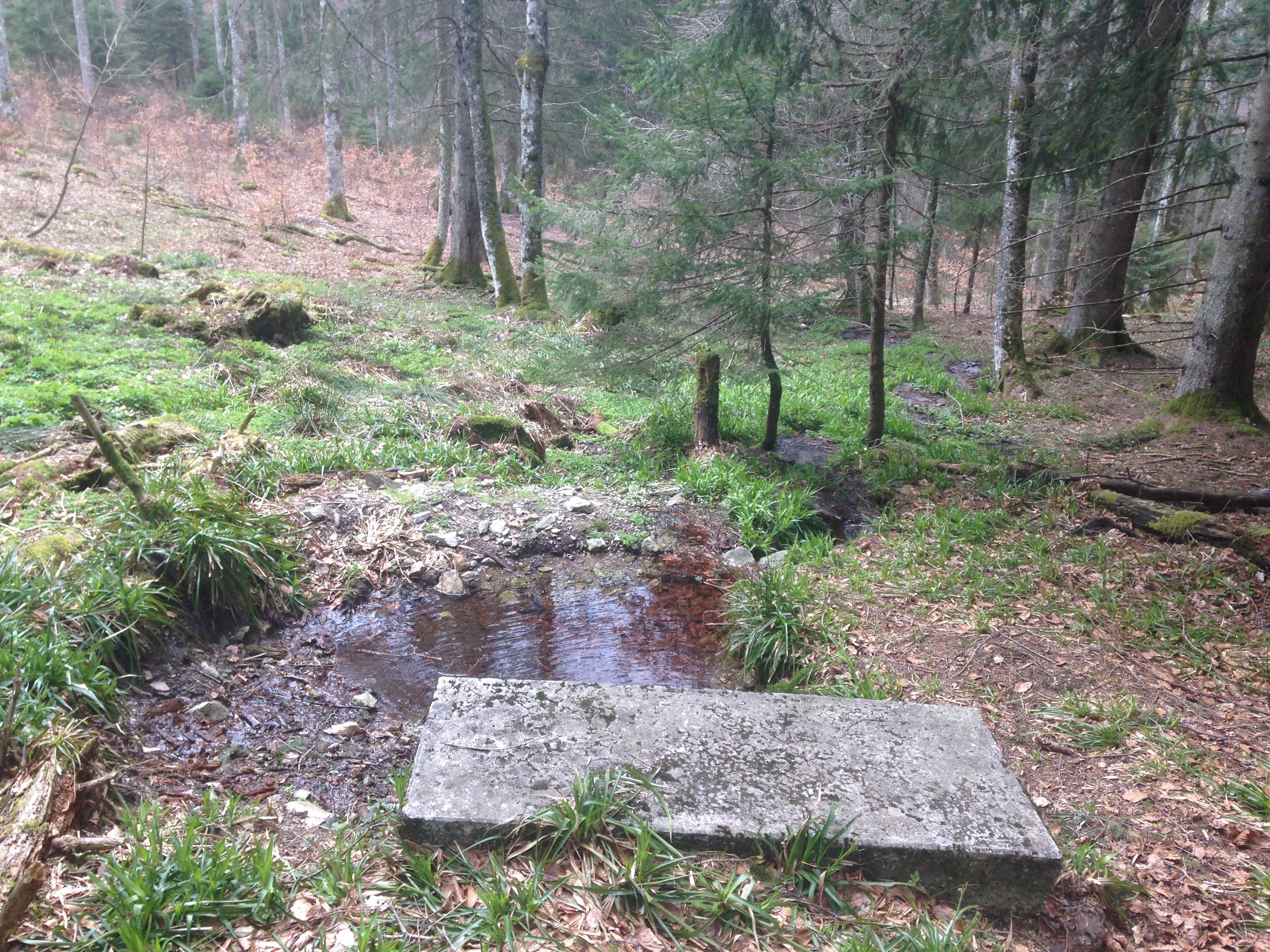
Jedno z głównych źródeł rzeki Möhlin powyżej drogi K4958 na płn. zboczu Schauinsland
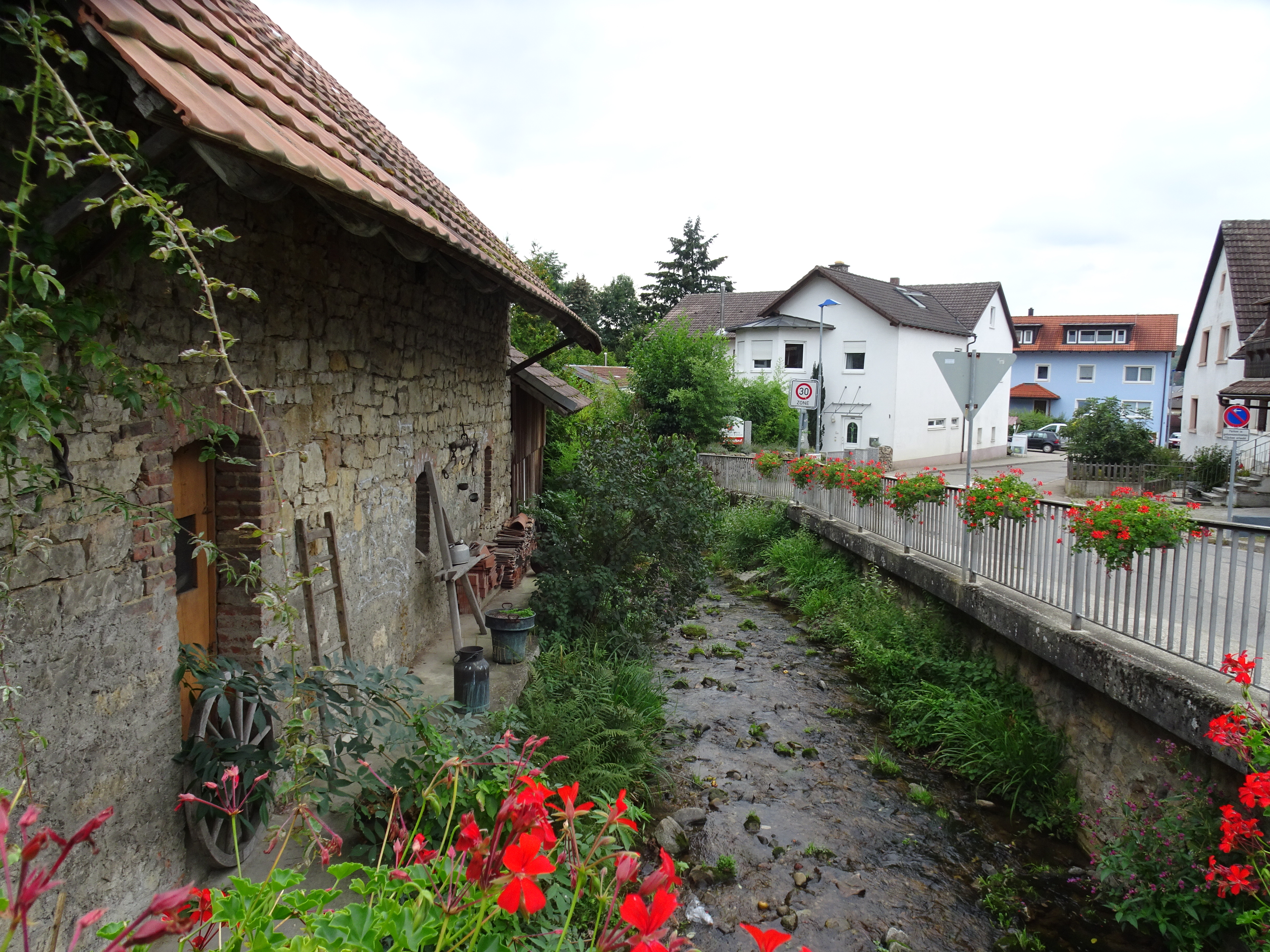
Möhlin przepływająca przez Bollschweil
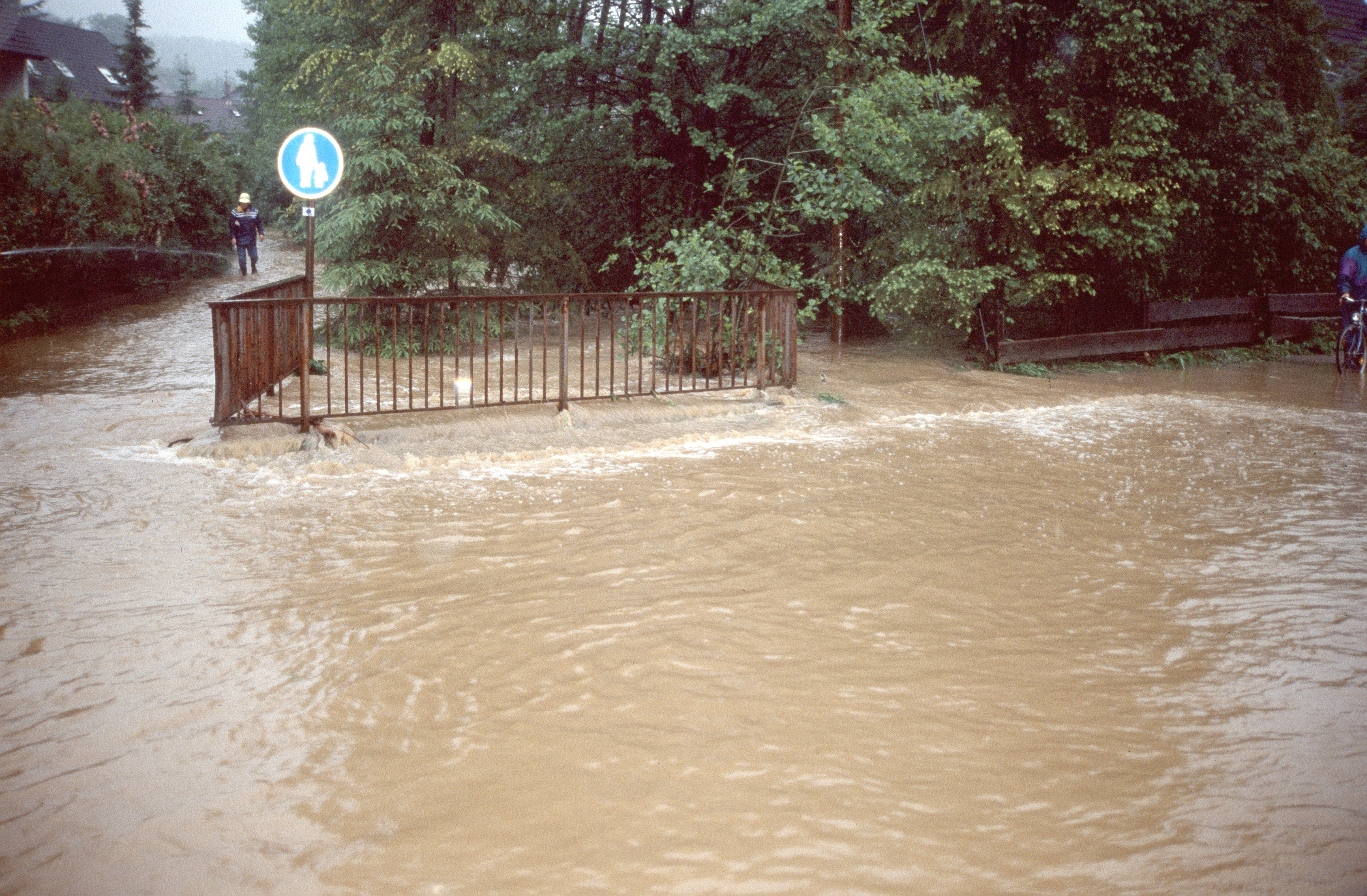
Powódź w maju 1994 r. – Möhlin w Bollschweil-Unterdorf
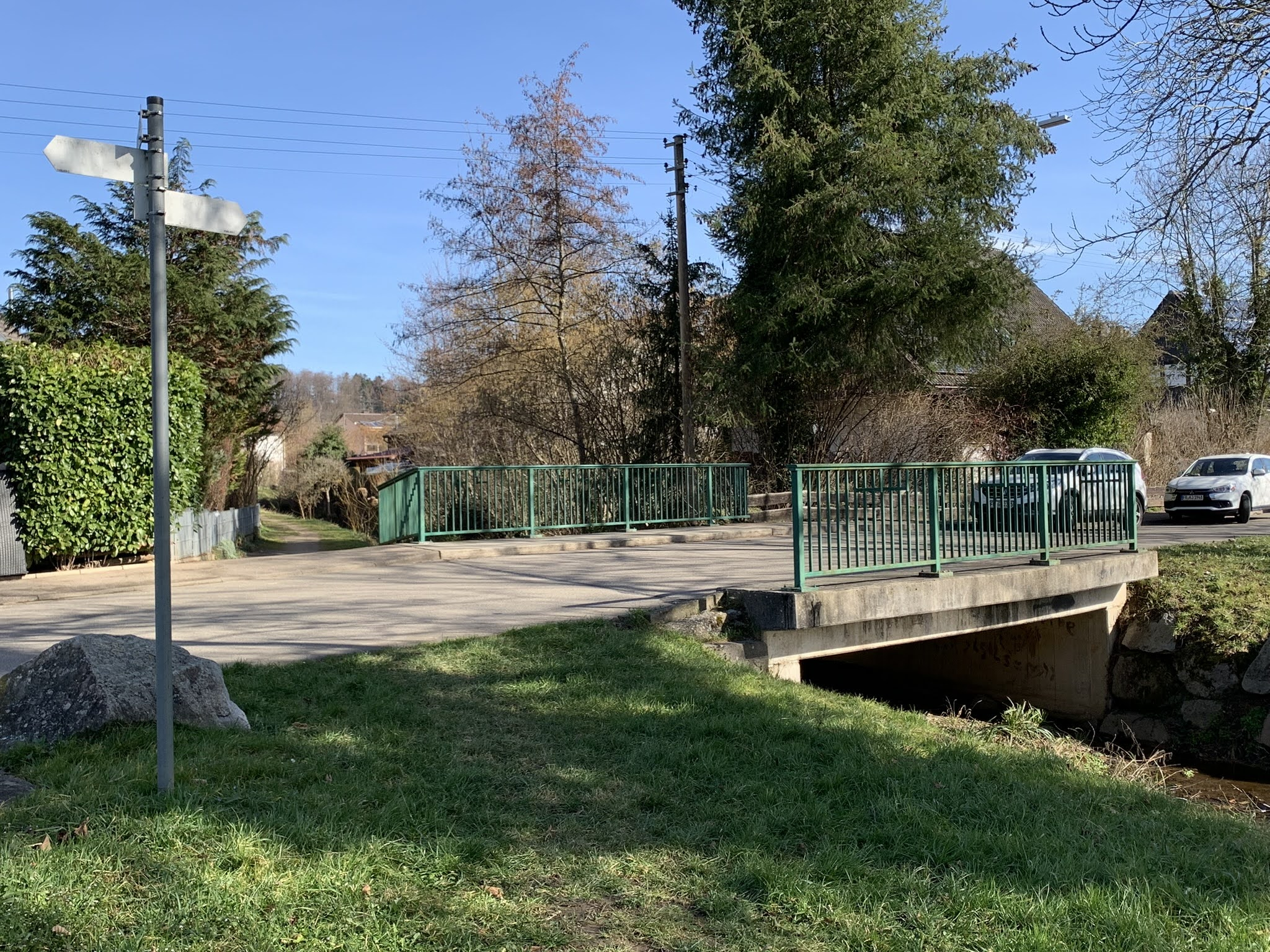
Most na Möhlin w Bollschweil-Unterdorf przy normalnym stanie wód
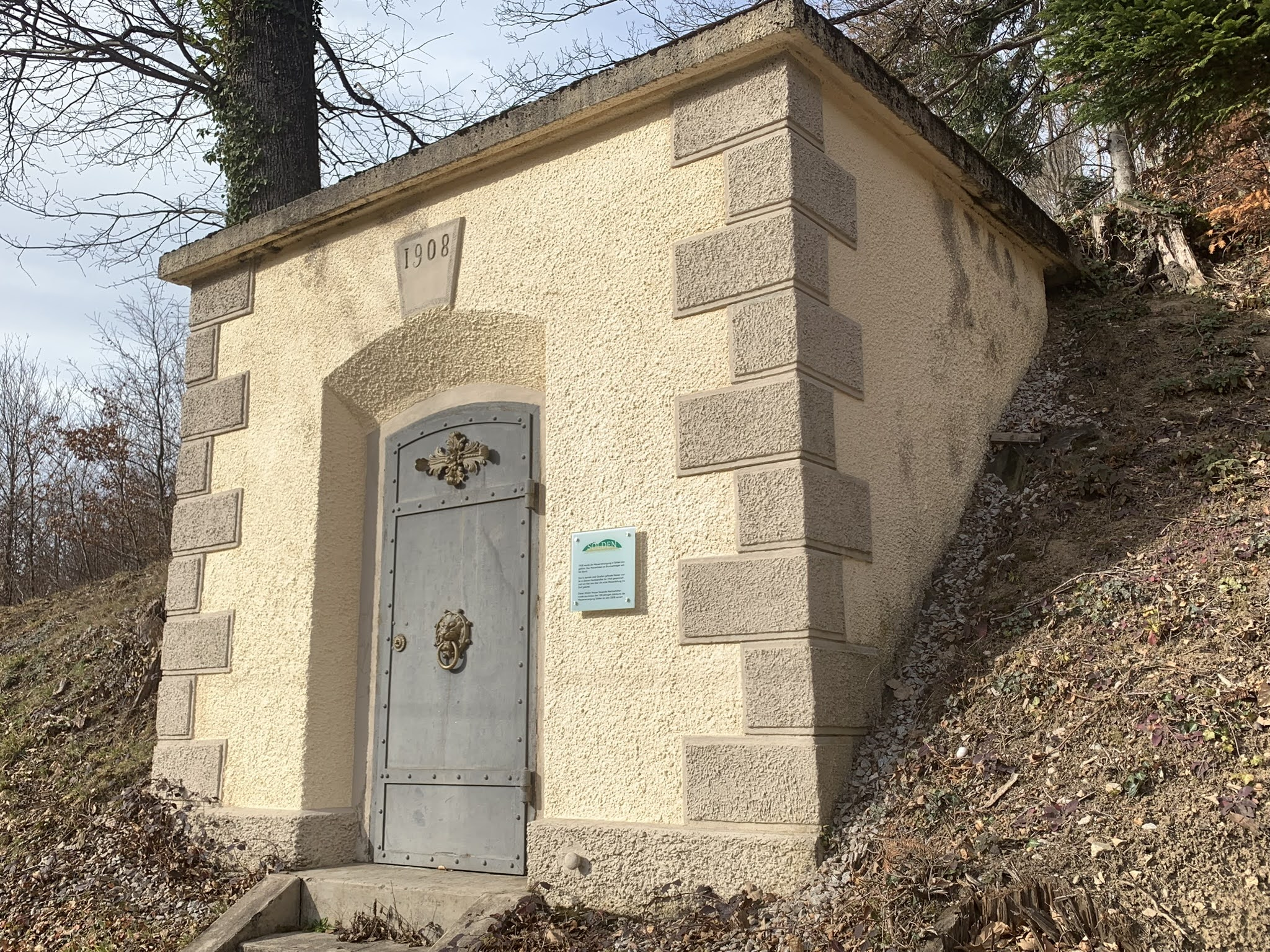
Zbudowany w 1908 r. zbiornik wodny nad Sölden
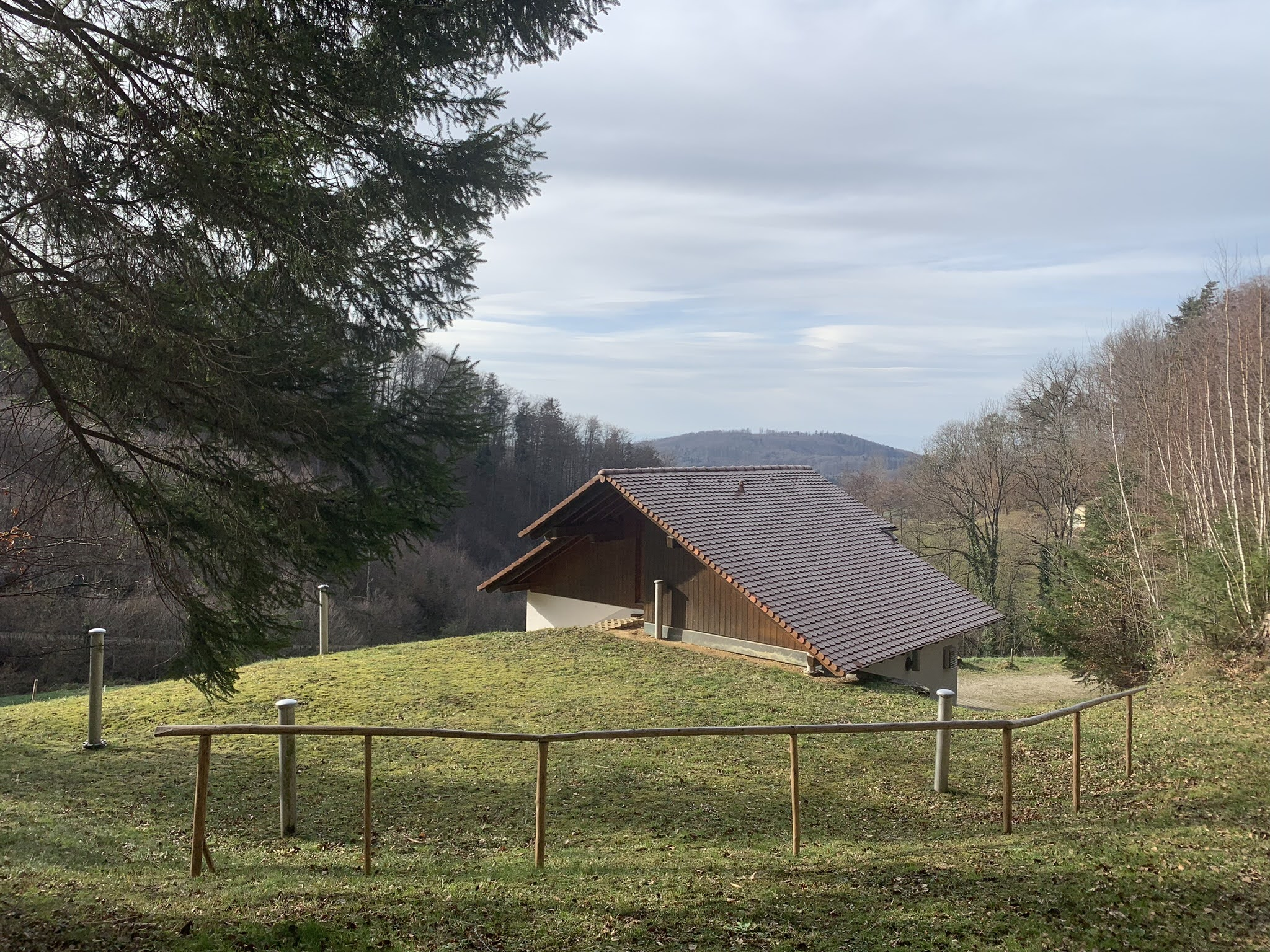
Nowy zbiornik wodny w Sölden, zbudowany w 1968 r. tuż powyżej starego
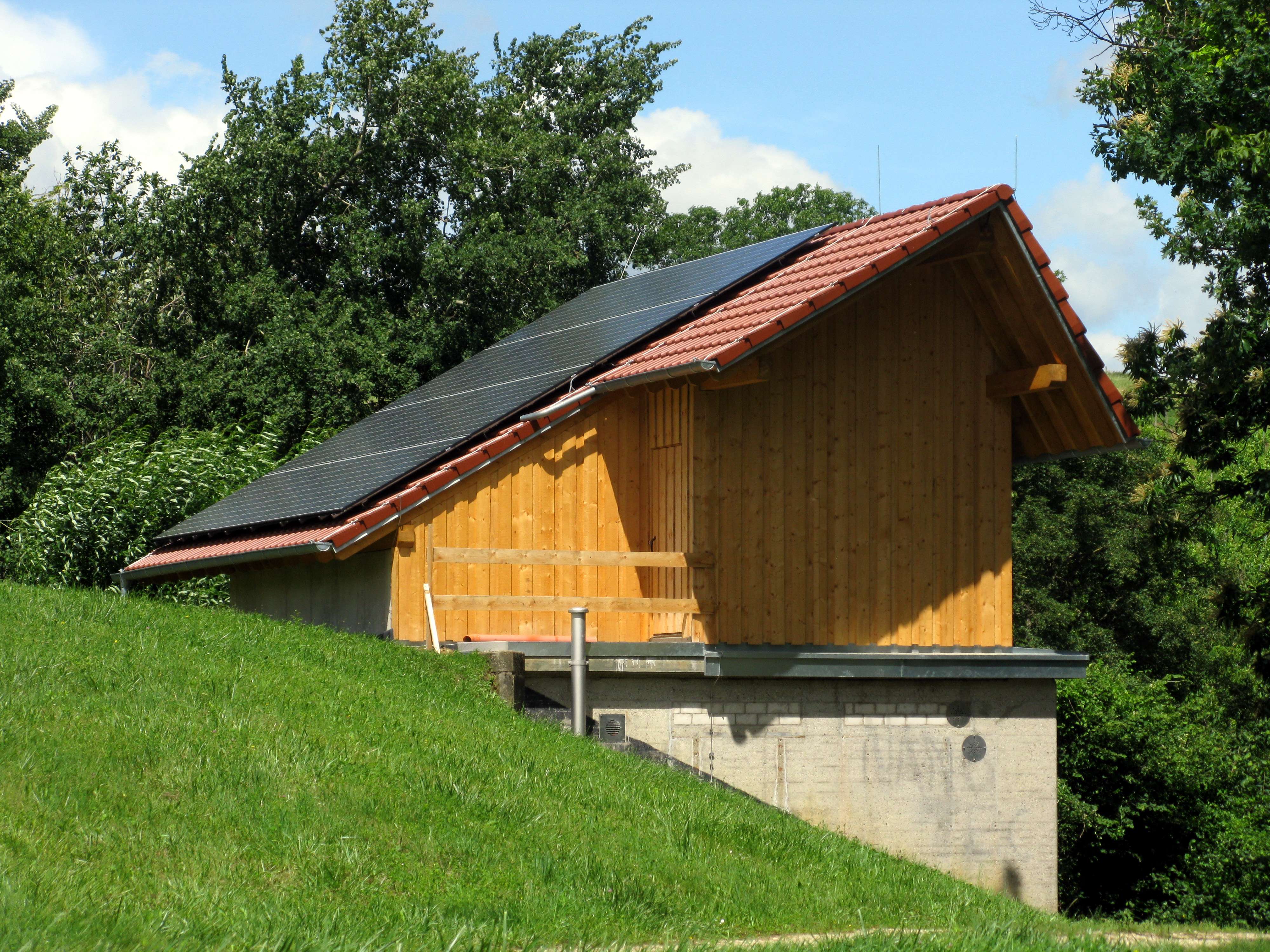
Zbiornik wodny powyżej Merzhausen

### Infrastruktura społeczna

#### Nauka i oświata

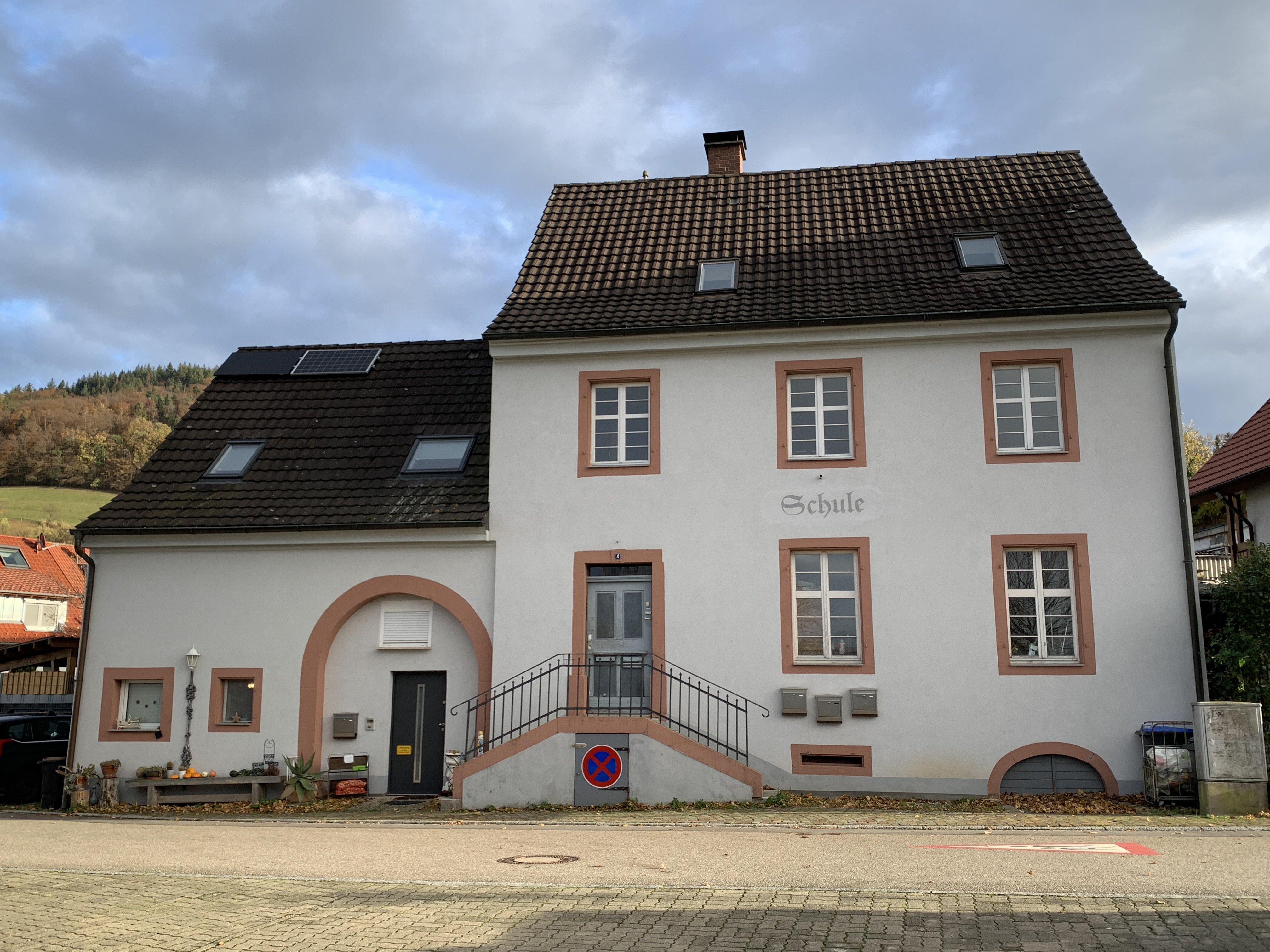
Dawna szkoła w Sölden

Każda z gmin ma własną szkołę podstawową, za wyjątkiem Au, skąd dzieci uczęszczają do podstawówki w Merzhausen, i St. Ulrich, skąd dzieci dojeżdżają do podstawówki w Bollschweilu. Najbliższe szkoły ponadpodstawowe znajdują się we Fryburgu, w Staufen i Bad Krozingen. W Merzhausen i Bad Krozingen ma filie uniwersytet powszechny pod nazwą Volkshochschule Südlicher Breisgau, a we Fryburgu znajduje się, stosownie duża wobec wielkości miasta, Volkshochschule Freiburg. VHS oferuje odpłatnie kursy w wielu dziedzinach (np. języki obce, sztuka i kreatywność, nauki społeczne, IT) na poziomach od podstawowego do akademickiego. Odmiennym typem uniwersytetu powszechnego jest Bildungshaus Kloster St. Ulrich w górskiej części Bollschweil-St. Ulrich, będący własnością archidiecezji fryburskiej i oferujący różne tematycznie, przy tym odwołujące się do chrześcijańskiego światopoglądu, szkolenia i warsztaty. Od 1954 do 2001 r. działał w Sölden, w znacznie powiększonych zabudowaniach dawnego klasztoru, ośrodek szkoleniowy o nazwie Dorfhelferinnenwerk, dający kobietom przygotowanie zawodowe w zakresie prowadzenia gospodarstwa domowego, wychowywania dzieci, opieki nad osobami jej wymagającymi, oraz wykonywania podstawowych czynności w gospodarstwie rolno-hodowlanym; państwowy dyplom uprawniał Dorfhelferin do podjęcia odpłatnej pracy. Obecnie takie szkolenia oferują inne instytucje. W Sölden działa nadal pod patronatem Caritasu Dorfhelferinnenwerk Sölden e.V. jako stowarzyszenie samopomocowe.

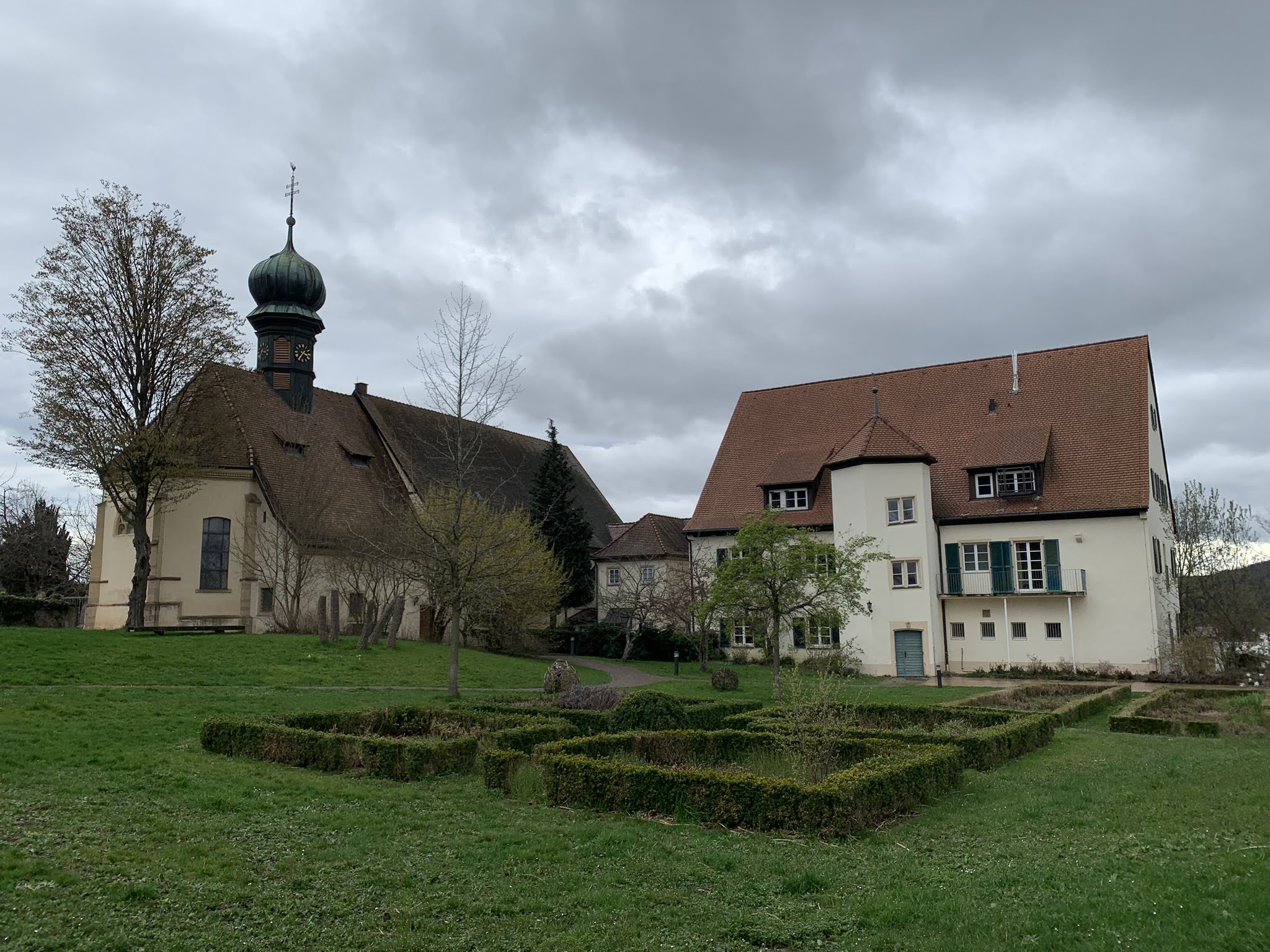
Sölden – kościół i zabudowania dawnego klasztoru od strony ogrodu; w odnowionym budynku mieści się Dorfhelferinnenwerk

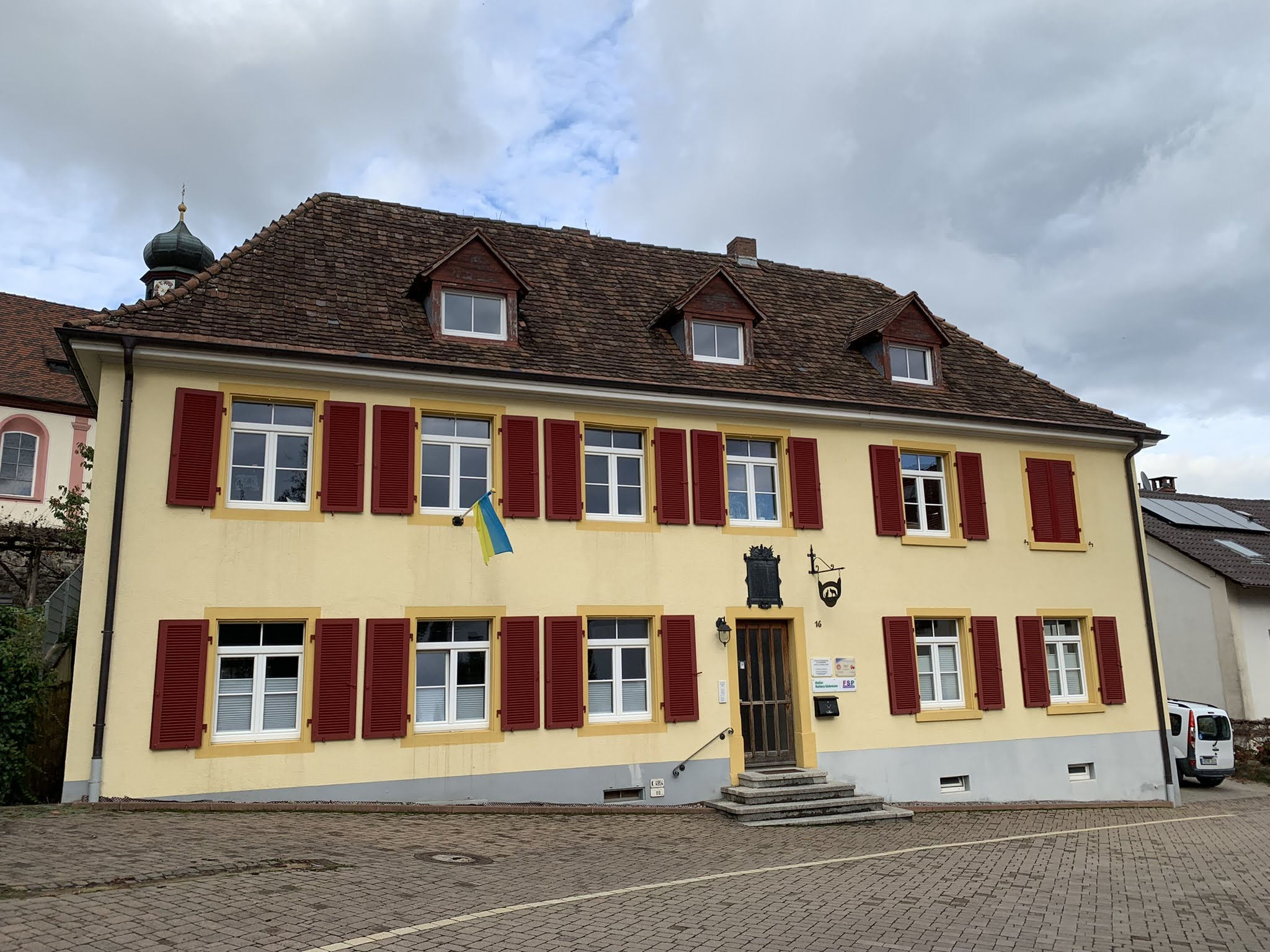
Dawna szkoła w Wittnau

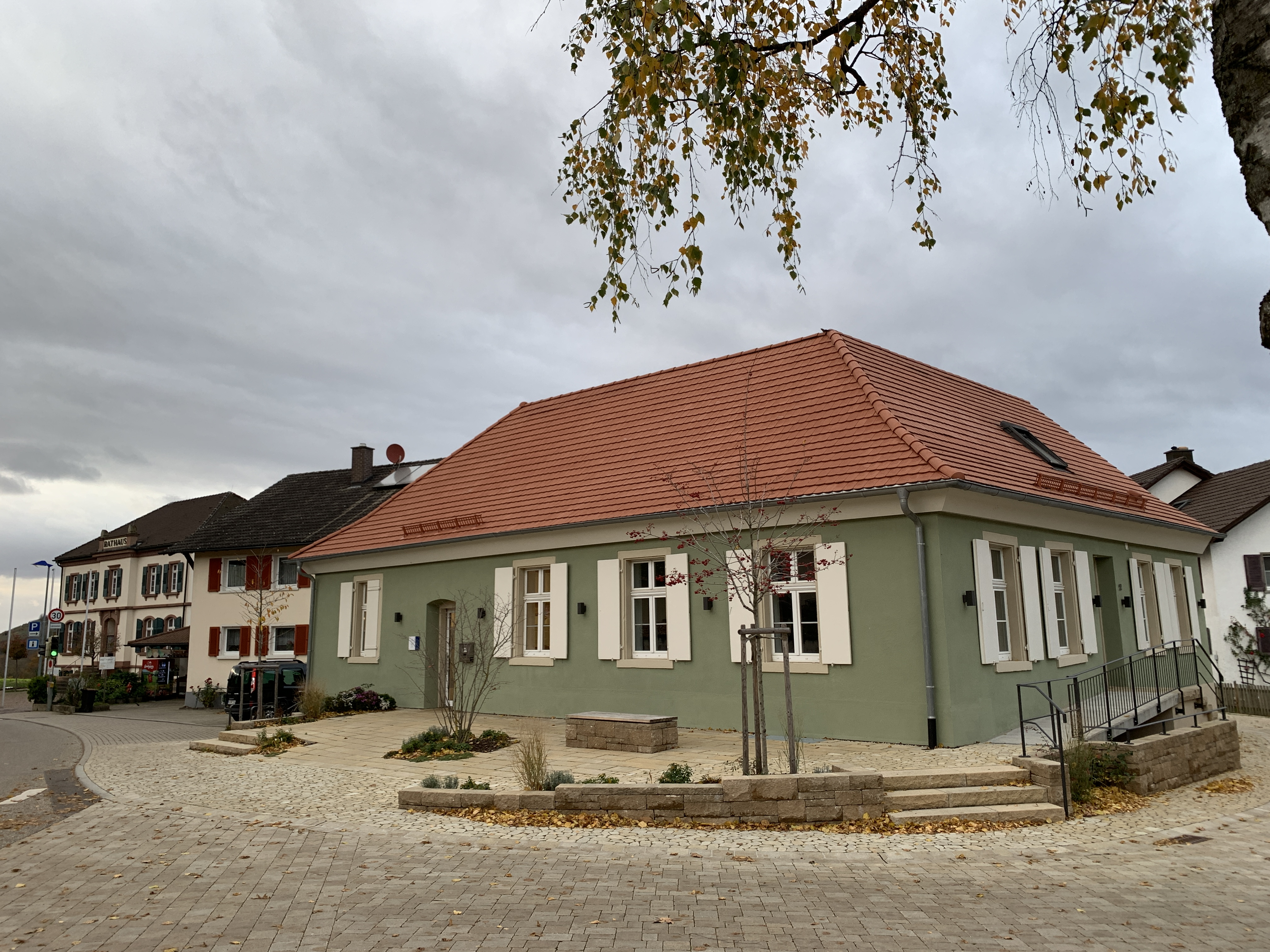
Budynek pierwszej szkoły w Bollschweilu (po gruntownej przebudowie w 2021 r.), drugi za nim – budynek drugiej szkoły, obecnie ratusz

|             | Żłobki       | Przedszkola                 | Leśne przedszkola | Szkoły podstawowe | Uniwersytety powszechne          |
| Merzhausen  | 1            | 1 ewangelickie 1 katolickie | 2                 | 1                 | Volkshochschule Süd. Breisgau    |
| Au          | 1 katolickie | 1 katolickie                |                   |                   |                                  |
| Wittnau     |              | 1                           |                   | 1                 |                                  |
| Horben      |              | 1 katolickie                |                   | 1                 |                                  |
| Sölden      |              | 1 katolickie                |                   | 1                 | Dorfhelferinnenwerk (do 2001 r.) |
| Bollschweil |              | 1 katolickie                | 1                 | 1                 |                                  |
| St. Ulrich  |              |                             |                   |                   | Bildungshaus Kloster St. Ulrich  |

#### Kościoły i parafie

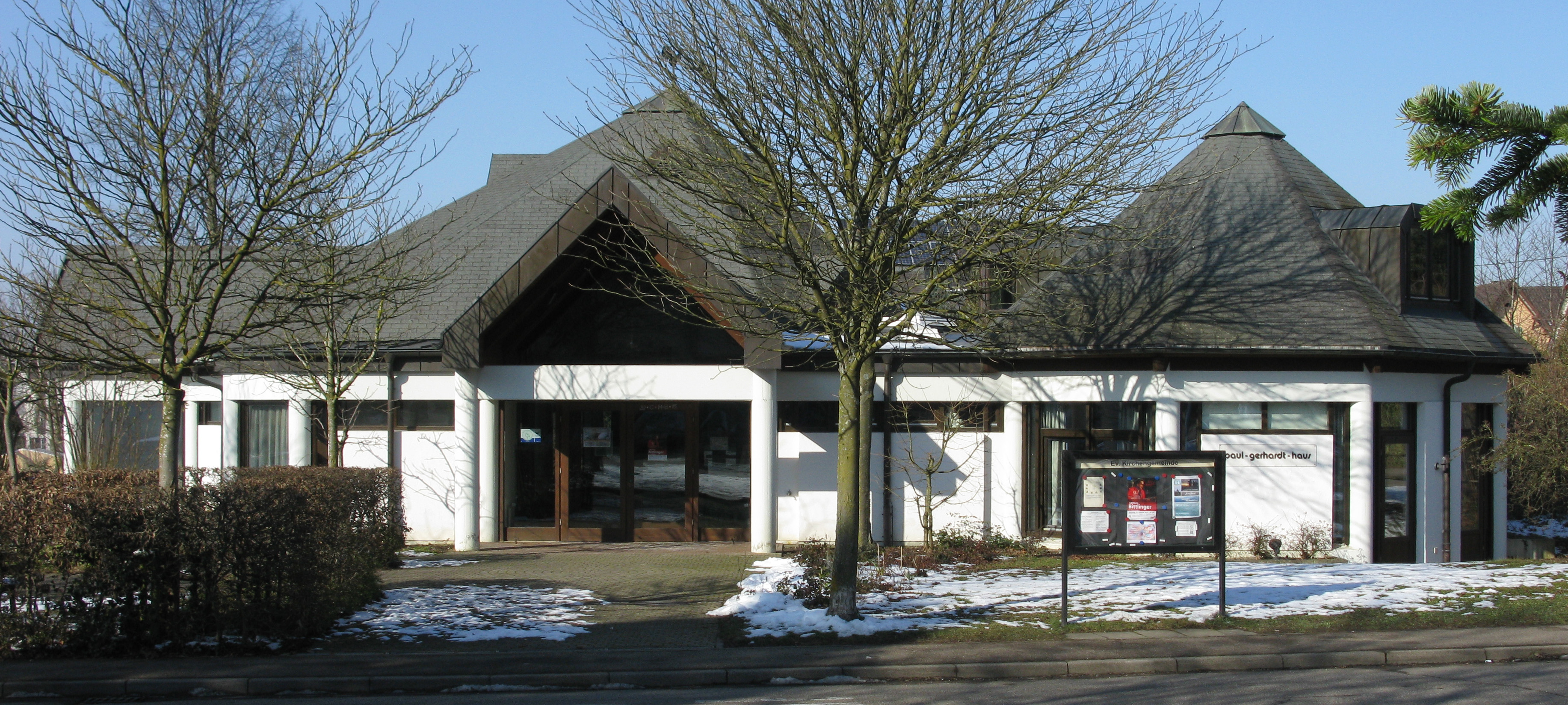
Ehrenstetten (Ehrenkirchen), ewang. kościół – Dom im. Paula Gerhardta

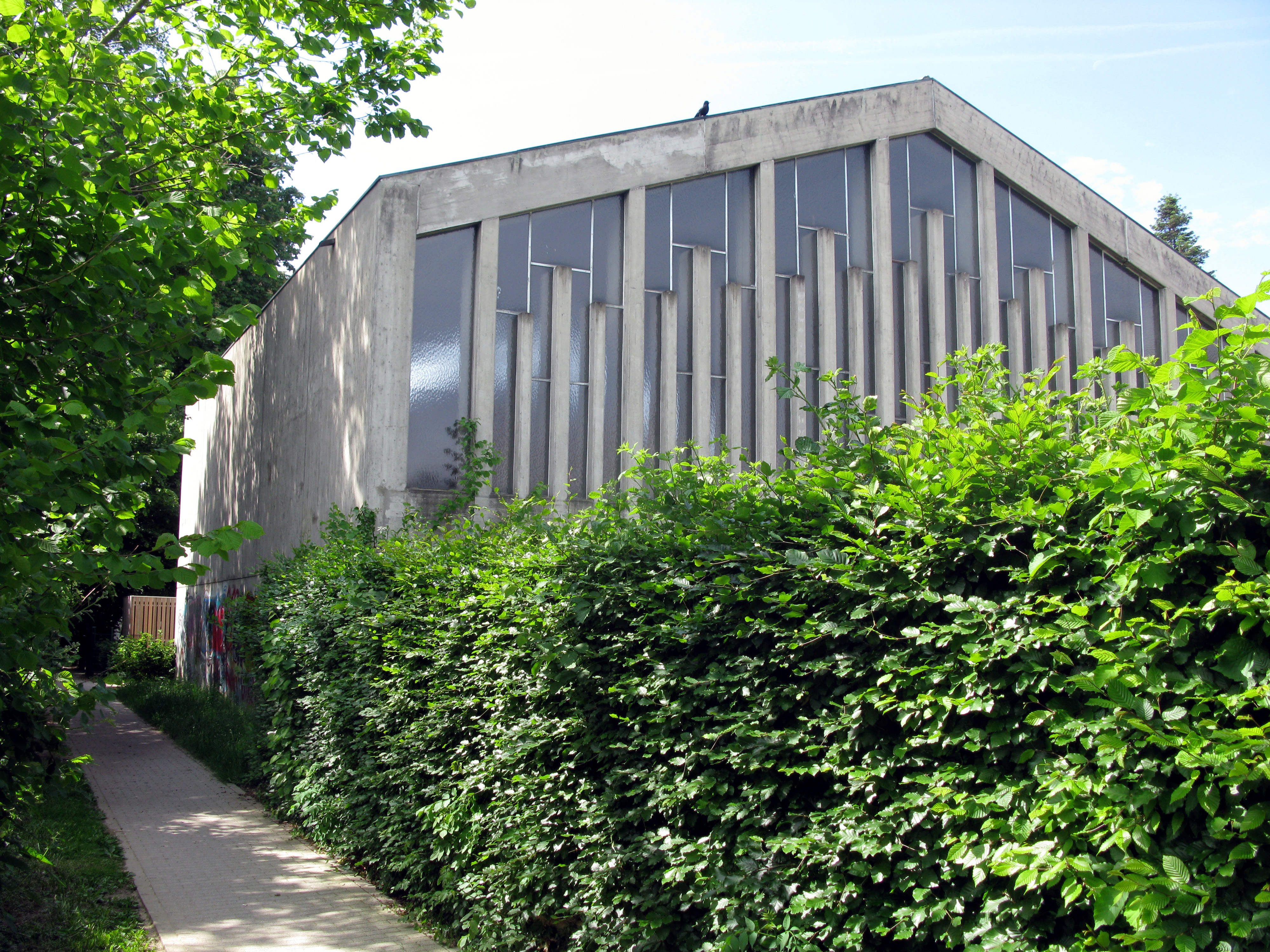
Merzhausen, ewang, kościół św. Jana

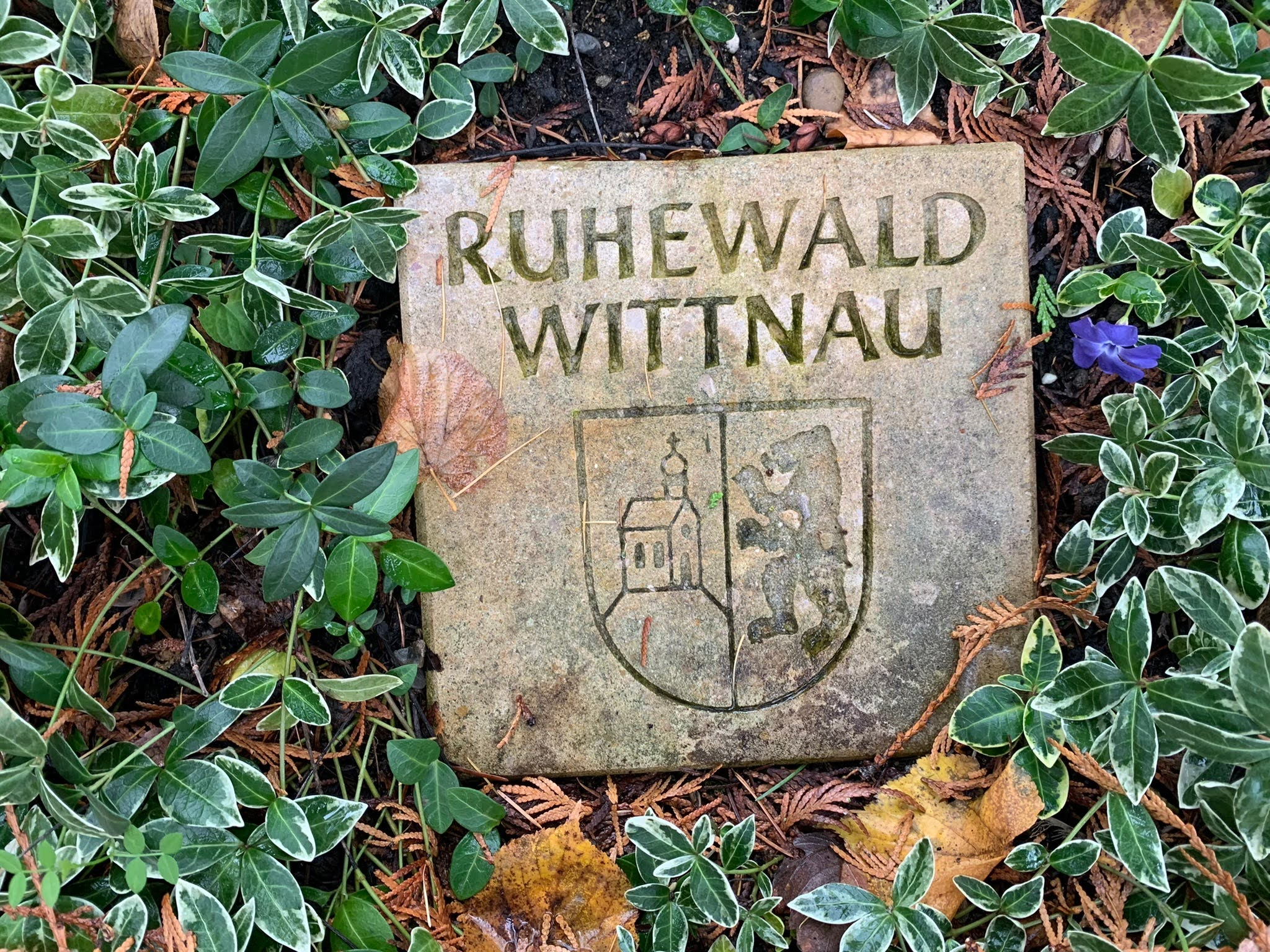
Wittnau, kamienny znak u wejścia na leśny cmentarz

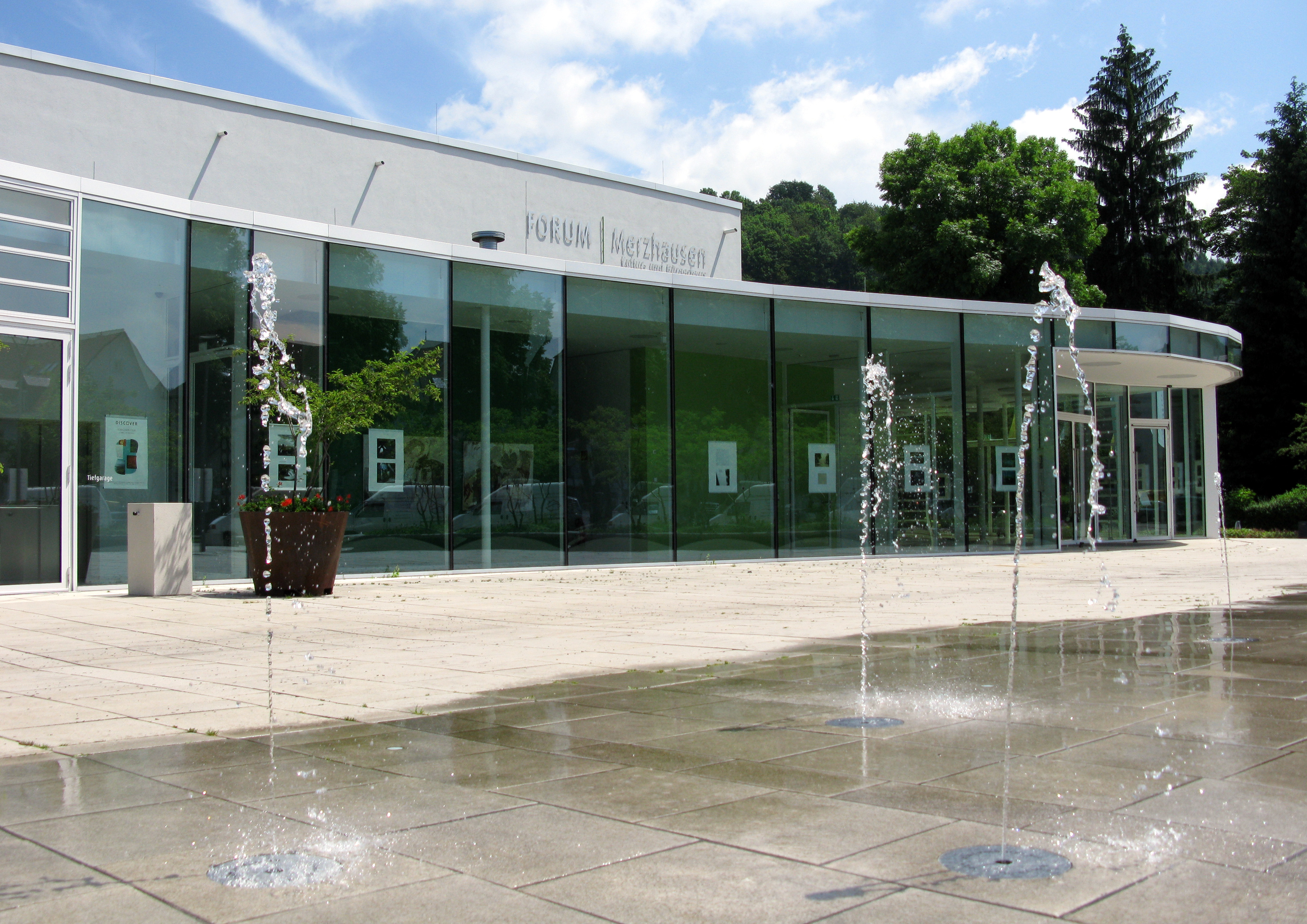
Merzhausen, Forum

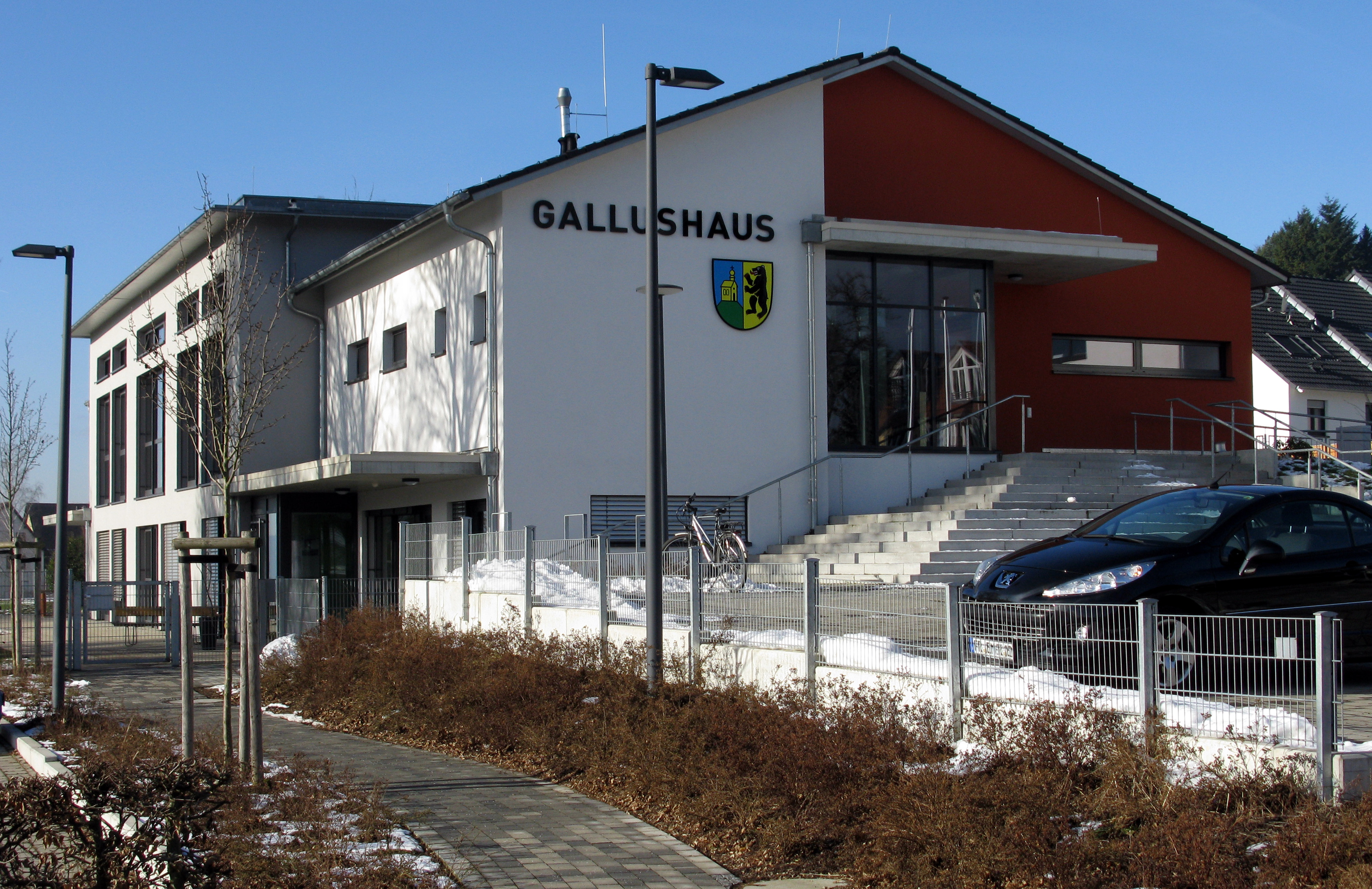
Wittnau, Gallushaus

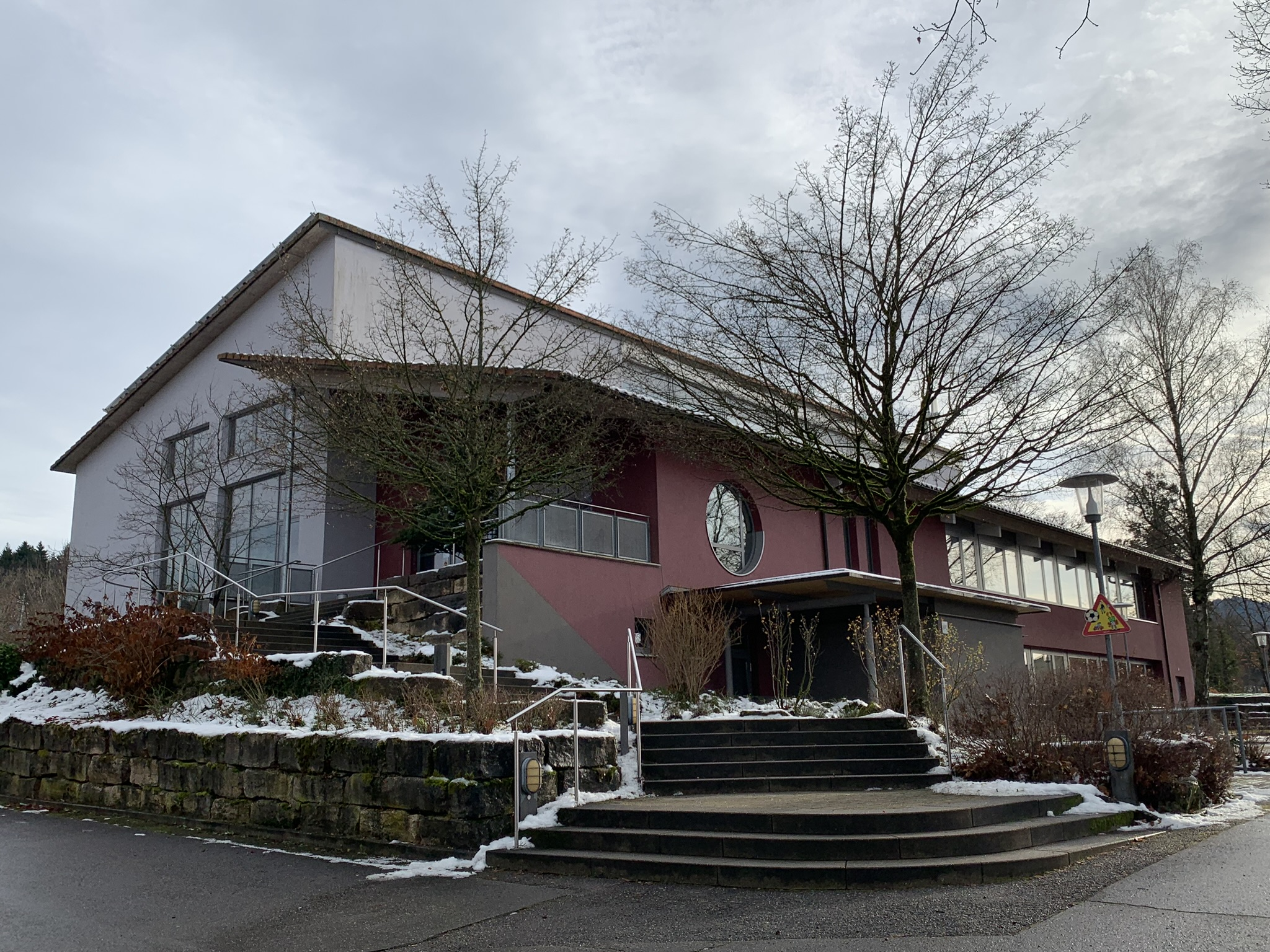
Bollschweil, Möhlinhalle

Parafie katolickie w Sölden, Bollschweilu i St. Ulrich skupione są związku parafii Katholische Kirchengemeinde / Seelsorgeeinheit Batzenberg-Obere Möhlin, który z kolei należy do dekanatu Breisach-Neuenburg. Parafie w Merzhausen, Au, Wittnau i Horben należą do dekanatu fryburskiego Stadtdekanat Freiburg. Parafie ewangelickie w Merzhausen, Au, Wittnau i Sölden należą do wspólnoty parafialnej Evangelische Pfarrgemeinde Freiburg-Südwest, będącej częścią obwodu kościelnego Evangelischer Bezirk Freiburg. Do tego obwodu kościelnego należą też: wspólnota parafialna Freiburg-Ost (parafia w Horben) i wspólnota parafialna Evangelischer Kirchenbezirk Breisgau-Hochschwarzwald.
|                          | Parafie                                                 | Parafie                                                                | Kościoły                                       |
| Merzhausen               | katolicka parafia przy kościele św. Gawła               | Katholische Gemeinde St. Gallus                                        | St. Galluskirche w Merzhausen                  |
| Merzhausen               | ewangelicka parafia należąca do →                       | Evangelische Pfarrgemeinde Freiburg-Südwest                            | Johanneskirche w Merzhausen                    |
|                          |                                                         |                                                                        |                                                |
| Au                       | katolicka parafia przy kościele św. Jana                | Katholische Kirche St. Johannes                                        | St. Johanneskirche w Au                        |
| Au                       | ewangelicka parafia należąca do →                       | Evangelische Pfarrgemeinde Freiburg-Südwest                            | Johanneskirche w Merzhausen                    |
|                          |                                                         |                                                                        |                                                |
| Wittnau                  | ewangelicka parafia należąca do →                       | Evangelische Pfarrgemeinde Freiburg-Südwest                            | Johanneskirche w Merzhausen                    |
| Wittnau                  | katolicka parafia przy kościele Wniebowzięcia Maryi     | Katholische Gemeinde Mariä Himmelfahrt                                 | Mariä Himmelfahrt w Wittnau                    |
|                          |                                                         |                                                                        |                                                |
| Horben                   | katolicka parafia przy kościele św. Agaty               | Katholische Pfarrgemeinde St. Agatha                                   | St. Agatha w Horben                            |
| Horben                   | ewangelickie parafie należące do →                      | Evangelische Pfarrgemeinde Freiburg-Südwest                            | Johanneskirche in Merzhausen                   |
| Horben                   | ewangelickie parafie należące do →                      | Evangelische Matthias-Claudius Gemeinde Freiburg-Günterstal und Horben | Matthias-Claudius-Kapelle w Günterstal         |
|                          |                                                         |                                                                        |                                                |
| Sölden                   | ewangelicka parafia należąca do →                       | Evangelische Pfarrgemeinde Freiburg-Südwest                            | Johanneskirche in Merzhausen                   |
| Sölden                   | katolicka parafia przy kościele św. Fides i św. Marka   | Katholische Pfarrgemeinde St. Fides und Markus                         | St. Fides und Markus w Sölden                  |
|                          |                                                         |                                                                        |                                                |
| Bollschweil i St. Ulrich | ewangelicka parafia należąca do                         | Evangelische Kirchengemeinde Ehrenkirchen-Bollschweil                  | Paul-Gerhardt-Haus w Kirchhofen (Ehrenkirchen) |
| Bollschweil i St. Ulrich | katolicka parafia przy kościele św. Hilarego z Poitiers | Katholische Pfarrgemeinde Bollschweil (St. Hilarius)                   | St. Hilarius w Bollschweilu                    |
| Bollschweil i St. Ulrich | katolicka parafia przy kościele św. Piotra i Pawła      | Katholische Pfarrgemeinde St. Ulrich (St. Peter und Paul)              | St. Peter und Paul w St. Ulrich                |

Obie parafie w Merzhausen ponadto współpracują blisko z ekumenicznym kościołem w Vauban (pobliskiej dzielnicy Fryburga) – Kirche im Vauban – oferującym obok nabożeństw ekumenicznych także sale i zaplecze techniczne, tzw. Kirchenräume OASE, do organizowania grupowych spotkań, imprez itp.

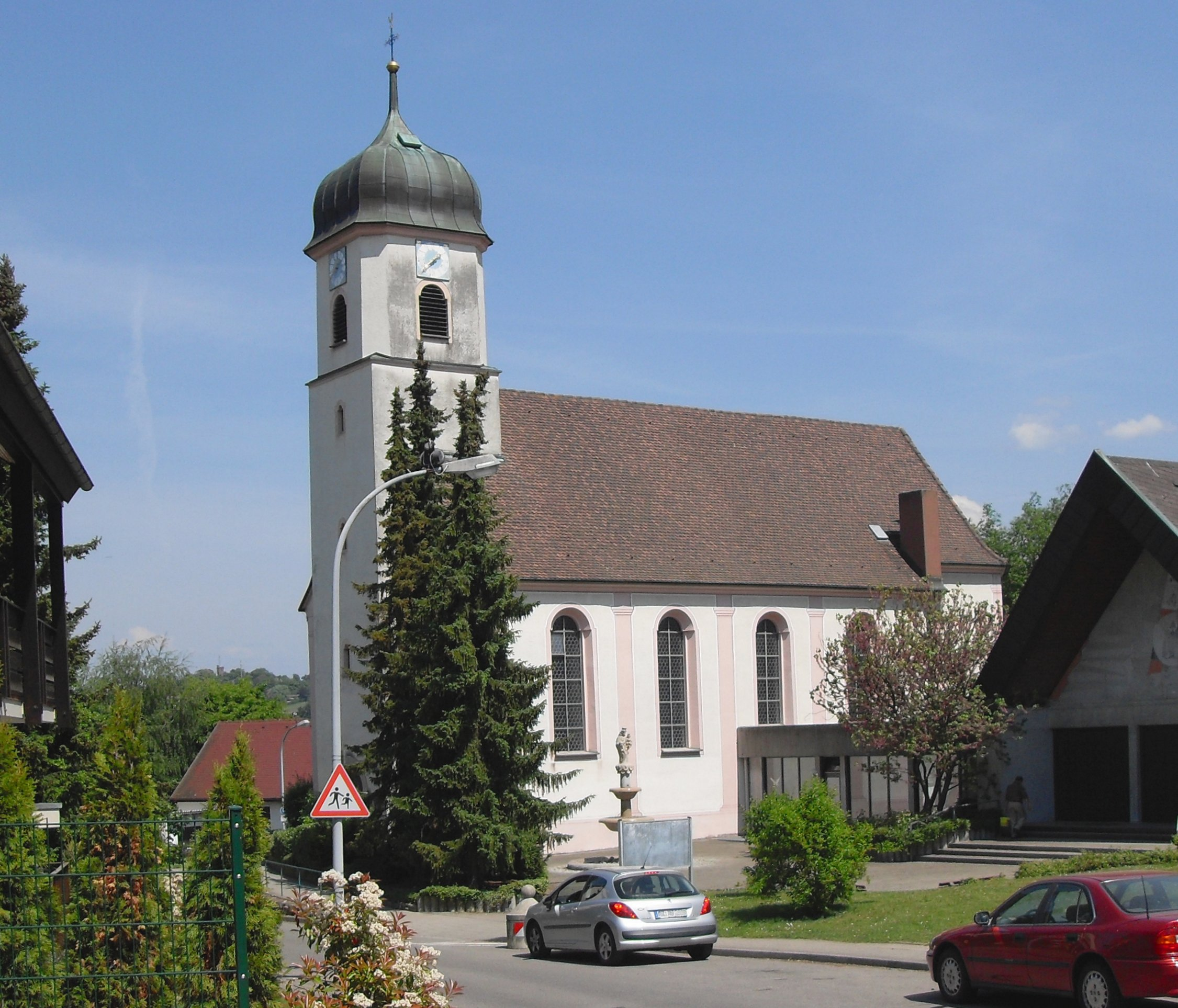
Merzhausen, kat. kościół św. Gawła
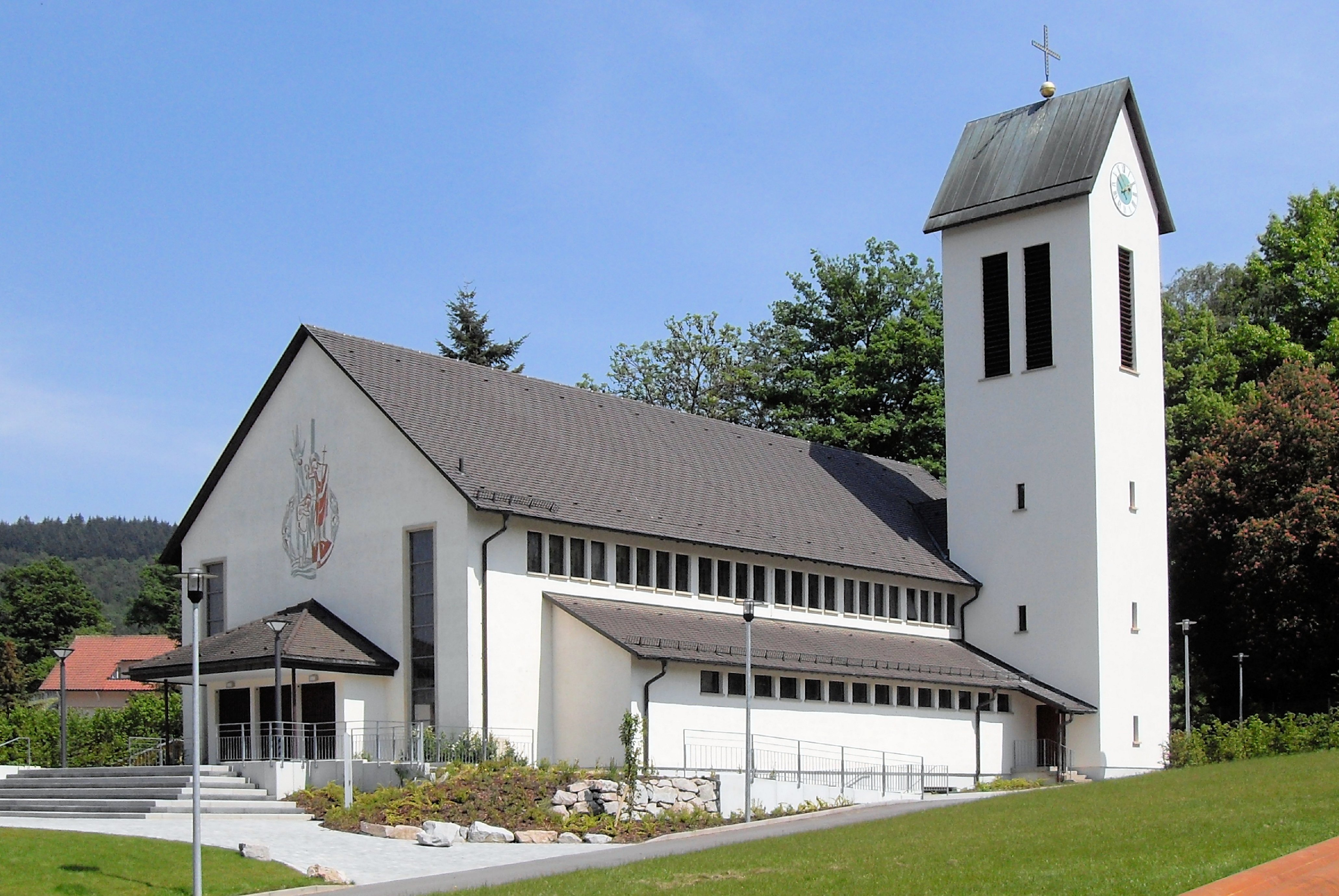
Au, kat. Kościół św. Jana
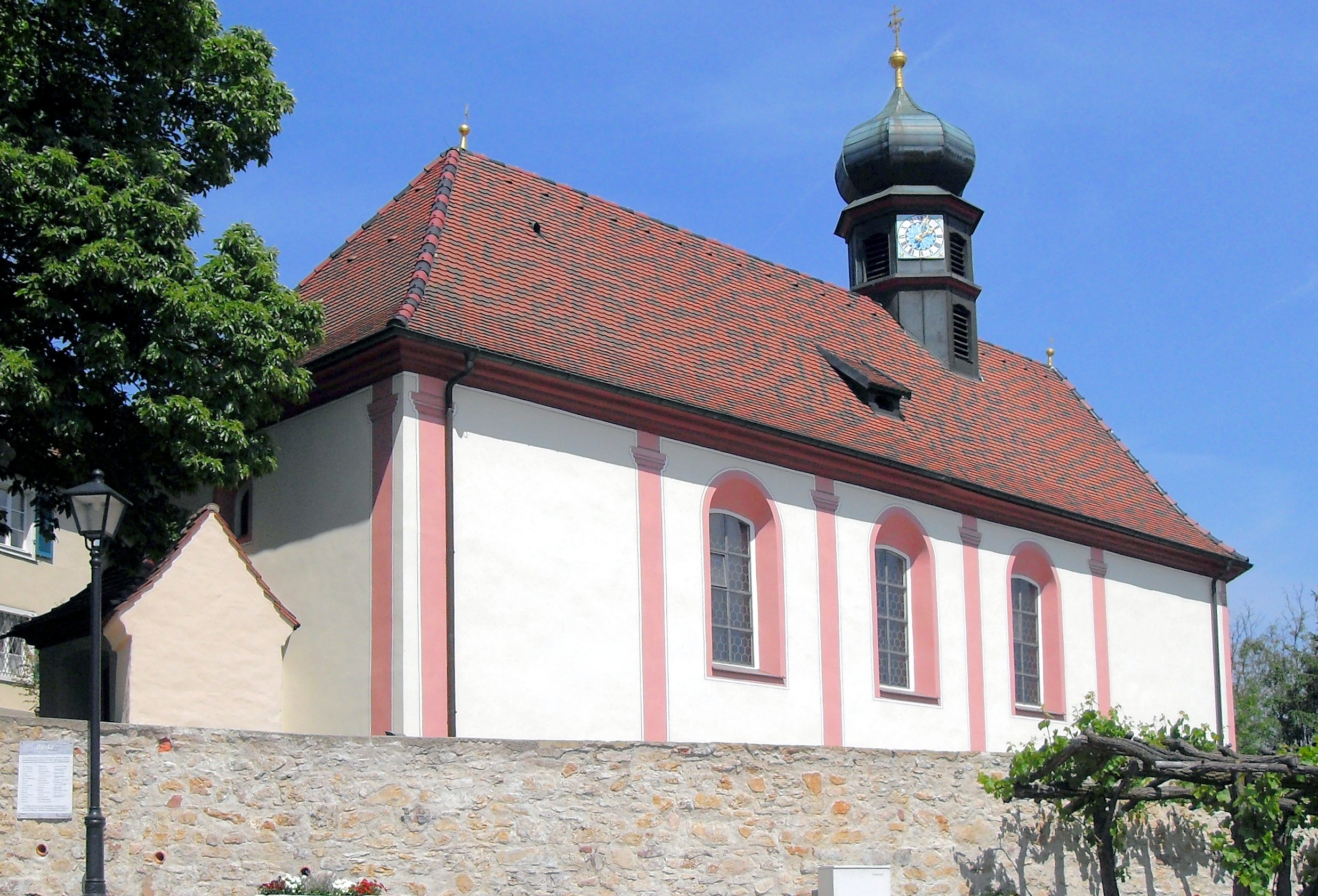
Wittnau, kat. kościół Wniebowzięcia Najświętszej Maryi Panny
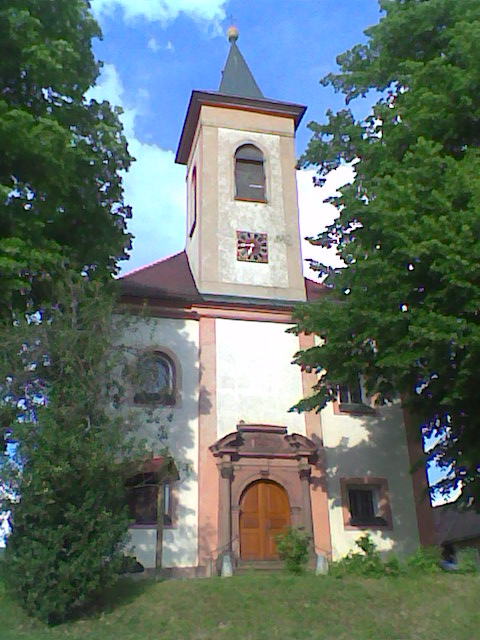
Horben, kat. kościół św. Agaty
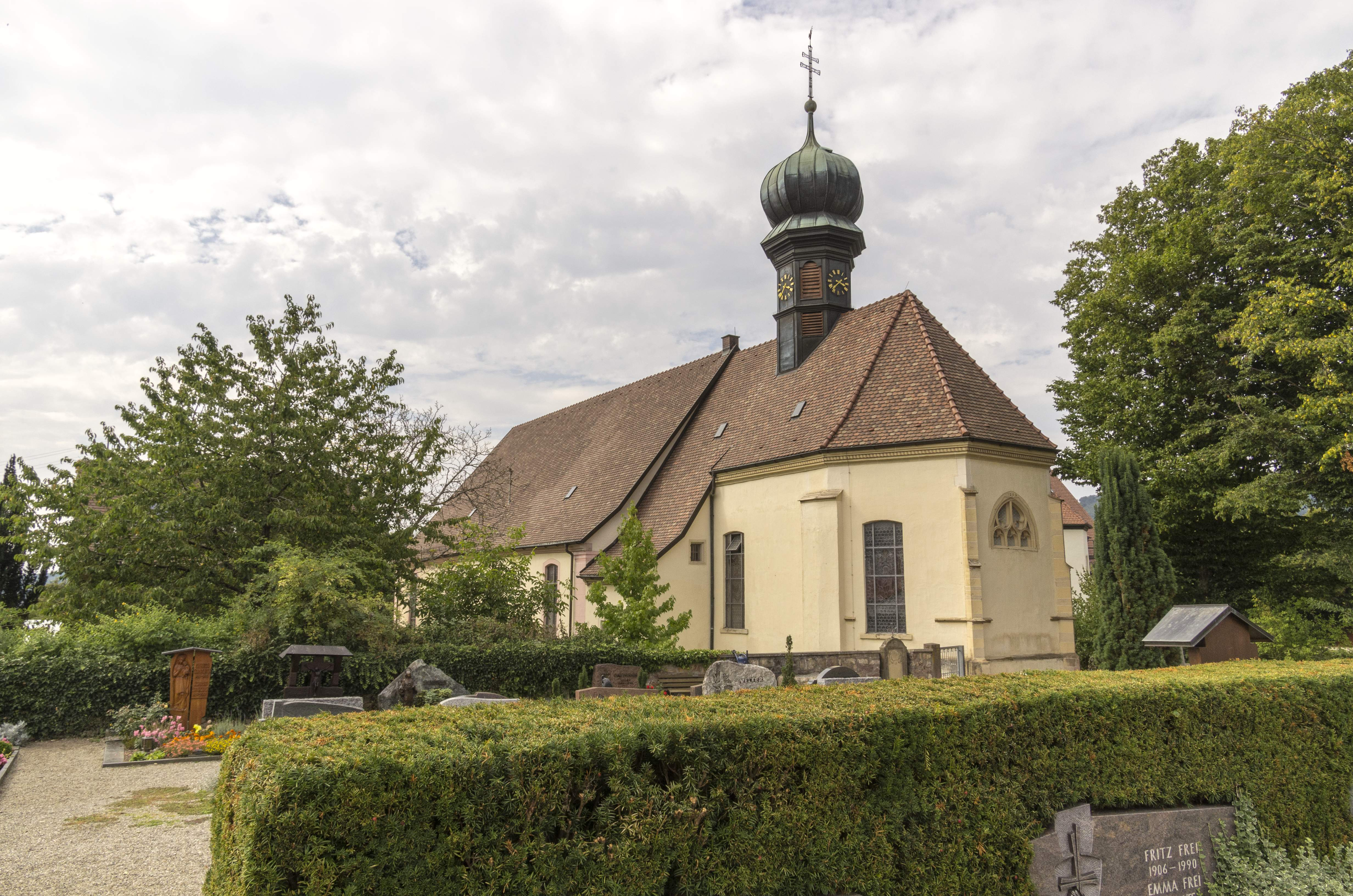
Sölden, kat. kościół św. Fides z Agen i Marka Ewangelisty
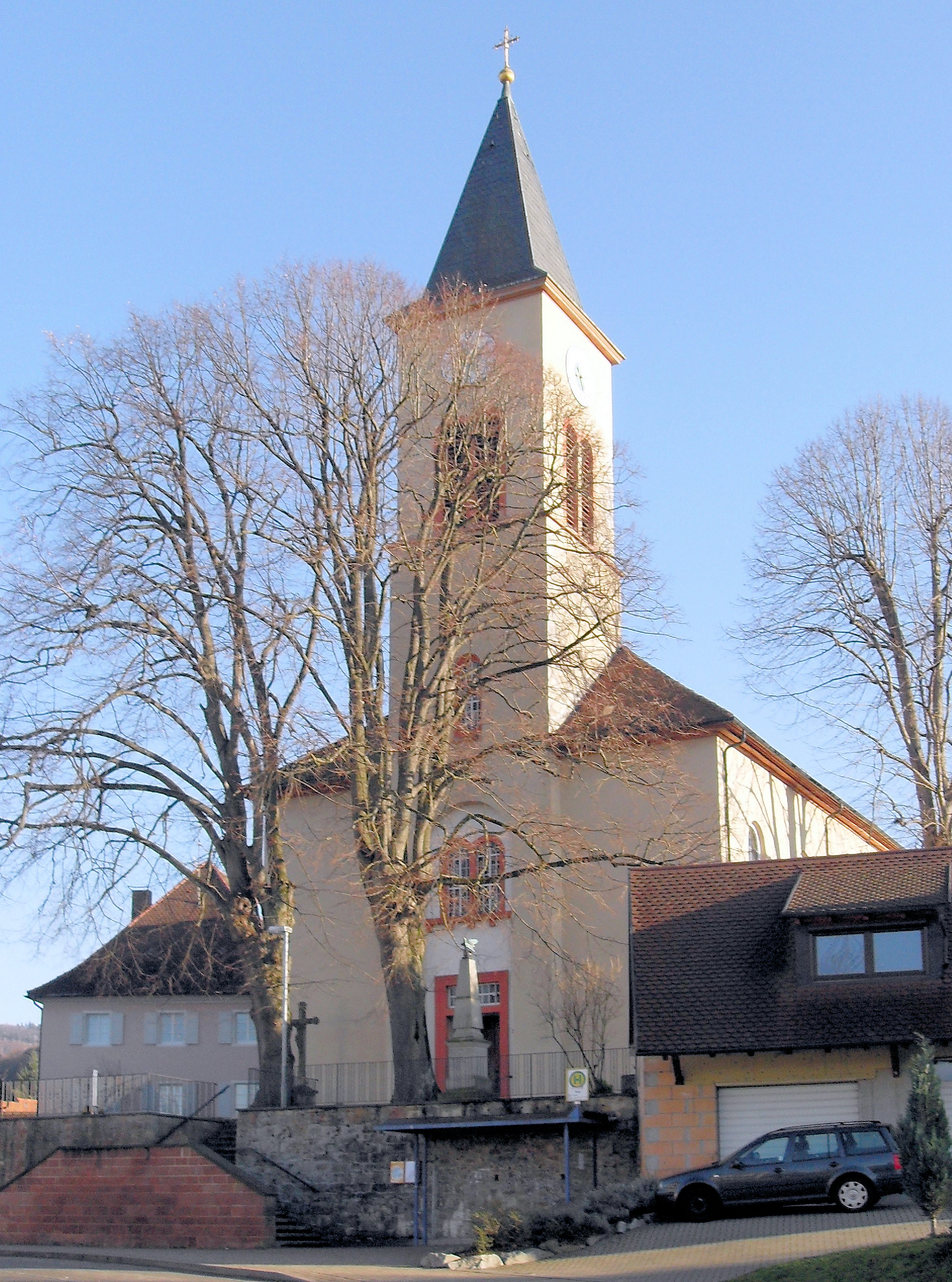
Bollschweil, kat. kościół św. Hilarego
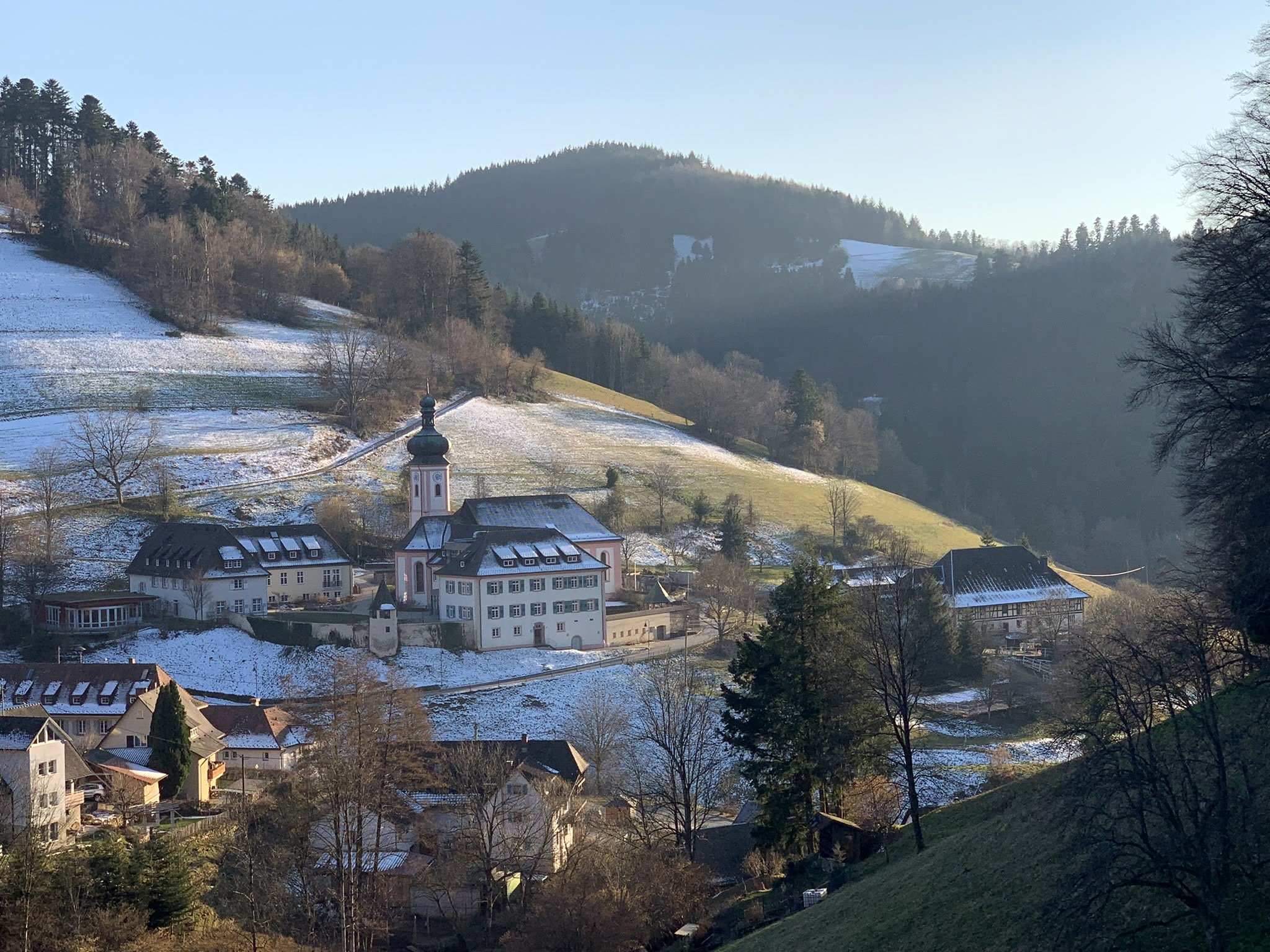
St. Ulrich (Bollschweil), kat. kościół św. Piotra i Pawła

Przykościelne cmentarze znajdują się w Merzhausen, Au, Horben, Wittnau, Bollschweil i St. Ulrich. Na stoku po wschodniej stronie Wittnau znajduje się od 2011 r. leśny cmentarz Ruhewald Wittnau.

#### Zaplecze kulturalno-sportowe
|             | Gminny ośrodek                                | Dom młodzieży    | Biblioteka                          | Sala koncertowa / teatralna      | Boiska, korty tenisowe                                   | Inne obiekty sportowe                                        |
| Merzhausen  | Kultur- und Bügerhaus - FORUM                 | lokal Jugendcafé | Biblioteka przy parafii katolickiej | sala widowiskowo-wystawowa FORUM | boiska piłkarskie, do siatkówki plażowej, korty tenisowe | kryta pływalnia, 2 hale sportowe, strzelnica, 8 placów zabaw |
| Au          | Bürgerhaus                                    | lokal Jugendraum |                                     |                                  | boiska piłarskie, do siatkówki                           | 2 place zabaw                                                |
| Wittnau     | ośrodek gminny Gallushaus                     |                  |                                     |                                  | boiska, korty tenisowe                                   | strzelnica                                                   |
| Horben      | katolicki dom gminny                          |                  |                                     |                                  | boisko piłkarskie, do koszykówki                         | 3 place zabaw                                                |
| Sölden      | Saalenberghalle                               | lokal Jugendraum |                                     |                                  | (wspólne z Bollschweilem)                                | 1 plac zabaw                                                 |
| Bollschweil | Möhlinhalle, gminny dom kultury Altes Rathaus | lokal Jugendraum |                                     | mała scena w lokalu Bolando      | boiska piłkarskie, korty tenisowe                        | 3 place zabaw                                                |
| St. Ulrich  | dom gminny                                    |                  |                                     |                                  | boisko piłkarskie                                        |                                                              |

## Historia

### Czasy prehistoryczne i starożytne

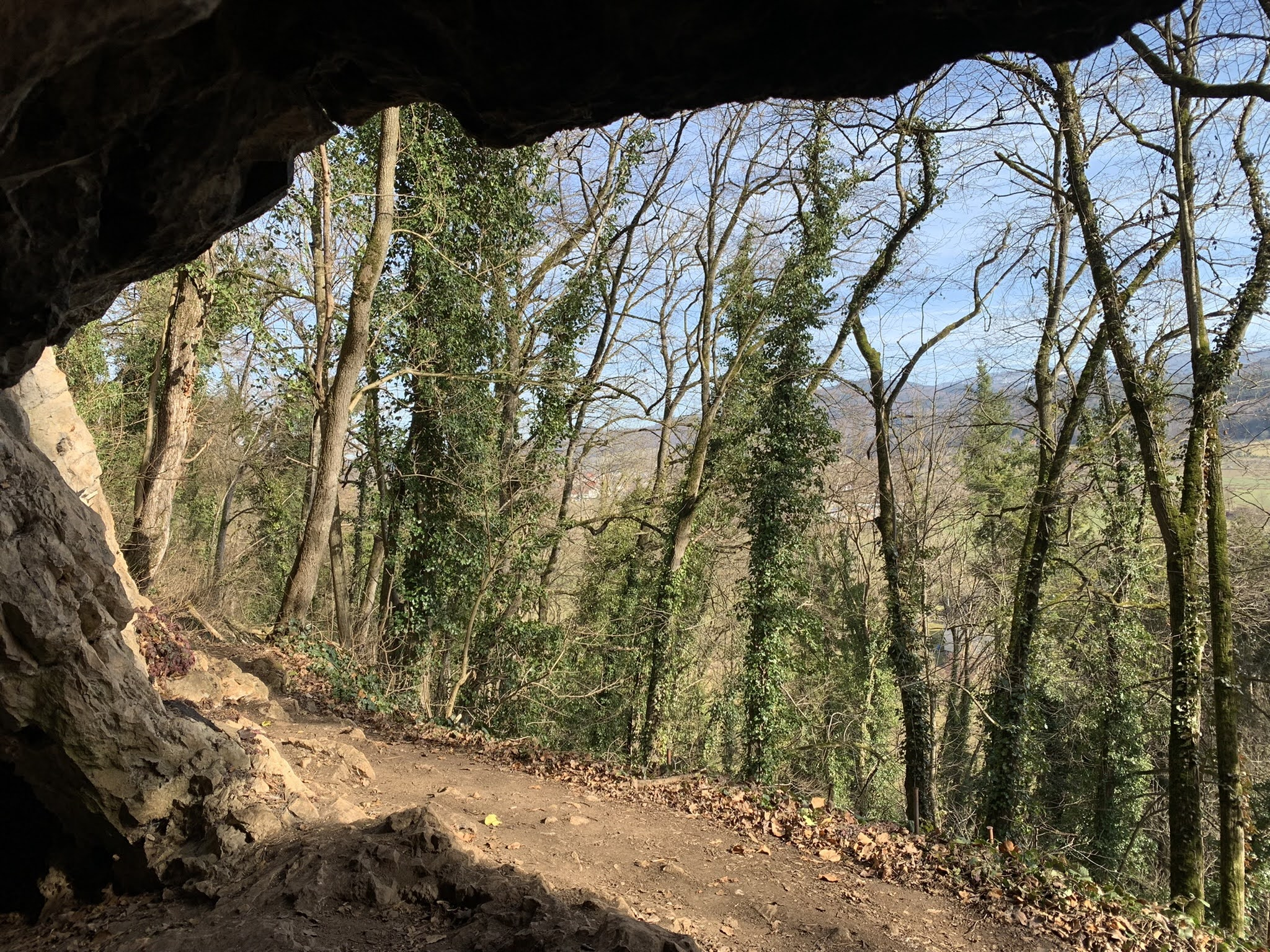
Widok z wnętrza jednej z grot na Ölbergu ku północy

Na bieg historii w Hexental miały wpływ sprzyjający osiedleniu i rolnictwu klimat oraz położenie w niewielkiej odległości od Renu (ok. 20 km w linii prostej), a także usytuowanie między dwoma newralgicznymi dla historii regionu ośrodkami: Fryburgiem Bryzgowijskim na północy i miejscowością Breisach nad Renem na południu. Najwcześniejsze ślady obecności ludzi (neandertalczyków), pochodzące sprzed co najmniej 130 tys. lat, znaleziono u południowego wylotu Hexental na stokach Ölbergu i w jego pobliżu. Późniejsze znaleziska z górnego paleolitu (ok. 13–12 tys. lat temu) w tamtym rejonie oraz znaleziska mezolityczne (ok. 9000/8000–5500 lat p.n.e.) w okolicach Bollschweilu dowodzą przebywania na południu Hexental łowiecko-zbierackich gromad Homo sapiens. O osiedlaniu się w tej okolicy grup neolitycznych (od ok. 4700 lat p.n.e.) świadczą liczne znaleziska na i wokół Schönbergu oraz w okolicy Wittnau. Na płaskich partiach szczytowych Schönbergu istniało w późnym neolicie (ok. 3900 lat p.n.e.) znacznych rozmiarów osiedle. Także na Ölbergu znaleziono ślady późnoneolitycznej osady. Partie szczytowe masywu po zachodniej stronie Hexental były prawdopodobnie zamieszkałe, a przynajmniej odwiedzane, niemal bez przerwy aż po okres lateński (V–I w. p.n.e.), kiedy to ten rejon zamieszkiwali Celtowie. Z okresu od 15 r. p.n.e. do ok. III w. n.e., kiedy Bryzgowię zajmowali Rzymianie, nie ma w Hexental śladów materialnych, nie sądzi się też, by przez nią prowadziła znaczniejsza droga.

### Średniowiecze

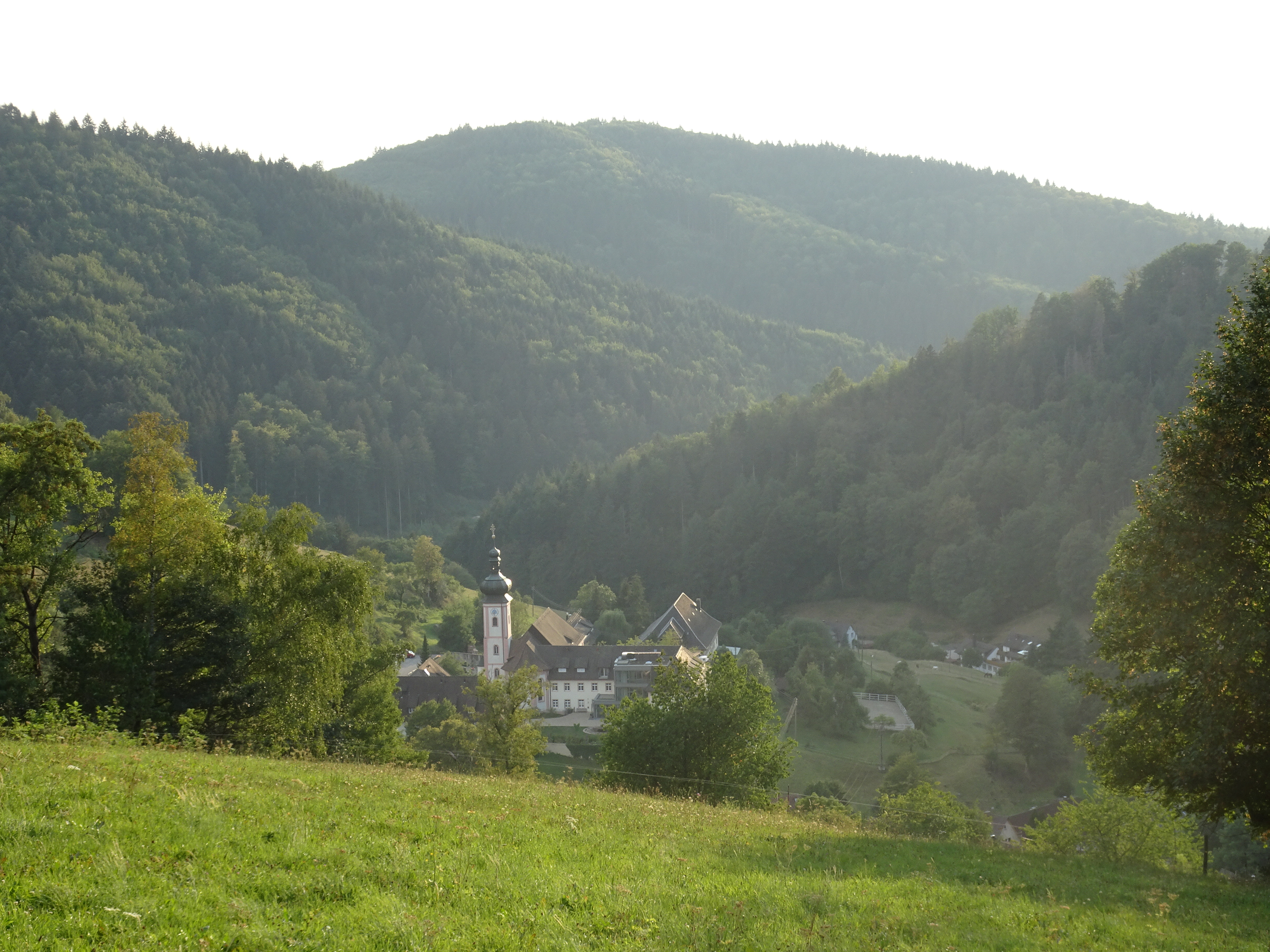
St. Ulrich – kościół św. Piotra i Pawła i zabudowania dawnego klasztoru, obecnie Bildungshaus St. Ulrich

Choć we wczesnym średniowieczu w zachodnich i południowych okolicach Schönbergu wiele było osiedli alamańskich, nie ma dowodów na to, by i Hexental była zasiedlona, a przekazów o natrafieniu w XVIII i XIX w. na groby skrzynkowe w pobliżu Sölden, Au i Wittnau nie potwierdzają żadne ślady materialne. Od VII w. wraz z szerzeniem się chrześcijaństwa tereny wokół Hexental weszły pod zwierzchnictwo diecezji w Konstancji, a tym samym znalazły się w strefie wpływów opactwa Sankt Gallen. Z darowiznami na jego rzecz w VIII i IX w. związane są początki wszystkich miejscowości w Hexental, jedynie założenie klasztorne w St. Ulrich rozwinęło się w XI i XII w. dzięki wsparciu opactwa w Cluny. Z kongregacją kluniacką związany był założony również przez św. Ulryka niewielki klasztor benedyktynek w Bollschweilu, przeniesiony w 1115 r. do Sölden. Dominującą rolę w Hexental odgrywało do połowy XIII w. opactwo sanktgalleńskie. Obok własności klasztornych, władzę jako właściciele lub wasale czy wójtowie sprawowali od końca XI w. coraz dobitniej przedstawiciele rodu Snewlin (głównie gałąź Snewlin-Bernlapp) i ministeriałowie fryburskich Zähringów. Do Snewlinów należały w XIV w. także zamek Birchiburg i podległe mu sztolnie i wyrobiska rud metali (głównie srebra) w bocznej dolinie Hexental wzdłuż rzeczki Möhlin.

### Czasy nowożytne

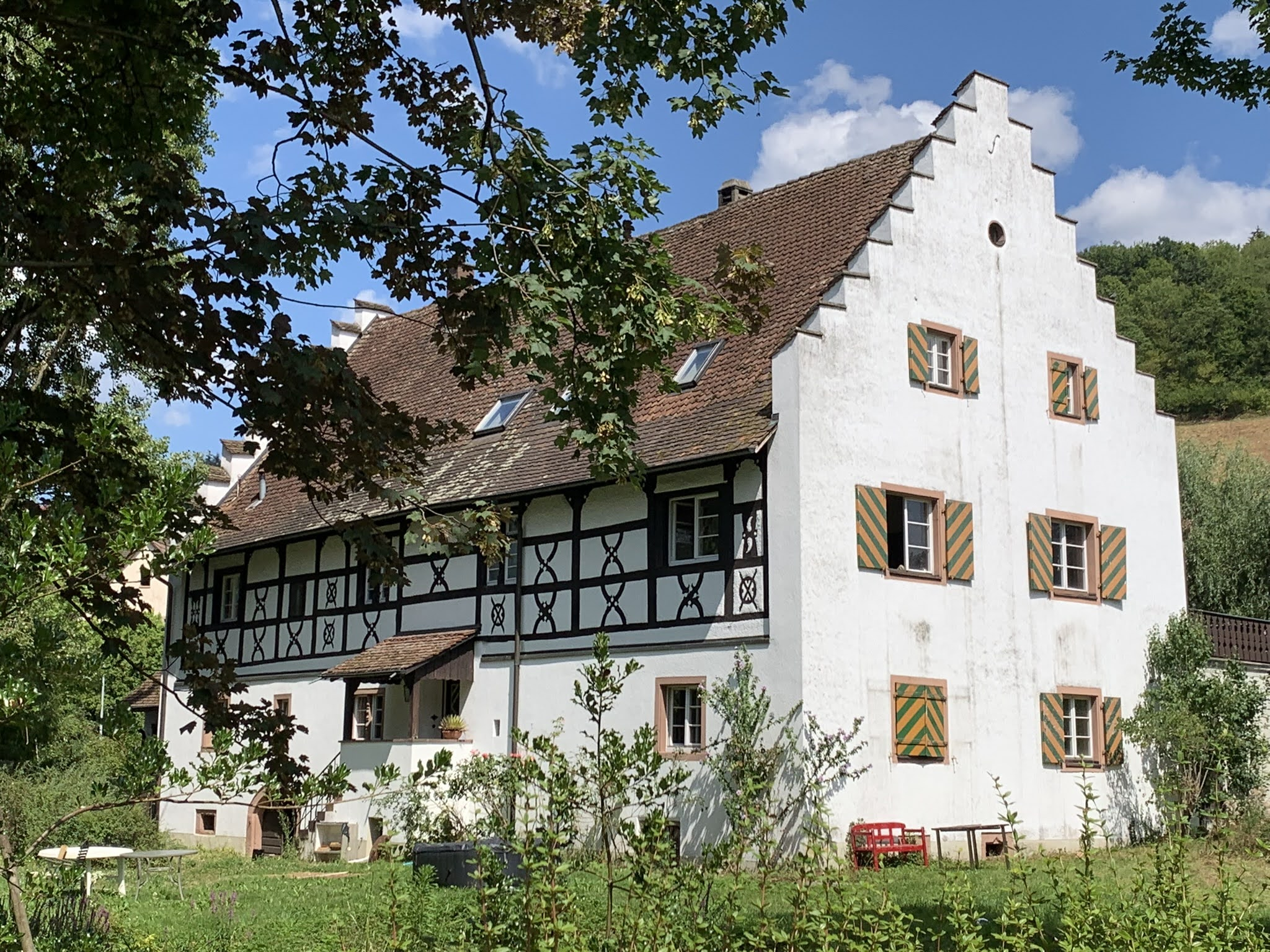
Merzhausen, Bollschweiler Schloss (z końca XVI w.), jedna z siedzib rodu Snewlin

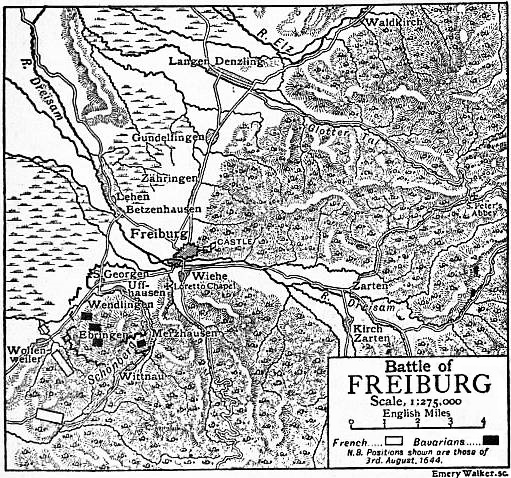
Podczas oblężenia Fryburga w trakcie wojny trzydziestoletniej przez zalesioną Hexental przeszły w sierpniu 1644 r. oddziały francuskie

Od połowy XVI w. – zniszczeń i szkód, jakie niosły bunty w 1525 r. (m.in. zrujnowany zamek w Bollschweilu, splądrowane klasztory w Sölden i St. Ulrich) – po początek XIX w. i zmian politycznych wprowadzonych przez Napoleona, mieszkańcy Hexental doświadczali dewastacji, biedy i wyzysku ze strony armii ciągnących przez ich wsie. W trakcie wojny trzydziestoletniej maszerowały przez Hexental oddziały francuskie pod wodzą Henriego de Turenne’a, by wdać się w kolejną potyczkę z siłami bawarsko-cesarskimi dowodzonymi przez Franza von Mercy’ego podczas bitwy pod Fryburgiem na początku sierpnia 1644 r. W XVII-wiecznych wojnach Francji Ludwika XIV z sąsiadującymi krajami, zawiązującymi w odpowiedzi wielopaństwowe sojusze (np. te w trakcie wojny holenderskiej), Bryzgowia była terenem przemarszu i zapleczem różnych armii, które nakładały na okolicznych mieszkańców kontrybucje, zmuszały do kwaterunku i utrzymania swoich oddziałów, a i dopuszczały się rabunków i gwałtów. Nie inaczej było podczas XVIII-wiecznych wojen o sukcesję hiszpańską i austriacką, bowiem bezpośrednio w nie zaangażowani byli władcy habsburscy, a Hexental od 1368 r., po dobrowolnym przejściu Fryburga pod panowanie Habsburgów, należała wraz z częścią Bryzgowii do Austrii Przedniej, a zatem do ziem, na których i o które walczono. Obszar ten był terenem operacyjnym Armii Renu w trakcie wojen koalicyjnych na przełomie wieków XVIII i XIX i na jego mieszkańców spadał ciężar kwaterowania żołnierzy, dostarczania żywności i obroku, a także prac takich jak sypanie szańców. Ponadto francuska soldateska dopuszczała się rozboju i gwałtów, od których w Hexental ucierpiały szczególnie Biezighofen, Sölden, Wittnau i Merzhausen, w tych dwóch ostatnich w 1800 r. splądrowano nawet kościoły. Do kontrybucji i innych obciążeń wojennych podczas wojen napoleońskich sytuację wynędzniałych wsi pogorszyły jeszcze w latach 1816–1817 katastrofalnie niskie zbiory („rok bez lata”) i dziesiątkująca ludność epidemia tyfusu. Rezultatem napoleońskiej polityki w tym rejonie było w 1803 r. nadanie Badenii statusu elektoratu, a w 1806 r. Wielkiego Księstwa. Postępująca sekularyzacja dóbr klasztornych doprowadziła w 1806 r. do kasaty klasztorów w Sölden i St. Ulrich (oba inkorporowane w XVI w. do klasztoru św. Piotra w Schwarzwaldzie), ich kościołom nadano rangę parafialnych. O Hexental otarły się wydarzenia rewolucji badeńskiej w 1848 r. W kwietniu tego roku w Horben zebrał się niewielki oddział rewolucjonistów pod wodzą Franza Sigela, a w dolinie Günterstal i na stokach schodzących ku Fryburgowi grupka dowodzona przez Gustava Struvego rozpierzchła się po krótkiej, lecz krwawej (23 zabitych) potyczce z oddziałem badeńskich wojsk. Wraz z rozbudową w połowie XIX w. na terenie Badenii linii kolejowych postępowała też budowa połączeń drogowych. Budowę drogi przez Hexental, odcinkami od wsi do wsi, ukończono w 1875 r., nadając jej status drogi krajowej, choć jej jakość była raczej prymitywna. Także poziom życia mieszkańców wsi w Hexental, utrzymujących się przede wszystkim z rolnictwa, hodowli bydła i leśnictwa, pozostawał niski, a okresy nieurodzajów, bieda i przeludnienie wsi doprowadziły w XIX w. do wzmożonej emigracji (wspieranej zresztą przez państwo) – z Hexental przeważnie do Ameryki Północnej. Pod koniec XIX w. powstały pierwsze zakłady przemysłowe o lokalnym znaczeniu: cegielnie w Merzhausen (od ok. 1870 r.), wytwórnia gipsu budowlanego i nawozowego w Au (najlepiej prosperująca w ostatnich dwóch dekadach XIX w.), wytwórnia pieców i piecyków gastronomicznych w Bollschweilu (15 lat do 1905 r.) i in. Z tych pierwszych obiektów przemysłowych Hexental jako jedyny nadal działa powstały w 1920 r. przy kamieniołomie w Bollschweilu zakład wapienniczy, po kolejnych rozbudowach i zmianie właścicieli w 1982 r. istniejący dziś (2023 r.) pod nazwą Knauf Marmorit.

### Dzieje od wieku XX
W okresie od ukonstytuowania się w sierpniu 1919 r. Republiki Badeńskiej (jako niezależnego kraju w obrębie Republiki Weimarskiej) mieszkańcy Hexental odczuli tak samo, jak wszyscy Badeńczycy dotkliwe skutki hiperinflacji na początku lat 20., jak i kryzysu gospodarczego na początku lat 30. XX w. Politycznie w gminach niemal jednolicie katolickich opowiadano się w wyborach do Reichstagu do końca lat 20. za katolicką Partią Centrum przy nieznaczącym procencie głosów oddawanych socjaldemokratom z SPD. W wyborach w 1932 i 1933 r. radykalizacja postaw stała się bardziej widoczna, przy czym najszybciej nastąpiła ona w Bollschweilu: w marcowych wyborach w 1933 r. na NSDP oddano 43,4% głosów, a na Partię Centrum 51,8%, natomiast w Wittnau było to 29,2% na NSDP i 67,8% na Centrum, także Sölden pozostało ostoją centrystów. II wojna światowa nie przyniosła samej Hexental materialnych zniszczeń, nie powróciło jednak do domu 258 żołnierzy przy ogólnej liczbie 3820 mieszkańców w 1939 r.; ten uśredniony procent 6,8% w przypadku niektórych wsi oznaczał, że z zaciągniętych do wojska zginęło niemal 40% żołnierzy. Trzy pierwsze powojenne lata, kiedy ten obszar Badenii był częścią francuskiej strefy okupacyjnej, przyniosły ogromne zubożenie ludności i odczuwalny brak żywności nawet na rolniczym obszarze Hexental, ale wprowadzenie planu Marshalla rozpoczęło okres rozwoju, który swoje XX-wieczne apogeum osiągnął w latach 60. i 70. W wyniku przeprowadzonej na początku lat 70. reformy administracyjnej powstał powiat Bryzgowia-Schwarzwald Wysoki i cała Hexental znalazła się w jego obrębie. W 1971 r. gminy Merzhausen, Au, Horben, Wittnau i Sölden utworzyły, broniąc swojej administracyjnej niezależności od rozbudowującego się Fryburga, wspólnotę o nazwie Związek Gmin Hexental, która zresztą okazała się dla nich bardzo korzystna. Od 1974 r. wspólną gminę tworzą Bollschweil i St. Ulrich, która przyłączyła się do wspólnoty administracyjnej z sąsiednią gminą Ehrenkirchen. Od ostatnich dekad XX w. miejscowości w Hexental stawały się coraz bardziej satelickimi miejscowościami Fryburga, tracąc powoli charakter rolniczy i zwielokrotniając liczbę mieszkańców.

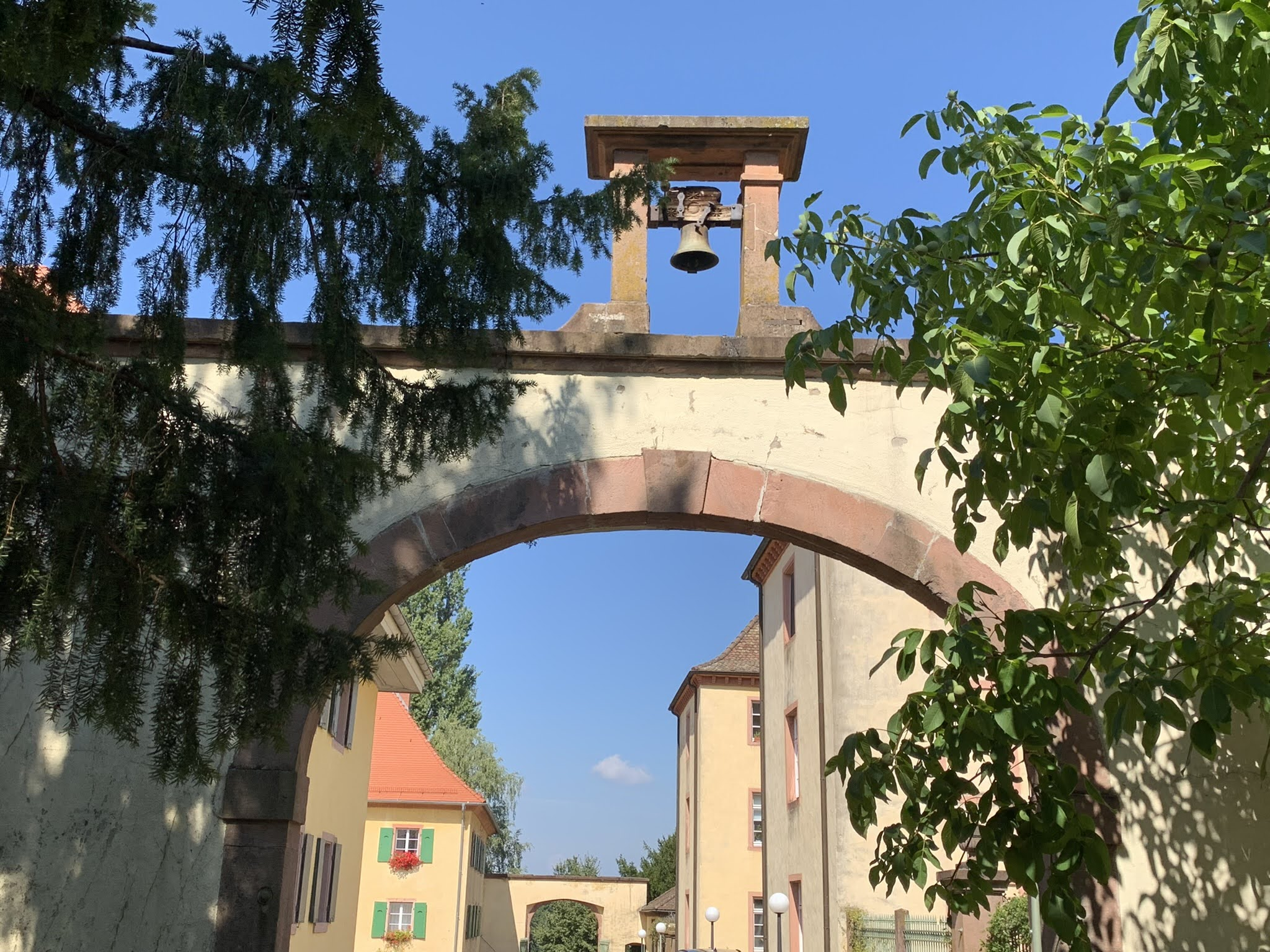
Brama wejściowa na posesję Jesuitenschloss w Merzhausen

## Turystyka
Położenie w najbliższym sąsiedztwie Fryburga Bryzgowijskiego – uplasowanego w 2022 r. przez Lonely Planet na 3. miejscu 10 miast świata wartych odwiedzenia – wzmacnia turystyczną atrakcyjność Hexental. Ta zasadzającą się na jej walorach krajobrazowych i przyrodniczych, rozwiniętej infrastrukturze komunikacyjnej i gastronomicznej oraz gęstej i dobrze przygotowanej sieci szlaków i atrakcji turystycznych, w tym zabytków kultury, tras edukacyjnych i ciekawostek przyrodniczych. Każda z miejscowości w Hexental ma kilka lokali gastronomicznych różnej klasy i rodzaju oraz zaplecze noclegowe, a możliwości spędzenia wolnego czasu sięgają od spacerów i wędrówek górskich, przez trasy rowerowe (w tym dla rowerów górskich), po gospodarstwa agroturystyczne i probiernie win. Od połowy lat 60. XX w. w turystyce znajduje (głównie dorywcze) zatrudnienie znaczna liczba mieszkańców Hexental, szczególnie w miejscowościach Wittnau, Horben i St. Ulrich. Wittnau, mające wyjątkowo korzystny dla zdrowia mikroklimat, otrzymało w 1975 r. oficjalnie miano miejscowości wypoczynkowej.
Najpopularniejsze szlaki turystyczne:

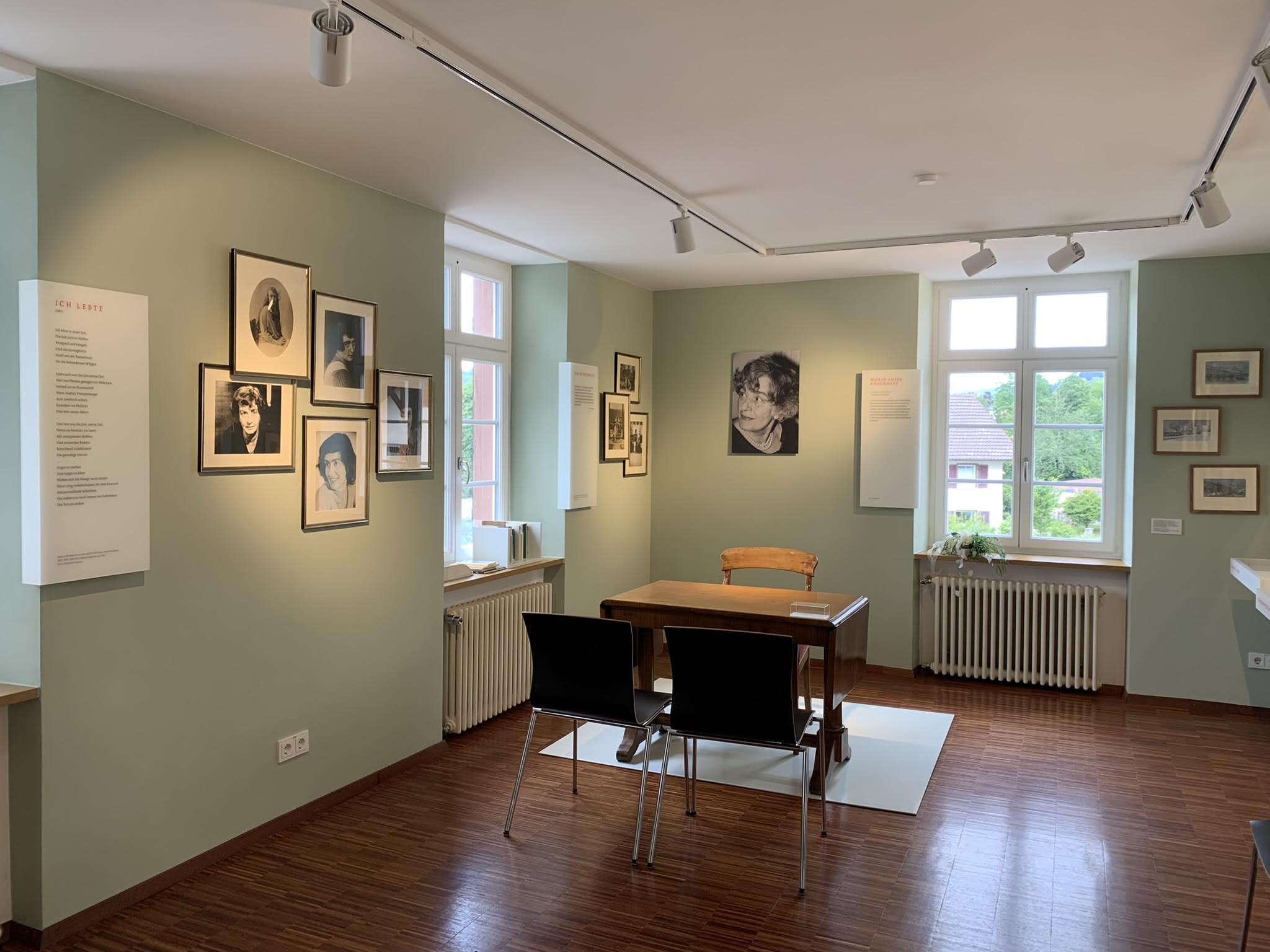
Izba pamiątkowa w ratuszu w Bollschweilu, poświęcona Marie Luise Kaschnitz

- przyrodnicza ścieżka edukacyjna – Naturlehrpfad Schönberg[171]
- piesze (częściowo rowerowe) szlaki turystyczne – Hexental-Wanderweg[171]
  - trasa wokół Hexental Au-Bollschweil-Au – Hexentalrundweg[172]
- historyczny szlak – Bettlerpfad[173][174]
- edukacyjne trasy spacerowe, przeznaczone głównie dla dzieci – Sagenpfad wokół Sölden, Erlebnispfad Hexental[175]
- ścieżka spacerowa określona przez jej twórców jako „medytacyjna” – Lebensweg St. Ulrich
- trasa na rower górski (MTB singletrack) – Hexentrail

Najpopularniejsze zabytki kultury materialnej:
- kościółek pod przełęczą Berghauser Matten – Berhauser Kapelle[176]
- romańska misa fontanny w dawnym klasztorze w St. Ulrich[177], zwana czasem – Taufstein[178]
- późnobarokowy pałacyk w Bollschweilu (niedostępny dla zwiedzających) w otoczeniu oryginalnych zabudowań i parku – tzw. Schloss Bollschweil[176]
- rodzinny grobowiec rodu von Holzing-Berstett na cmentarzu w Bollschweilu, gdzie pochowana jest też niemiecka pisarka Marie Luise Kaschnitz[179]
- rozległa posiadłość z pałacem i przyległymi zabudowaniami na zboczu Schönbergu w Merzhausen – tzw. Jesuitenschloss[176]
- groty na wschodnich stokach Ölbergu zamieszkałe w paleolicie środkowym – tzw. Teufelsküche[180]
- założenie klasztorne w Sölden, należące niegdyś do kongregacji Cluny[181][176]

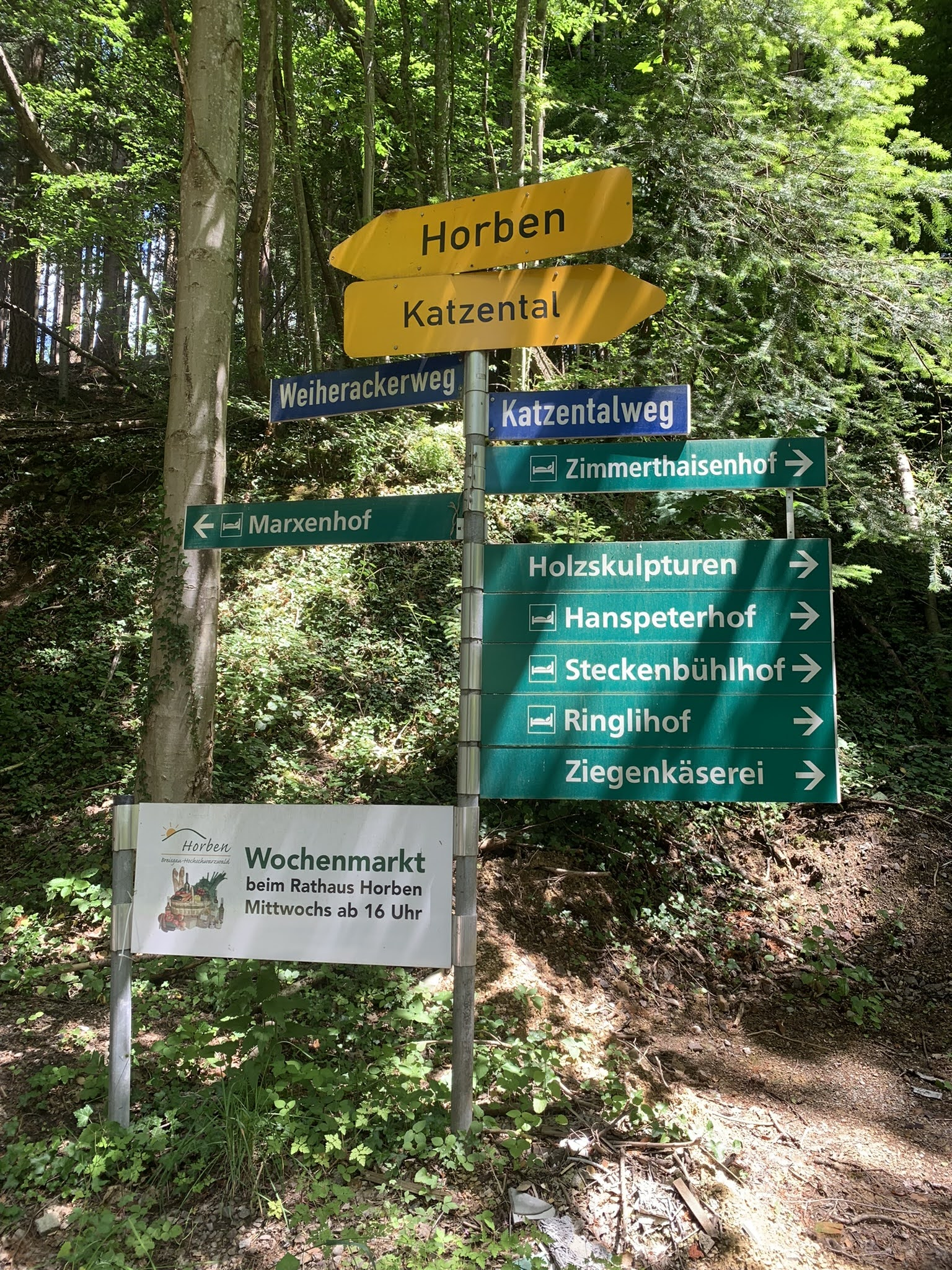
Znaki drogowe, turystyczne i informacyjne w pobliżu Biezighofen
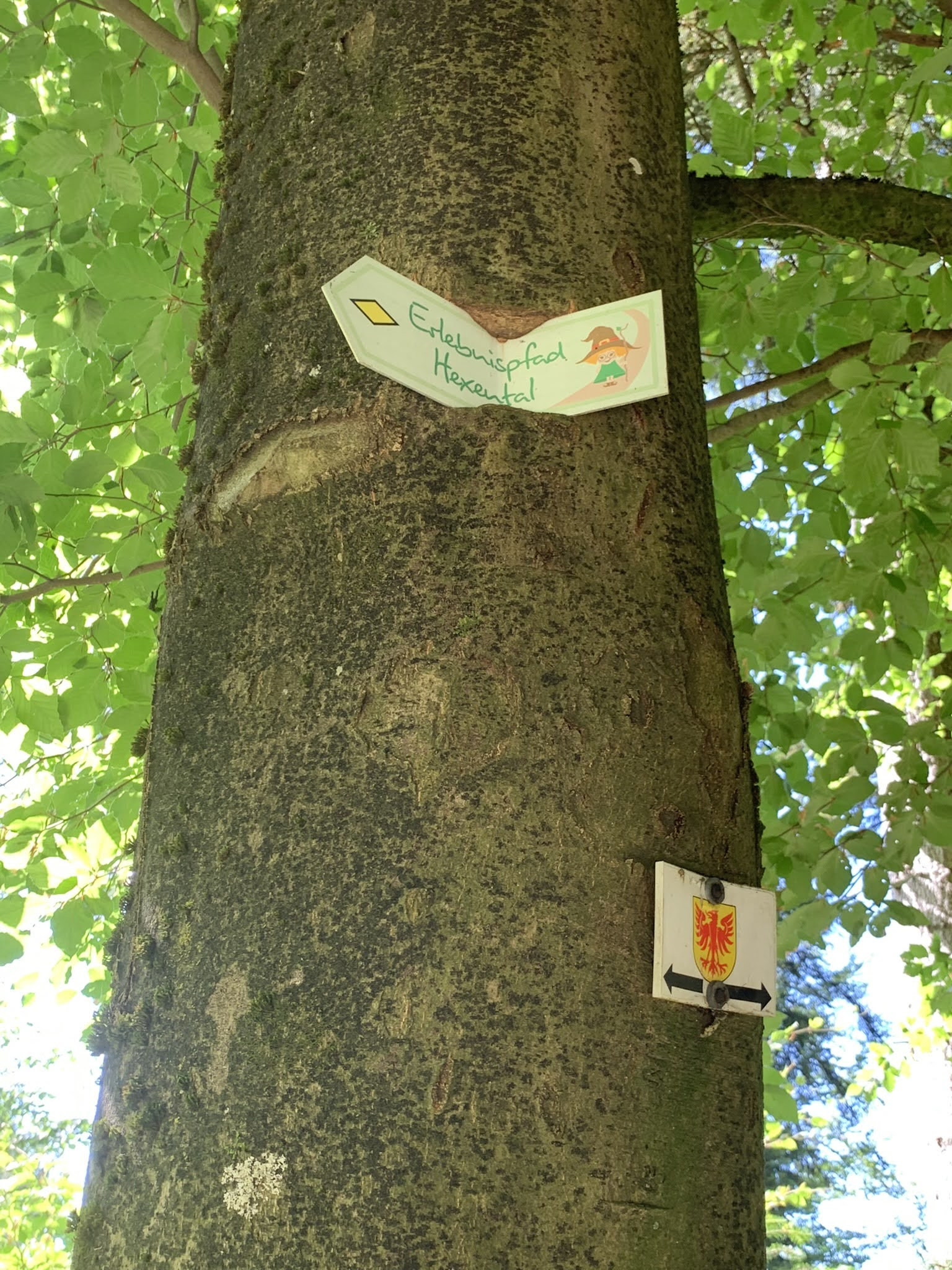
Znak na edukacyjnej ścieżce Hexental Erlebnispfad
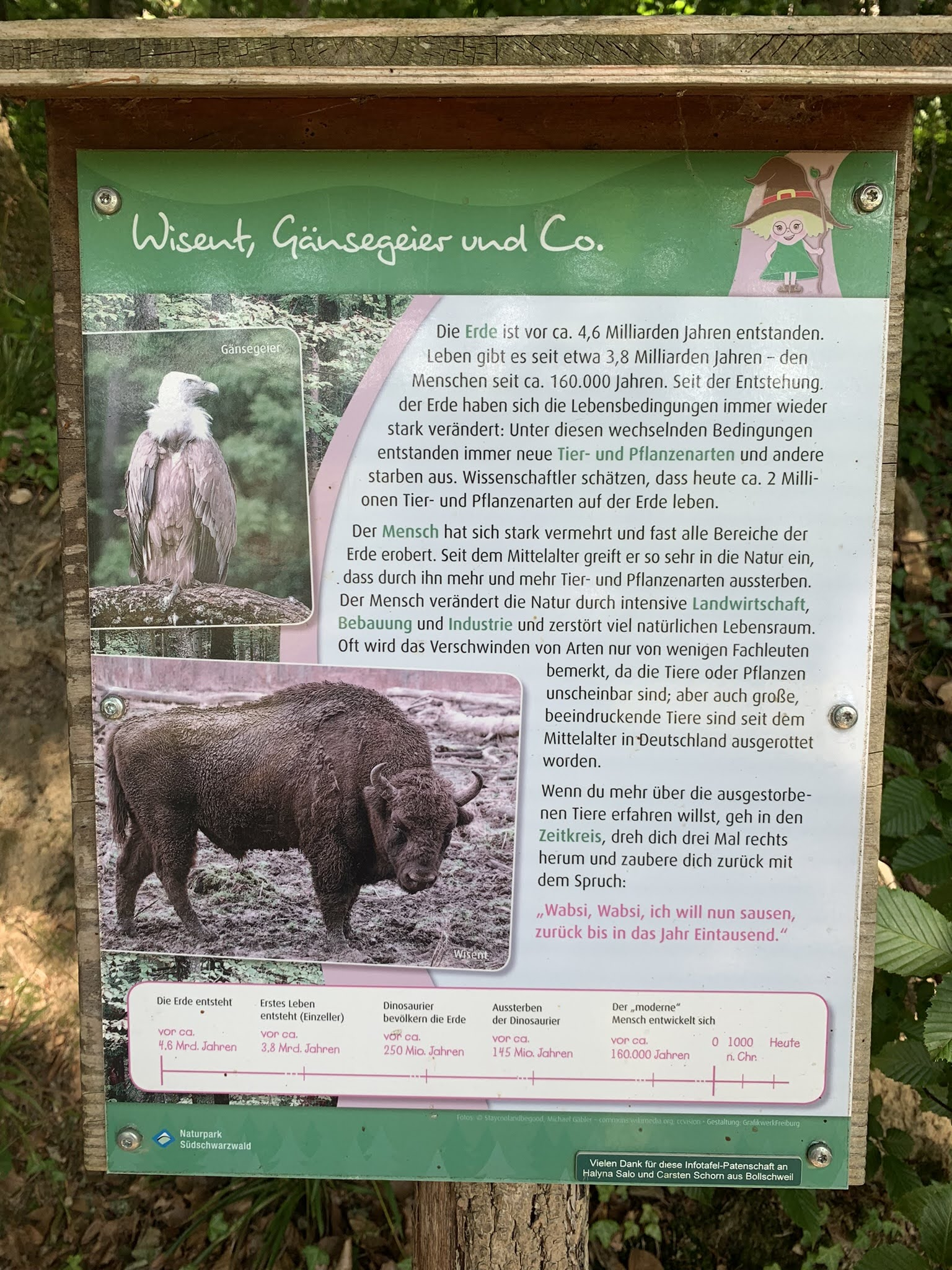
Tablica informacyjna na ścieżce Hexental Erlebnispfad
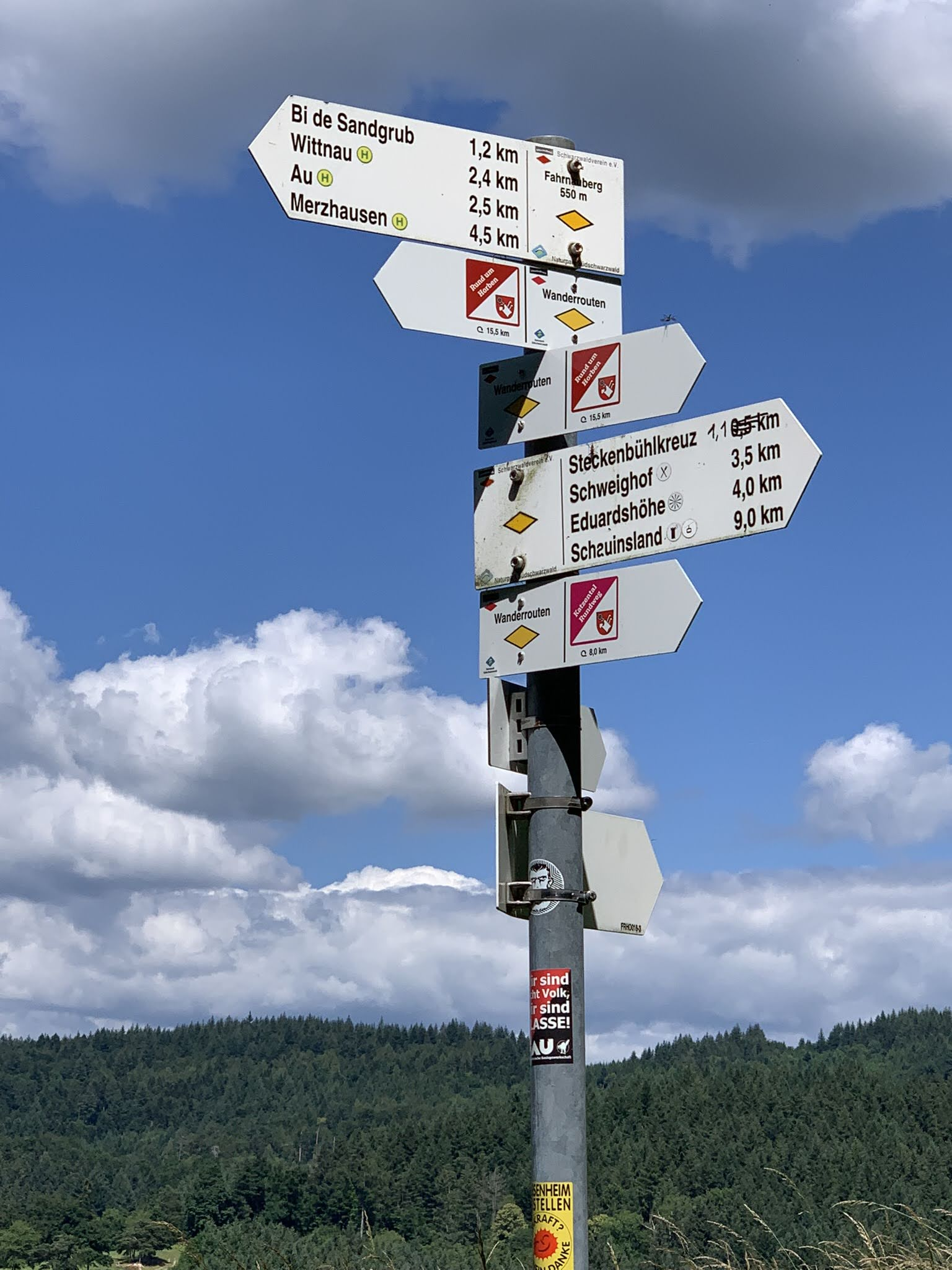
Kierunkowskazy szlaków turystycznych
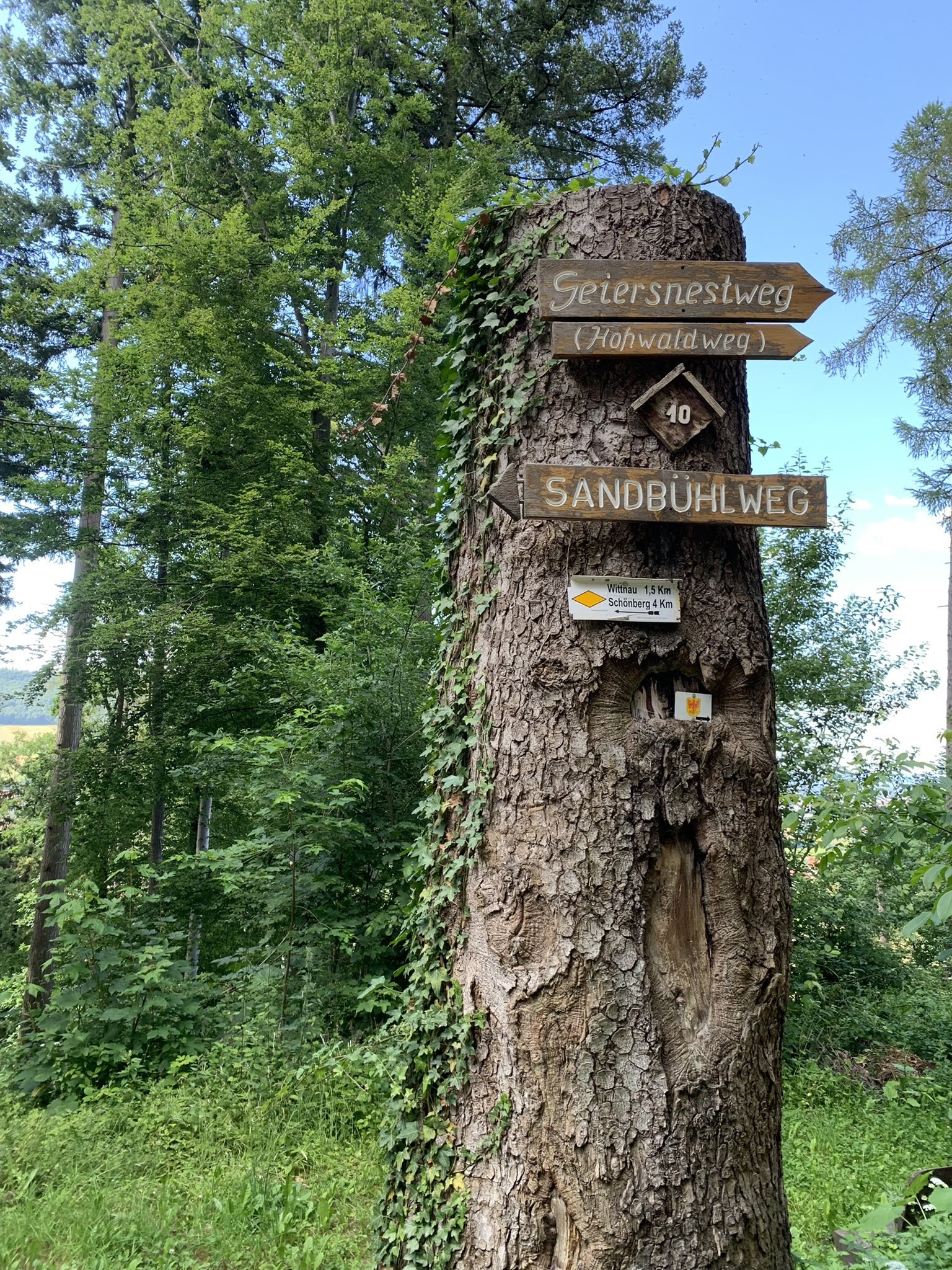
Znak szlaku turystycznego i tablice bitych dróg leśnych
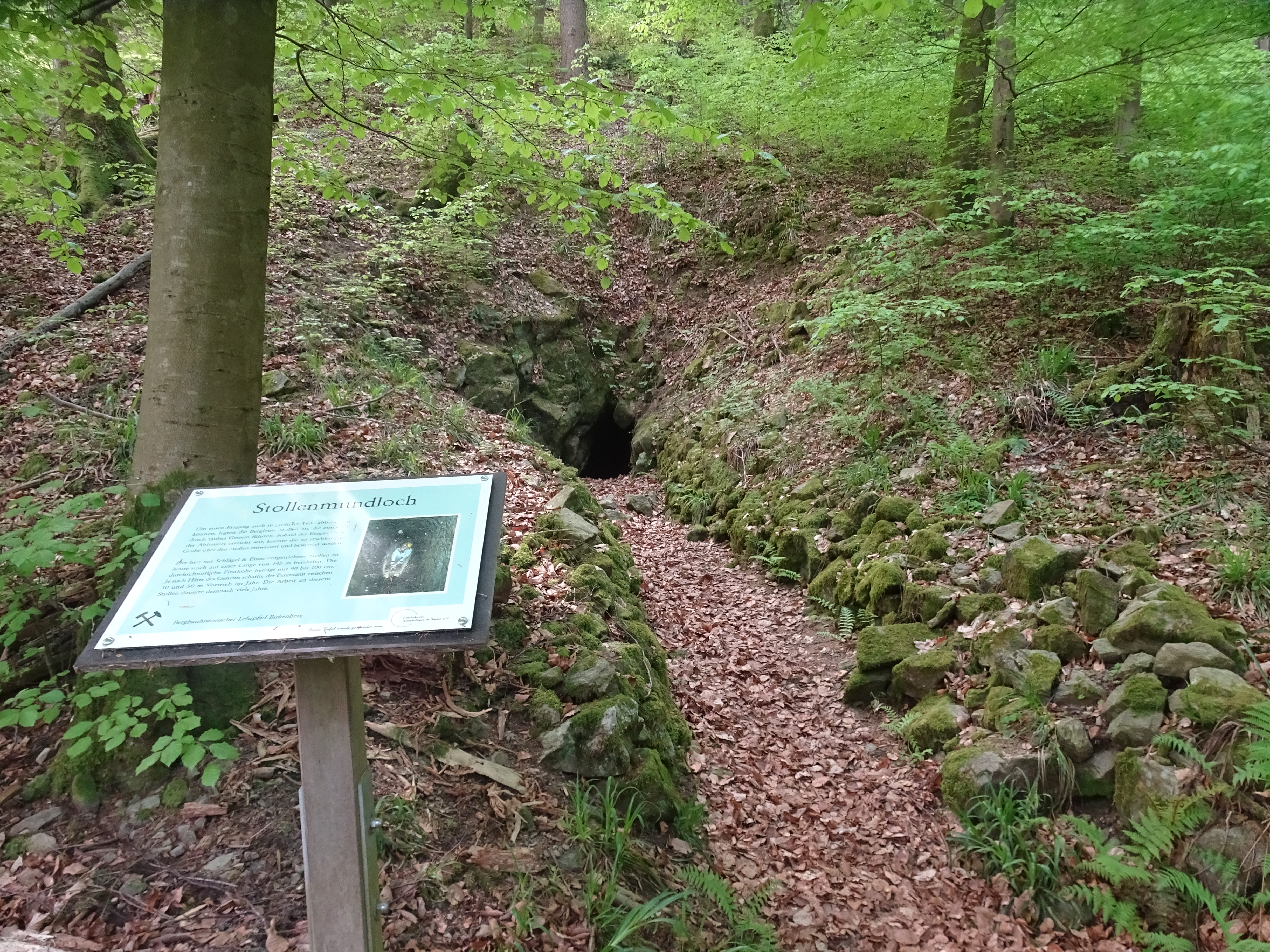
Tablica informacyjna przy szlaku wokół ruin Birchiburg i kopalni srebra w dolinie Möhlin
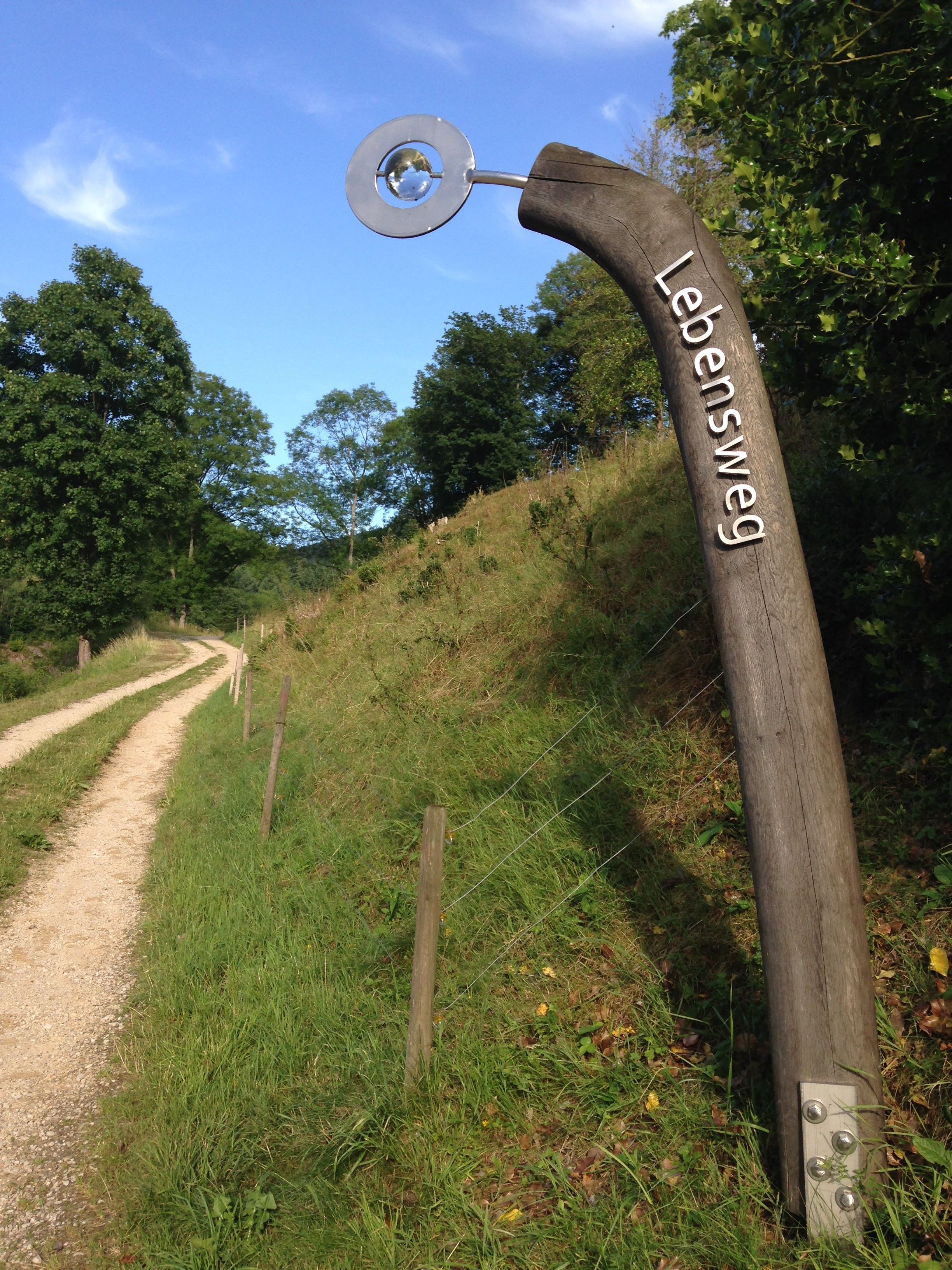
Początek ścieżki Lebensweg wokół wsi St. Ulrich
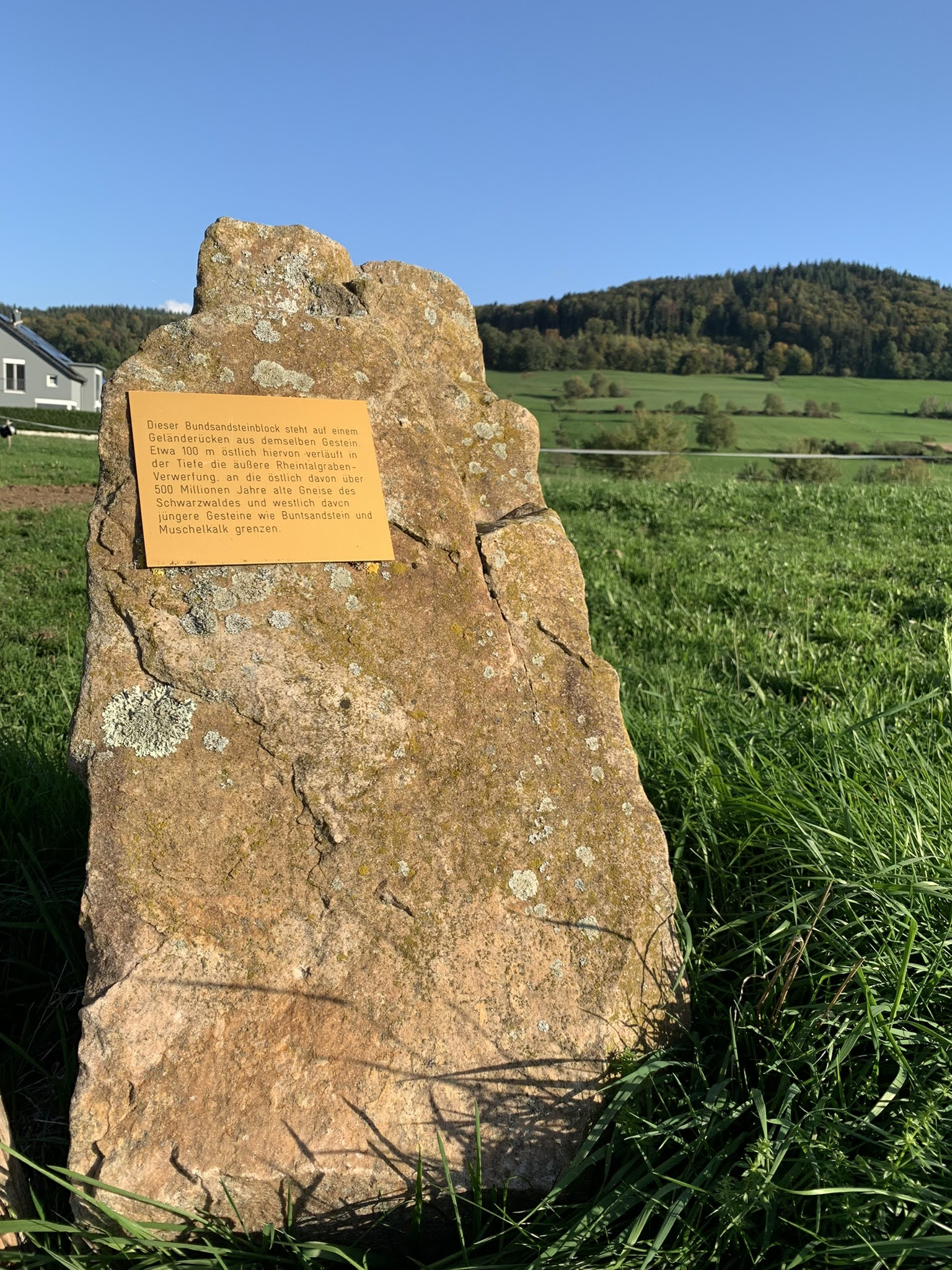
Jedna z tablic w okolicy Sölden, wyjaśniająca geologiczną historię Hexental